# Lijst van afleveringen van Doctor Who
Dit is een lijst van afleveringen van Doctor Who.

## Overzicht
| Doctor            | Seizoen/Serie            | Afleveringen | Premièredatum                                          | Première kijkers (in miljoenen) | Finaledatum       | Finale kijkers (in miljoenen) | Gemiddelde kijkers (in miljoenen) |
| Eerste Doctor     | Seizoen 1                | 42           | 23 november 1963                                       | 4,4                             | 12 september 1964 | 6,4                           | 7,96                              |
| Eerste Doctor     | Seizoen 2                | 39           | 31 oktober 1964                                        | 8,4                             | 24 juli 1965      | 8,3                           | 10,38                             |
| Eerste Doctor     | Seizoen 3                | 45           | 11 september 1965                                      | 9,0                             | 16 juli 1966      | 5,5                           | 7,38                              |
| Tweede Doctor     | Seizoen 4                | 43           | 10 september 1966                                      | 4,3                             | 1 juli 1967       | 6,1                           | 7,11                              |
| Tweede Doctor     | Seizoen 5                | 40           | 2 september 1967                                       | 6,0                             | 1 juni 1968       | 6,5                           | 6,63                              |
| Tweede Doctor     | Seizoen 6                | 44           | 10 augustus 1968                                       | 6,1                             | 21 juni 1969      | 5,0                           | 6,57                              |
| Derde Doctor      | Seizoen 7                | 25           | 3 januari 1970                                         | 8,4                             | 20 juni 1970      | 5,5                           | 7,18                              |
| Derde Doctor      | Seizoen 8                | 25           | 2 januari 1971                                         | 7,3                             | 19 juni 1971      | 8,3                           | 7,96                              |
| Derde Doctor      | Seizoen 9                | 26           | 1 januari 1972                                         | 9,8                             | 24 juni 1972      | 7,6                           | 8,48                              |
| Derde Doctor      | Seizoen 10               | 26           | 30 december 1972                                       | 9,6                             | 23 juni 1973      | 7,0                           | 8,98                              |
| Derde Doctor      | Seizoen 11               | 26           | 15 december 1973                                       | 8,7                             | 8 juni 1974       | 8,9                           | 8,78                              |
| Vierde Doctor     | Seizoen 12               | 20           | 28 december 1974                                       | 10,1                            | 10 may 1975       | 9,0                           | 10,14                             |
| Vierde Doctor     | Seizoen 13               | 26           | 30 augustus 1975                                       | 7,5                             | 6 maart 1976      | 10,9                          | 10,08                             |
| Vierde Doctor     | Seizoen 14               | 26           | 4 september 1976                                       | 9,5                             | 2 april 1977      | 10,4                          | 11,17                             |
| Vierde Doctor     | Seizoen 15               | 26           | 3 september 1977                                       | 8,4                             | 11 maart 1978     | 10,5                          | 8,91                              |
| Vierde Doctor     | Seizoen 16               | 26           | 2 september 1978                                       | 8,1                             | 24 februari 1979  | 8,5                           | 8,56                              |
| Vierde Doctor     | Seizoen 17               | 20           | 1 september 1979                                       | 13,5                            | 12 januari 1980   | 8,8                           | 11,22                             |
| Vierde Doctor     | Seizoen 18               | 28           | 30 augustus 1980                                       | 5,1                             | 21 maart 1981     | 6,7                           | 5,81                              |
| Vijfde Doctor     | Seizoen 19               | 26           | 4 januari 1982                                         | 9,6                             | 30 maart 1982     | 8,9                           | 9,30                              |
| Vijfde Doctor     | Seizoen 20               | 22           | 4 januari 1983                                         | 7,2                             | 16 maart 1983     | 7,55                          | 7,00                              |
| Vijfde Doctor     | special 20-jarig bestaan | 1            | 25 november 1983                                       | 7,7                             | NB                | NB                            | 7,7                               |
| Vijfde Doctor     | Seizoen 21               | 24           | 5 januari 1984                                         | 7,25                            | 30 maart 1984     | 7,1                           | 8,37                              |
| Zesde Doctor      | Seizoen 22               | 13           | 5 januari 1985                                         | 8,05                            | 30 maart 1985     | 7,55                          | 7,17                              |
| Zesde Doctor      | Seizoen 23               | 14           | 6 september 1986                                       | 4,35                            | 6 december 1986   | 5,0                           | 4,83                              |
| Zevende Doctor    | Seizoen 24               | 14           | 7 september 1987                                       | 4,63                            | 7 december 1987   | 5,07                          | 4,98                              |
| Zevende Doctor    | Seizoen 25               | 14           | 5 oktober 1988                                         | 5,35                            | 4 januari 1989    | 5,45                          | 5,35                              |
| Zevende Doctor    | Seizoen 26               | 14           | 6 september 1989                                       | 3,65                            | 6 december 1989   | 4,9                           | 4,19                              |
| Achtste Doctor    | TV film                  | 3            | 12 mei 1996 (Canada) 14 mei 1996 (US) 27 mei 1996 (UK) | — 5,6 (US) 9,1 (UK)             | NB                | NB                            | 7,35                              |
| Achtste Doctor    | Special                  | 1            | 14 november 2013                                       |                                 |                   |                               |                                   |
| Negende Doctor    | Serie 1                  | 13           | 26 maart 2005                                          | 10,81                           | 17 juni 2005      | 6,91                          | 7,31                              |
| Tiende Doctor     | Special                  | 1            | 25 december 2005                                       | 9,84                            |                   |                               |                                   |
| Tiende Doctor     | Serie 2                  | 13           | 15 april 2006                                          | 8,62                            | 8 juli 2006       | 8,22                          | 7,64                              |
| Tiende Doctor     | Kerstspecial             | 1            | 25 december 2006                                       | 9,35                            |                   |                               |                                   |
| Tiende Doctor     | Serie 3                  | 13           | 31 maart 2007                                          | 8,71                            | 30 juni 2007      | 8,61                          | 7,54                              |
| Tiende Doctor     | Kerstspecial             | 1            | 25 december 2007                                       | 13,31                           |                   |                               |                                   |
| Tiende Doctor     | Serie 4                  | 13           | 5 april 2008                                           | 9,14                            | 5 juli 2008       | 10,57                         | 8,04                              |
| Tiende Doctor     | Specials                 | 5            | 25 december 2008                                       | 13,10 9,75 10,32 12,04          | 1 januari 2010    | 12,27                         | 11,50                             |
| Elfde Doctor      | Serie 5                  | 13           | 3 april 2010                                           | 10,09                           | 26 juni 2010      | 6,70                          | 7,73                              |
| Elfde Doctor      | Kerstspecial             | 1            | 25 december 2010                                       | 12,19                           |                   |                               |                                   |
| Elfde Doctor      | Serie 6                  | 12           | 23 april 2011                                          | 8,86                            | 1 oktober 2011    | 7,67                          | 7,51                              |
| Elfde Doctor      | Kerstspecial             | 1            | 25 december 2011                                       | 10,77                           |                   |                               |                                   |
| Elfde Doctor      | Serie 7 deel 1           | 5            | 1 september 2012                                       | 8,33                            | 29 september 2012 | 7,82                          | 7,96                              |
| Elfde Doctor      | Kerstspecial             | 1            | 25 december 2012                                       | 9,87                            |                   |                               |                                   |
| Elfde Doctor      | Serie 7 deel 2           | 8            | 30 maart 2013                                          | 8,44                            | 18 mei 2013       | 7,45                          | 7,12                              |
| Elfde Doctor      | Specials 2013            | 2            | 23 november 2013                                       | 12,80                           | 25 december 2013  | 11,14                         | 11,97                             |
| Twaalfde Doctor   | Serie 8                  | 12           | 23 augustus 2014                                       | 9,17                            | 8 november 2014   | 7,60                          | 7,40                              |
| Twaalfde Doctor   | Serie 9                  | 12           | 19 september 2015                                      | 6,54                            | 5 december 2015   |                               |                                   |
| Twaalfde Doctor   | Serie 10                 | 12           | 15 april 2017                                          |                                 | 1 juli 2017       |                               |                                   |
| Dertiende Doctor  | Serie 11                 | 10           | 7 oktober 2018                                         |                                 | 9 december 2018   |                               |                                   |
| Dertiende Doctor  | Serie 12                 | 10           | 1 januari 2020                                         |                                 | 1 maart 2020      |                               |                                   |
| Dertiende Doctor  | Serie 13                 | 6            | 31 oktober 2021                                        |                                 | 5 december 2021   |                               |                                   |
| Veertiende Doctor | Specials                 | 3            | 25 november 2023                                       |                                 | 9 december 2023   |                               |                                   |
| Vijftiende Doctor | Kerstspecial             | 1            | 25 december 2023                                       |                                 |                   |                               |                                   |
| Vijftiende Doctor | Seizoen 1                | 8            | 10 mei 2024                                            |                                 | 22 juni 2024      |                               |                                   |
| Vijftiende Doctor | Kerstspecial             | 1            | 25 december 2024                                       |                                 |                   |                               |                                   |
| Vijftiende Doctor | Seizoen 2                | 8            | 12 april 2025                                          |                                 | 31 mei 2025       |                               |                                   |
|                   | 'Seizoen 3'              |              | onbekend                                               |                                 |                   |                               |                                   |

1. ↑  Bij de gemiddelde kijkers voor de series worden de kerstspecials niet meegerekend aangezien ze een verkeerd beeld over de serie kunnen scheppen.

## Eerste Doctor
De eerste Doctor werd gespeeld door William Hartnell.

### Seizoen 1 (1963–64)
Dit seizoen telde 8 verhalen van wisselende lengte, verdeeld over 42 afleveringen. Een doorlopende lijn was dat de Doctor probeerde Ian en Barbara terug naar Londen 1963 probeerde te krijgen en daardoor om het avontuur op Aarde landde.
| Nummer | Titel | Code | Afleveringen | Schrijver                         | Regisseur                          | Originele uitzenddatum                                                                                           |
| ------ | --- | ---- | --- | --------------------------------- | ---------------------------------- | --- |
| 001    | An Unearthly Child | A    | An Unearthly Child The Cave of Skulls The Forest of Fear The Firemaker                                                                                             | Anthony Coburn (and C. E. Webber) | Waris Hussein                      | 23 november 1963 30 november 1963 7 december 1963 14 december 1963                                               |
| 001    | Leraren Ian Chesterton en Barbara Wright volgen hun geheimzinnige leerling Susan na schooltijd. Als ze een politiehokje in volgen, treffen ze binnenin een veel grotere ruimte aan: de TARDIS. Voor ze het beseffen voert Susans grootvader, de Doctor hen allemaal mee naar de steentijd, waar de groep verwikkelt raakt in een machtsstrijd. Noot: introductie van de Doctor en de TARDIS en metgezellen Susan, Ian en Barbara. |      | |                                   |                                    | |
| 002    | The Daleks | B    | The Dead Planet The Survivors The Escape The Ambush The Expedition The Ordeal The Rescue                                                                           | Terry Nation                      | Richard Martin & Christopher Barry | 21 december 1963 28 december 1963 4 januari 1964 11 januari 1964 18 januari 1964 25 januari 1964 1 februari 1964 |
| 002    | De TARDIS landt op de planeet Skaro, waar de Doctor en zijn metgezellen oog in oog komen te staan met de gemuteerde bewoners: de vredelievende Thals en de dodelijke Daleks. Noot: eerste optreden van de Thals en de Daleks. |      | |                                   |                                    | |
| 003    | The Edge of Destruction | C    | The Edge of Destruction The Brink of Disaster | David Whitaker                    | Richard Martin & Frank Cox         | 8 februari 1964 15 februari 1964                                                                                 |
| 003    | Er vindt een vreemde storing plaats in de TARDIS, waardoor de verwarring en de achterdocht hoogtij vieren onder de vier reizigers. |      | |                                   |                                    | |
| 004    | Marco Polo | D    | The Roof of the World The Singing Sands Five Hundred Eyes The Wall of Lies Rider from Shang-Tu Mighty Kublai Khan Assassin at Peking (allen ontbreken)             | John Lucarotti                    | Waris Hussein & John Crockett      | 22 februari 1964 29 februari 1964 7 maart 1964 14 maart 1964 21 maart 1964 28 maart 1964 4 april 1964            |
| 004    | De TARDIS landt in het Pamir-gebergte in 1289. Marco Polo voert de vier tijdreizigers langs de Zijderoute mee naar Peking om de TARDIS aan zijn meester Koeblai Khan te schenken. Krijgsheer Tigana heeft echter zijn eigen plannen. |      | |                                   |                                    | |
| 005    | The Keys of Marinus | E    | The Sea of Death The Velvet Web The Screaming Jungle The Snows of Terror Sentence of Death The Keys of Marinus                                                     | Terry Nation                      | John Gorrie                        | 11 april 1964 18 april 1964 25 april 1964 2 mei 1964 9 mei 1964 16 mei 1964                                      |
| 005    | Geland op de planeet Marinus worden de Doctor en zijn metgezellen gedwongen om in verschillende landen op zoek te gaan naar de vijf sleutels van de justitiemachine, waar ook de boosaardige Voord jacht op maken. |      | |                                   |                                    | |
| 006    | The Aztecs | F    | The Temple of Evil The Warriors of Death The Bride of Sacrifice The Day of Darkness                                                                                | John Lucarotti                    | John Crockett                      | 23 mei 1964 30 mei 1964 6 juni 1964 13 juni 1964                                                                 |
| 006    | De TARDIS landt in 15e-eeuws Tenochtitlan, waar Barbara wordt aangezien voor de reïncarnatie van een hogepriester. |      | |                                   |                                    | |
| 007    | The Sensorites | G    | Strangers in Space The Unwilling Warriors Hidden Danger A Race Against Death Kidnap A Desperate Venture                                                            | Peter R. Newman                   | Mervyn Pinfield & Frank Cox        | 20 juni 1964 27 juni 1964 11 juli 1964 18 juli 1964 25 juli 1964 1 augustus 1964                                 |
| 007    | De TARDIS landt in een ruimteschip in een baan rond de planeet Sense-Sphere, wier bewoners niet gesteld zijn op Aardbewoners. De Doctor en zijn metgezellen bieden hulp in het conflict. |      | |                                   |                                    | |
| 008    | The Reign of Terror | H    | A Land of Fear Guests of Madame Guillotine A Change of Identity The Tyrant of France A Bargain of Necessity Prisoners of Conciergerie (afleveringen 4–5 ontbreken) | Dennis Spooner                    | Henric Hirsch                      | 8 augustus 1964 15 augustus 1964 22 augustus 1964 29 augustus 1964 5 september 1964 12 september 1964            |
| 008    | De TARDIS landt in Frankrijk tijdens het Schrikbewind onder Maximilien de Robespierre. |      | |                                   |                                    | |

### Seizoen 2 (1964–65)
Dit seizoen telde 9 verhalen van wisselende lengte, verdeeld over 39 afleveringen.
| Nummer | Titel | Code | Afleveringen | Schrijver      | Regisseur                          | Originele uitzenddatum                                                                               |
| ------ | --- | ---- | --- | -------------- | ---------------------------------- | --- |
| 009    | Planet of Giants | J    | Planet of Giants Dangerous Journey Crisis                                                                                     | Louis Marks    | Mervyn Pinfield & Douglas Camfield | 31 oktober 1964 7 november 1964 14 november 1964                                                     |
| 009    | De TARDIS landt weer op Aarde in de jaren 1960, maar nu in microscopisch klein formaat. |      | |                |                                    | |
| 010    | The Dalek Invasion of Earth | K    | World's End The Daleks Day of Reckoning The End of Tomorrow The Waking Ally Flashpoint                                        | Terry Nation   | Richard Martin                     | 21 november 1964 28 november 1964 5 december 1964 12 december 1964 19 december 1964 26 december 1964 |
| 010    | De TARDIS landt in de 23e eeuw, waarin de Daleks de Aarde veroverd blijken te hebben. Noot: vertrek van Susan uit de TARDIS.                                                                         |      | |                |                                    | |
| 011    | The Rescue | L    | The Powerful Enemy Desperate Measures                                                                                         | David Whitaker | Christopher Barry                  | 2 januari 1965 9 januari 1965                                                                        |
| 011    | Op de planeet Dido ontmoeten de Doctor, Ian en Barbara de gestrande ruimtereizigster Vicki en haar gewonde metgezel, die door een vreemd ruimtewezen worden bedreigd. Noot: introductie van Vicki.   |      | |                |                                    | |
| 012    | The Romans | M    | The Slave Traders All Roads Lead to Rome Conspiracy Inferno                                                                   | Dennis Spooner | Christopher Barry                  | 16 januari 1965 23 januari 1965 30 januari 1965 6 februari 1965                                      |
| 012    | Een vakantie in de Romeinse tijd loopt anders dan gedacht als de Doctor en Vicki door een misverstand aan het hof van keizer Nero belanden en Ian en Barbara door rovers als slaven worden verkocht. |      | |                |                                    | |
| 013    | The Web Planet | N    | The Web Planet The Zarbi Escape to Danger Crater of Needles Invasion The Centre                                               | Bill Strutton  | Richard Martin                     | 13 februari 1965 20 februari 1965 27 februari 1965 6 maart 1965 13 maart 1965 20 maart 1965          |
| 013    | De TARDIS landt op de planeet Vortis. De intelligente bewoners, de Menoptra, blijken verjaagd door de mierachtige Zarbi, die onder een vreemde invloed staan.                                        |      | |                |                                    | |
| 014    | The Crusade | P    | The Lion The Knight of Jaffa The Wheel of Fortune The Warlords (afleveringen 2 & 4 ontbreken)                                 | David Whitaker | Douglas Camfield                   | 27 maart 1965 3 april 1965 10 april 1965 17 april 1965                                               |
|        | De TARDIS landt in Palestina ten tijde van de Derde Kruistocht. Barbara valt in handen van Saladin. De anderen ontmoeten Richard Leeuwenhart.                                                        |      | |                |                                    | |
| 015    | The Space Museum | Q    | The Space Museum The Dimensions of Time The Search The Final Phase                                                            | Glyn Jones     | Mervyn Pinfield                    | 24 april 1965 1 mei 1965 8 mei 1965 15 mei 1965                                                      |
| 015    | Wanneer de TARDIS op de planeet Xeros landt, ontdekken de Doctor en zijn metgezellen dat ze in de toekomst in de vitrines van het plaatselijke ruimtemuseum kunnen belanden.                         |      | |                |                                    | |
| 016    | The Chase | R    | The Executioners The Death of Time Flight Through Eternity Journey into Terror The Death of Doctor Who The Planet of Decision | Terry Nation   | Richard Martin & Douglas Camfield  | 22 mei 1965 29 mei 1965 5 juni 1965 12 juni 1965 19 juni 1965 26 juni 1965                           |
| 016    | De Daleks hebben ook een tijdmachine gebouwd en achtervolgen de TARDIS door tijd en ruimte om af te rekenen met de Doctor. Noot: laatste verhaal met Ian en Barbara, introductie van Steven.         |      | |                |                                    | |
| 017    | The Time Meddler | S    | The Watcher The Meddling Monk A Battle of Wits Checkmate                                                                      | Dennis Spooner | Douglas Camfield                   | 3 juli 1965 10 juli 1965 17 juli 1965 24 juli 1965                                                   |
| 017    | De TARDIS landt in 1066 in Northumbria. De Doctor ontdekt dat een monnik in werkelijkheid een andere reiziger met een TARDIS is, die met de loop van de geschiedenis knoeit.                         |      | |                |                                    | |

### Seizoen 3 (1965–66)
Dit seizoen bevatte 10 verhalen van wisselende lengte, verdeeld over 45 afleveringen. Vanaf The Massacre of St Bartholomew's Eve kregen alle verhalen 4 afleveringen. Vanaf The Savages kregen de afleveringen geen individuele titels meer.
| Nummer | Titel | Code | Afleveringen | Schrijver                        | Regisseur                        | Originele uitzenddatum |
| ------ | --- | ---- | --- | -------------------------------- | -------------------------------- | --- |
| 018    | Galaxy 4 | T    | Four Hundred Dawns Trap of Steel Air Lock The Exploding Planet (afleveringen 1, 2, & 4 ontbreken) | William Emms                     | Derek Martinus & Mervyn Pinfield | 11 september 1965 18 september 1965 25 september 1965 2 oktober 1965 |
| 018    | Op een stervende planeet ontdekken de Doctor en zijn metgezellen twee gestrande ruimteschepen. De beeldschone Drahvins blijken echter niet erg vriendelijk en de afstotelijke Rills zijn juist tolerant en behulpzaam. |      | |                                  |                                  | |
| 019    | Mission to the Unknown | T/A  | Mission to the Unknown (ontbreekt) | Terry Nation                     | Derek Martinus                   | 9 oktober 1965 |
| 019    | Ruimteagent Marc Cory ontdekt dat de Daleks een basis hebben gebouwd op de planeet Kembel en hier een groot plan smeden met hun bondgenoten. Noot: enige eendelige verhaal uit de klassieke serie en enige aflevering zonder de Doctor of zijn metgezellen. |      | |                                  |                                  | |
| 020    | The Myth Makers | U    | Temple of Secrets Small Prophet, Quick Return Death of a Spy Horse of Destruction (allen ontbreken) | Donald Cotton                    | Michael Leeston-Smith            | 16 oktober 1965 23 oktober 1965 30 oktober 1965 6 november 1965 |
| 020    | De TARDIS landt in de Trojaanse Oorlog. Terwijl Steven en Vicki in Troje terechtkomen wordt de Doctor door Odysseus gedwongen een list te bedenken om Troje in te nemen. Noot: laatste verhaal met Vicki, introductie van Katarina. |      | |                                  |                                  | |
| 021    | The Daleks' Master Plan | V    | The Nightmare Begins Day of Armageddon Devil's Planet The Traitors Counter Plot Coronas of the Sun The Feast of Steven Volcano Golden Death Escape Switch The Abandoned Planet Destruction of Time (afleveringen 1, 3–4, 6–9, & 11–12 ontbreken) | Terry Nation & Dennis Spooner    | Douglas Camfield                 | 13 november 1965 20 november 1965 27 november 1965 4 december 1965 11 december 1965 18 december 1965 25 december 1965 1 januari 1966 8 januari 1966 15 januari 1966 22 januari 1966 29 januari 1966 |
| 021    | De TARDIS landt op Kembel. Het is een halfjaar sinds Cory's mislukte missie en de Doctor, Steven en Katarina ontdekken dat de Daleks een geheim wapen hebben gebouwd: de tijdsdestructor. Maar het regeringshoofd van de Aarde, Mavic Chen, staat heimelijk aan de kant van de Daleks. Er komt echter onverwachts hulp van veiligheidsagent Sara Kingdom. Noot: dood van Katarina, introductie en dood van Sara Kingdom. Eerste gastrol voor Nicholas Courtney. |      | |                                  |                                  | |
| 022    | The Massacre of St Bartholomew's Eve | W    | War of God The Sea Beggar Priest of Death Bell of Doom (allen ontbreken) | John Lucarotti & Donald Tosh     | Paddy Russell                    | 5 februari 1966 12 februari 1966 19 februari 1966 26 februari 1966 |
| 022    | De TARDIS landt in Parijs, in het jaar 1572. De Doctor en Steven komen in ernstig gevaar als blijkt dat ze vlak voor de Bartholomeusnacht zijn geland. Noot: introductie van Dodo Chaplet. |      | |                                  |                                  | |
| 023    | The Ark | X    | The Steel Sky The Plague The Return The Bomb | Paul Erickson & Lesley Scott     | Michael Imison                   | 5 maart 1966 12 maart 1966 19 maart 1966 26 maart 1966 |
| 023    | De TARDIS landt op een ruimte-ark, gevuld met mensen en dieren, miljoenen jaren in de toekomst. Dodo's verkoudheid brengt echter een ernstige epidemie teweeg. |      | |                                  |                                  | |
| 024    | The Celestial Toymaker | Y    | The Celestial Toyroom The Hall of Dolls The Dancing Floor The Final Test (afleveringen 1–3 ontbreken) | Brian Hayles (and Donald Tosh)   | Bill Sellars                     | 2 april 1966 9 april 1966 16 april 1966 23 april 1966 |
| 024    | De Celestial Toymaker ("Hemelse Speelgoudbouwer") dwingt de Doctor en zijn metgezellen tot het spelen van macabere spellen. Als ze verliezen zullen ze in zijn poppenhuis belanden. |      | |                                  |                                  | |
| 025    | The Gunfighters | Z    | A Holiday for the Doctor Don't Shoot the Pianist Johnny Ringo The OK Corral | Donald Cotton                    | Rex Tucker                       | 30 april 1966 7 mei 1966 14 mei 1966 21 mei 1966 |
| 025    | De TARDIS landt in Tombstone, zodat de Doctor en zijn metgezellen betrokken raken in het conflict tussen de gebroeders Earp en de Clanton-bende, inclusief het uiteindelijke vuurgevecht bij de O.K. Corral. |      | |                                  |                                  | |
| 026    | The Savages | AA   | 4 afleveringen (allen ontbreken) | Ian Stuart Black                 | Christopher Barry                | 28 mei – 18 juni 1966 |
| 026    | De TARDIS landt op een planeet die bevolkt lijkt door twee soorten mensen: de primitieve wilden in het bos en de wijze ouderlingen in de stad. Dan ontdekken ze dat de tweedeling kunstmatig in stand wordt gehouden. Noot: laatste verhaal met Steven. |      | |                                  |                                  | |
| 027    | The War Machines | BB   | 4 afleveringen | Ian Stuart Black (en Kit Pedler) | Michael Ferguson                 | 25 juni – 16 juli 1966 |
| 027    | Terug in de jaren 60 raakt de Doctor betrokken bij de supercomputer WOTAN, die zelfbewust wordt en zich tegen de mensheid keert. Noot: laatste verhaal met Dodo, introductie van Ben en Polly. |      | |                                  |                                  | |

### Seizoen 4 (1966–67)
Seizoen 4 telde 9 verhalen van wisselende lengte, verdeeld over 43 afleveringen. Alleen de eerste twee gingen nog over de Eerste Doctor.
| Nummer | Titel | Code | Afleveringen                            | Schrijver                | Regisseur      | Originele uitzenddatum        |
| ------ | --- | ---- | --------------------------------------- | ------------------------ | -------------- | ----------------------------- |
| 028    | The Smugglers | CC   | 4 afleveringen (allen ontbreken)        | Brian Hayles             | Julia Smith    | 10 september – 1 oktober 1966 |
| 028    | De TARDIS landt in 17e-eeuws Cornwall, waar een groep piraten naar een verborgen schat zoekt. |      |                                         |                          |                |                               |
| 029    | The Tenth Planet | DD   | 4 afleveringen (aflevering 4 ontbreekt) | Kit Pedler & Gerry Davis | Derek Martinus | 8–29 oktober 1966             |
| 029    | De TARDIS landt op een internationale basis te Antarctica in 1986. Plotseling verschijnt er een zwervende planeet genaamd Mondas. De bewoners ervan, de Cybermen, zijn op zoek naar nieuwe energiebronnen en zijn daarom teruggekeerd naar Monda's zusterplaneet de Aarde. Noot: introductie van de Cybermen; regeneratie van de Eerste naar de Tweede Doctor. |      |                                         |                          |                |                               |

## Tweede Doctor
De tweede Doctor werd gespeeld door Patrick Troughton

### Seizoen 4 (1966–67) vervolg
Seizoen 4 telde 9 verhalen van wisselende lengte, verdeeld over 43 afleveringen.
| Nummer | Titel | Code | Afleveringen                                    | Schrijver                           | Regisseur         | Originele uitzenddatum            |
| ------ | --- | ---- | ----------------------------------------------- | ----------------------------------- | ----------------- | --------------------------------- |
| 030    | The Power of the Daleks | EE   | 6 afleveringen (allen ontbreken)                | David Whitaker (and Dennis Spooner) | Christopher Barry | 5 november – 10 december 1966     |
| 030    | De vernieuwde Doctor landt met Ben en Polly in een mensenkolonie op de planeet Vulcan. Ze ontdekken daar geleerden die met Daleks experimenteren. Tot overmaat van ramp vinden er ook samenzweringen plaats. |      |                                                 |                                     |                   |                                   |
| 031    | The Highlanders | FF   | 4 afleveringen (allen ontbreken)                | Elwyn Jones & Gerry Davis           | Hugh David        | 17 december 1966 – 7 januari 1967 |
| 031    | De TARDIS landt in de nasleep van de Slag bij Culloden en raakt betrokken bij een plan van corrupte Engelsen om Schotse gevangenen als slaaf te verkopen. Noot: introductie van Jamie McCrimmon; laatste volledig historische verhaal. |      |                                                 |                                     |                   |                                   |
| 032    | The Underwater Menace | GG   | 4 afleveringen (afleveringen 1 & 4 ontbreken)   | Geoffrey Orme                       | Julia Smith       | 14 januari – 4 februari 1967      |
| 032    | De TARDIS landt op een onbewoond eiland in de verre toekomst, dat een toegang blijkt te vormen naar de onderaardse restanten van Atlantis. Hier ontmoeten ze de waanzinnige geleerde Professor Zaroff, die een wereldbedreigend experiment voorbereid. |      |                                                 |                                     |                   |                                   |
| 033    | The Moonbase | HH   | 4 afleveringen (afleveringen 1 & 3 ontbreken)   | Kit Pedler                          | Morris Barry      | 11 februari – 4 maart 1967        |
| 033    | De TARDIS landt bij een maanbasis in 2070. Onder het personeel van de basis breekt een ziekte uit. Wat niemand weet is dat dit een plan is van de Cybermen. |      |                                                 |                                     |                   |                                   |
| 034    | The Macra Terror | JJ   | 4 afleveringen (allen ontbreken)                | Ian Stuart Black                    | John Davies       | 11 maart – 1 april 1967           |
| 034    | De TARDIS landt in een menselijke ruimtekolonie, waar geforceerde blijheid hoogtij viert en het streng verboden is te suggereren dat wezens genaamd de Macra bestaan. |      |                                                 |                                     |                   |                                   |
| 035    | The Faceless Ones | KK   | 6 afleveringen (afleveringen 2 & 4–6 ontbreken) | David Ellis & Malcolm Hulke         | Gerry Mill        | 8 april – 13 mei 1967             |
| 035    | De TARDIS landt in 1966 op London Gatwick Airport en ontdekken dat een groep ruimtewezens de luchthaven gebruikt om niet alleen de identiteit maar ook het uiterlijk van mensen te stelen. Noot: laatste verhaal met Ben en Polly. |      |                                                 |                                     |                   |                                   |
| 036    | The Evil of the Daleks | LL   | 7 afleveringen (afleveringen 1 & 3–7 ontbreken) | David Whitaker                      | Derek Martinus    | 20 mei – 1 juli 1967              |
| 036    | Op zoek naar de gestolen TARDIS worden de Doctor en Jamie naar de 19e eeuw gevoerd. Hier ontmoeten ze de geleerden Maxwell en Waterfield die per ongeluk in contact met de Daleks gekomen zijn. De Daleks plannen een experiment dat te maken heeft met hun eigen aard en de menselijke aard. Noot: introductie van Victoria Waterfield; oorspronkelijk bedoeld als laatste verhaal met de Daleks. |      |                                                 |                                     |                   |                                   |

### Seizoen 5 (1967–68)
Dit seizoen telde 7 verhalen, verdeeld over 40 afleveringen. Alle verhalen, op één na, telden 6 afleveringen.
| Nummer | Titel | Code | Afleveringen                                      | Schrijver                       | Regisseur            | Originele uitzenddatum             |
| ------ | --- | ---- | ------------------------------------------------- | ------------------------------- | -------------------- | ---------------------------------- |
| 037    | The Tomb of the Cybermen | MM   | 4 afleveringen                                    | Kit Pedler & Gerry Davis        | Morris Barry         | 2–23 september 1967                |
| 037    | De TARDIS landt op de planeet Telos, waar een groep geleerden op het punt staat de graftombe van een eeuwenoud leger Cybermen te openen. |      |                                                   |                                 |                      |                                    |
| 038    | The Abominable Snowmen | NN   | 6 afleveringen (afleveringen 1 & 3–6 ontbreken)   | Mervyn Haisman & Henry Lincoln  | Gerald Blake         | 30 september – 4 november 1967     |
| 038    | De TARDIS landt in Tibet in de jaren 30, bij een klooster dat wordt bedreigd door de ineens opvallend agressief geworden Yeti's. Noot: eerste verhaal met de Yeti's, de Great Intelligence en Professor Travers.                                                                |      |                                                   |                                 |                      |                                    |
| 039    | The Ice Warriors | OO   | 6 afleveringen (afleveringen 2 & 3 ontbreken)     | Brian Hayles                    | Derek Martinus       | 11 november – 16 december 1967     |
| 039    | De TARDIS landt in een toekomstige ijstijd. Uit een gletsjer wordt een ruimtewezen ontdooid, afkomstig van de planeet Mars. Noot: eerste verhaal met de Ice Warriors. |      |                                                   |                                 |                      |                                    |
| 040    | The Enemy of the World | PP   | 6 afleveringen                                    | David Whitaker                  | Barry Letts          | 23 december 1967 – 27 januari 1968 |
| 040    | In de nabije toekomst blijkt er een dubbelganger van de Tweede Doctor te bestaan, die zich voordoet als charismatisch wereldleider maar in werkelijkheid wereldrampen veroorzaakt om de positie van andere bestuurders te verzwakken en zo dictator van de Aarde te worden.     |      |                                                   |                                 |                      |                                    |
| 041    | The Web of Fear | QQ   | 6 afleveringen (aflevering 3 ontbreekt)           | Mervyn Haisman en Henry Lincoln | Douglas Camfield     | 3 februari – 9 maart 1968          |
| 041    | De TARDIS landt, na een geheimzinnige aanval in de ruimte, in de Londense metro, die overgenomen blijkt door de Yeti's en de Great Intelligence. Noot: laatste gastoptreden van Professor Travers; introductie van Alistair Gordon Lethbridge-Steward, nu nog als legerkolonel. |      |                                                   |                                 |                      |                                    |
| 042    | Fury from the Deep | RR   | 6 afleveringen (allen ontbreken)                  | Victor Pemberton                | Hugh David           | 16 maart – 20 april 1968           |
| 042    | De TARDIS landt op de Noordzeekust. De Doctor ontdekt dat er vreemde parasieten in de gasleidingen zitten die in staat zijn menselijke lichamen over te nemen. Noot: laatste verhaal met Victoria; eerste verhaal met Sonic Screwdriver.                                        |      |                                                   |                                 |                      |                                    |
| 043    | The Wheel in Space | SS   | 6 afleveringen (afleveringen 1–2 & 4–5 ontbreken) | David Whitaker en Kit Pedler    | Tristan de Vere Cole | 27 april – 1 juni 1968             |
| 043    | De Doctor en Jamie belanden op een ogenschijnlijk onbemand ruimteschip dat naar een 21e-eeuws ruimtestation vliegt. Het blijkt echter om een list van de Cybermen te gaan. Noot: introductie van Zoe.                                                                           |      |                                                   |                                 |                      |                                    |

### Seizoen 6 (1968–69)
Dit seizoen telde 7 verhalen van wisselende lengte, verdeeld over 44 afleveringen.
| Nummer | Titel | Code | Afleveringen                                    | Schrijver                                         | Regisseur        | Originele uitzenddatum             |
| ------ | --- | ---- | ----------------------------------------------- | ------------------------------------------------- | ---------------- | ---------------------------------- |
| 044    | The Dominators | TT   | 5 afleveringen                                  | Norman Ashby (aka Mervyn Haisman & Henry Lincoln) | Morris Barry     | 10 augustus – 7 september 1968     |
| 044    | De TARDIS landt op een radioactief eiland op de pacifistische planeet Dulkis, die het doelwit blijkt van een vijandig ras dat zich de Dominators noemt. |      |                                                 |                                                   |                  |                                    |
| 045    | The Mind Robber | UU   | 5 afleveringen(20 minuten elk)                  | Peter Ling (and Derrick Sherwin)                  | David Maloney    | 14 september – 12 oktober 1968     |
| 045    | De TARDIS belandt door een fout in een vreemde, surrealistische wereld buiten het werkelijke universum. Het blijkt het Land der Fictie te zijn. Noot: Jamie wordt in aflevering 2 gespeeld door Hamish Wilson, omdat Frazer Hines waterpokken kreeg. |      |                                                 |                                                   |                  |                                    |
| 046    | The Invasion | VV   | 8 afleveringen (afleveringen 1 & 4 ontbreken)   | Derrick Sherwin en Kit Pedler                     | Douglas Camfield | 2 november – 21 december 1968      |
| 046    | Terug in Engeland ontmoeten de Doctor en zijn metgezellen de tot brigadier bevorderde Lethbridge-Stewart, die nu de Britse afdeling van de internationale dienst UNIT leidt. Ze ontdekken dat de Cybermen van plan zijn Londen te veroveren. Noot: introductie van UNIT en van John Benton, nu nog als korporaal |      |                                                 |                                                   |                  |                                    |
| 047    | The Krotons | WW   | 4 afleveringen                                  | Robert Holmes                                     | David Maloney    | 28 december 1968 – 18 januari 1969 |
| 047    | De TARDIS landt op de planeet van de Gonds, die hun intelligentste leden afstaan als metgezellen aan de geheimzinnige Krotons. |      |                                                 |                                                   |                  |                                    |
| 048    | The Seeds of Death | XX   | 6 afleveringen                                  | Brian Hayles (and Terrance Dicks)                 | Michael Ferguson | 25 januari – 1 maart 1969          |
| 048    | Eind 21e eeuw plannen de Ice Warriors een dodelijke aanval op Aarde met het doel alle leven weg te vagen en de planeet bewoonbaar voor zichzelf te maken. |      |                                                 |                                                   |                  |                                    |
| 049    | The Space Pirates | YY   | 6 afleveringen (afleveringen 1 & 3–6 ontbreken) | Robert Holmes                                     | Michael Hart     | 8 maart – 12 april 1969            |
| 049    | In een door piraterij geterroriseerd deel van de ruimte landt de TARDIS op een verlaten ruimtebaken en worden de Doctor en zijn metgezellen voor piraten aangezien. |      |                                                 |                                                   |                  |                                    |
| 050    | The War Games | ZZ   | 10 afleveringen                                 | Malcolm Hulke & Terrance Dicks                    | David Maloney    | 19 april – 21 juni 1969            |
| 050    | De TARDIS lijkt in de Eerste Wereldoorlog te landen, maar de setting blijkt het werk van een groep wezens die menselijke soldaten uit verschillende tijdperken ontvoeren om hun oorlogvoering te bestuderen. De Doctor ziet zich uiteindelijk genoodzaakt hulp in te roepen van zijn eigen volk: de Time Lords. Noot: vertrek van Zoe en Jamie, introductie van de Time Lords; enige regeneratie die buiten beeld plaatsvindt. |      |                                                 |                                                   |                  |                                    |

## Derde Doctor
De derde Doctor werd gespeeld door Jon Pertwee

### Seizoen 7 (1970)
Eerste seizoen in kleur. Het seizoen telde 4 verhalen, verdeeld over 25 afleveringen. Dit is het enige seizoen waarin de Doctor niet met zijn metgezellen naar andere planeten of tijdperken reist.
| Nummer | Titel | Code | Afleveringen   | Schrijver                                                    | Regisseur                      | Originele uitzenddatum     |
| ------ | --- | ---- | -------------- | ------------------------------------------------------------ | ------------------------------ | -------------------------- |
| 051    | Spearhead from Space | AAA  | 4 afleveringen | Robert Holmes                                                | Derek Martinus                 | 3–24 januari 1970          |
| 051    | De verbannen Doctor landt in Engeland en ontmoet brigadier Lethbridge-Stewart opnieuw. De Doctor helpt hem om de geheimzinnige Autons te verslaan en treedt in dienst van UNIT. Noot: introductie van Liz Shaw, de Autons en de Nestene Consciousness. |      |                |                                                              |                                |                            |
| 052    | Doctor Who and the Silurians | BBB  | 7 afleveringen | Malcolm Hulke                                                | Timothy Combe                  | 31 januari – 14 maart 1970 |
| 052    | UNIT onderzoekt geheimzinnige zaken rond een kerncentrale. De Doctor ontdekt dat in de grotten eronder een oud ras van intelligente reptielen na miljoenen jaren is ontwaakt en klaarstaat om de Aarde op te eisen. Noot: introductie van de Silurians. |      |                |                                                              |                                |                            |
| 053    | The Ambassadors of Death | CCC  | 7 afleveringen | David Whitaker, Trevor Ray, Terrance Dicks, en Malcolm Hulke | Michael Ferguson               | 21 maart – 2 mei 1970      |
| 053    | Er vinden allerlei geheimzinnige problemen plaats tijdens het terughalen van een vermiste missie naar Mars. Maar UNIT en de Doctor ontdekken al snel dat de ruimtewezens niet de echte vijand zijn. |      |                |                                                              |                                |                            |
| 054    | Inferno | DDD  | 7 afleveringen | Don Houghton                                                 | Douglas Camfield & Barry Letts | 9 mei – 20 juni 1970       |
| 054    | UNIT overziet de veiligheid bij een experimentele poging om door de aardkorst heen te boren. Wanneer er een stof vrij komt die iedereen die ermee in contact komt muteert en de agressieve Professor Stahlman weigert op te geven, probeert de Doctor in zijn TARDIS te vertrekken, maar belandt per ongeluk in een parallel universum, waarin Groot-Brittannië een fascistische republiek is en het experiment in een al veel verder stadium blijkt te zijn. Noot: laatste verhaal met Liz Shaw. |      |                |                                                              |                                |                            |

### Seizoen 8 (1971)
Dit seizoen telde 5 verhalen, verdeeld over 25 afleveringen. In alle verhalen kreeg de Doctor het aan de stok met de Master.
| Nummer | Titel | Code | Afleveringen   | Schrijver                                                    | Regisseur         | Originele uitzenddatum    |
| ------ | --- | ---- | -------------- | ------------------------------------------------------------ | ----------------- | ------------------------- |
| 055    | Terror of the Autons | EEE  | 4 afleveringen | Robert Holmes                                                | Barry Letts       | 2–23 januari 1971         |
| 055    | De Master landt op Aarde om samen met de Autons een nieuwe poging te doen de planeet te veroveren. Noot: introductie van de Master, Jo Grant en kapitein Mike Yates. |      |                |                                                              |                   |                           |
| 056    | The Mind of Evil | FFF  | 6 afleveringen | Don Houghton                                                 | Timothy Combe     | 30 januari – 6 maart 1971 |
| 056    | De Doctor en Jo bezoeken een gevangenis waar criminelen worden behandeld met de experimentele Keller-machine. De machine blijkt echter gemaakt door de Master met het doel een internationale vredesconferentie te saboteren. De machine bevat namelijk een gedachtenparasiet die steeds moeilijker in de hand te houden is. Ook voor de Master. |      |                |                                                              |                   |                           |
| 057    | The Claws of Axos | GGG  | 4 afleveringen | Bob Baker & Dave Martin                                      | Michael Ferguson  | 13 maart – 3 april 1971   |
| 057    | Een buitenaards ras, de Axons, landen op Aarde en bieden een nieuwe energiebron aan. De Doctor vertrouwt de zaak echter niet. Bovendien blijkt de Master gevangen te zitten op het vreemde ruimteschip. |      |                |                                                              |                   |                           |
| 058    | Colony in Space | HHH  | 6 afleveringen | Malcolm Hulke                                                | Michael E. Briant | 10 april – 15 mei 1971    |
| 058    | De Time Lords sturen de Doctor en Jo naar een mensenkolonie in de verre toekomst. De kolonisten worden bedreigd door een mijnbouwbedrijf dat op de planeet aast, terwijl de inboorlingen er ook nog zijn. Middenin deze crisis arriveert de arbiter. Het blijkt de Master te zijn.                                                               |      |                |                                                              |                   |                           |
| 059    | The Dæmons | JJJ  | 5 afleveringen | "Guy Leopold" (pseudoniem voor Robert Sloman en Barry Letts) | Christopher Barry | 22 mei – 19 juni 1971     |
| 059    | Met een ritueel in een heksenkring doet de Master de demon Azal, in werkelijkheid een ruimtewezen dat de Aarde als experiment ziet, ontwaken en houdt heel het dorp Devil's End in zijn greep. |      |                |                                                              |                   |                           |

### Seizoen 9 (1972)
Dit seizoen bevatte 5 verhalen, verdeeld over 26 afleveringen. Vanaf dit seizoen kregen alle verhalen 4 of 6 afleveringen.
| Nummer | Titel | Code | Afleveringen   | Schrijver                      | Regisseur         | Originele uitzenddatum        |
| ------ | --- | ---- | -------------- | ------------------------------ | ----------------- | ----------------------------- |
| 060    | Day of the Daleks | KKK  | 4 afleveringen | Louis Marks                    | Paul Bernard      | 1–22 januari 1972             |
| 060    | Een groep rebellen reist naar de 20e eeuw om een politicus te vermoorden. Ze hopen hiermee de loop van de geschiedenis te veranderen, zodat de Daleks in hun tijd de Aarde niet veroveren.                              |      |                |                                |                   |                               |
| 061    | The Curse of Peladon | MMM  | 4 afleveringen | Brian Hayles                   | Lennie Mayne      | 29 januari – 19 februari 1972 |
| 061    | Tijdens een testvlucht met de TARDIS landen de Doctor en Jo op de planeet Peladon, die op het punt staat lid te worden van de Galactische Federatie. De tegenstanders van het lidmaatschap geven echter niet zomaar op. |      |                |                                |                   |                               |
| 062    | The Sea Devils | LLL  | 6 afleveringen | Malcolm Hulke                  | Michael Briant    | 26 februari – 1 april 1972    |
| 062    | Vanuit zijn gevangenis in Het Kanaal sluit de Master een bondgenootschap met onder water levende verwanten van de Silurians. Noot: introductie van de Sea Devils.                                                       |      |                |                                |                   |                               |
| 063    | The Mutants | NNN  | 6 afleveringen | Bob Baker en Dave Martin       | Christopher Barry | 8 april – 13 mei 1972         |
| 063    | De Time Lords sturen de Doctor en Jo op missie naar de planeet Solos in de 30e eeuw. De menselijke overheersers zijn van plan de inheemse bewoners uit te roeien.                                                       |      |                |                                |                   |                               |
| 064    | The Time Monster | OOO  | 6 afleveringen | Robert Sloman (en Barry Letts) | Paul Bernard      | 20 mei – 24 juni 1972         |
| 064    | De Master voert een experiment uit om het tijdsmonster Kronos op te roepen. Dit resulteert in een gevecht tussen twee TARDIS's en een reis naar Atlantis.                                                               |      |                |                                |                   |                               |

### Seizoen 10 (1972–73)
Dit seizoen telde 5 verhalen, verdeeld over 26 afleveringen.
| Nummer | Titel | Code | Afleveringen   | Schrijver                      | Regisseur      | Originele uitzenddatum             |
| ------ | --- | ---- | -------------- | ------------------------------ | -------------- | ---------------------------------- |
| 065    | The Three Doctors | RRR  | 4 afleveringen | Bob Baker en Dave Martin       | Lennie Mayne   | 30 december 1972 – 20 januari 1973 |
| 065    | Er vindt een vreemde aanval plaats op zowel de Time Lords als UNIT. De Time Lords sturen de Derde Doctor hulp in de vorm van de Tweede en de Eerste Doctor. Noot: eerste verhaal met meerdere Doctors; laatste optreden van William Hartnell als de Eerste Doctor; einde van de Doctors ballingschap; introductie van Omega. |      |                |                                |                |                                    |
| 066    | Carnival of Monsters | PPP  | 4 afleveringen | Robert Holmes                  | Barry Letts    | 27 januari – 17 februari 1973      |
| 066    | De Doctor en Jo landen per ongeluk in een kermisattractie die monsters en andere levensvormen op mini-formaat herbergt. |      |                |                                |                |                                    |
| 067    | Frontier in Space | QQQ  | 6 afleveringen | Malcolm Hulke                  | Paul Bernard   | 24 februari – 31 maart 1973        |
| 067    | De TARDIS landt middenin een dreigend conflict tussen het Aardse en het Draconische ruimterijk. Noot: laatste optreden van Roger Delgado als de Master. |      |                |                                |                |                                    |
| 068    | Planet of the Daleks | SSS  | 6 afleveringen | Terry Nation                   | David Maloney  | 7 april – 12 mei 1973              |
| 068    | De TARDIS volgt de Daleks naar Spiridon, waar zij een groot leger voorbereiden. Agenten van de Thals zijn de Daleks echter ook op het spoor. |      |                |                                |                |                                    |
| 069    | The Green Death | TTT  | 6 afleveringen | Robert Sloman (en Barry Letts) | Michael Briant | 19 mei – 23 juni 1973              |
| 069    | UNIT onderzoekt onrusten rondom een gesloten mijn in Wales. De omgeving is vervuild met mutaties onder de insecten tot gevolg. En dat is nog niet alles. Noot: vertrek van Jo Grant. |      |                |                                |                |                                    |

### Seizoen 11 (1973–74)
Dit seizoen bevat 5 verhalen, verdeelt over 26 afleveringen.
| Nummer | Titel | Code | Afleveringen   | Schrijver                      | Regisseur      | Originele uitzenddatum            |
| ------ | --- | ---- | -------------- | ------------------------------ | -------------- | --------------------------------- |
| 070    | The Time Warrior | UUU  | 4 afleveringen | Robert Holmes                  | Alan Bromly    | 15 december 1973 – 5 januari 1974 |
| 070    | De Doctor onderzoekt verdwijningen van wetenschappers. Deze blijken naar de middeleeuwen ontvoerd te worden door een verkenner van het Sontaraanse rijk die daar op Aarde is geland. Noot: introductie van Sara Jane Smith en van de Sontarans; eerste verhaal waarin de planeet van de Time Lords Gallifrey wordt genoemd.        |      |                |                                |                |                                   |
| 071    | Invasion of the Dinosaurs | WWW  | 6 afleveringen | Malcolm Hulke                  | Paddy Russell  | 12 januari – 16 februari 1974     |
| 071    | Terug in hun eigen tijd treffen de Doctor en Sarah Jane een geëvacueerd Londen aan waar dinosauriërs rondlopen. Samen met UNIT ontdekken ze dat de dinosauriërs echter een dekmantel zijn voor een heel ander plan. |      |                |                                |                |                                   |
| 072    | Death to the Daleks | XXX  | 4 afleveringen | Terry Nation                   | Michael Briant | 23 februari – 16 maart 1974       |
| 072    | De TARDIS maakt een noodlanding op de planeet Exxilon. Hier ontmoeten de Doctor en Sarah Jane zowel mensen als Daleks die een medicijn zoeken tegen de ruimtepest. |      |                |                                |                |                                   |
| 073    | The Monster of Peladon | YYY  | 6 afleveringen | Brian Hayles                   | Lennie Mayne   | 23 maart – 27 april 1974          |
| 073    | De Doctor keert terug naar Peladon, waar sinds zijn vertrek vele jaren voorbij zijn gegaan. Er is onrust ontstaan tussen de mijnwerkersklasse en de elite. En er zijn lieden die de onrust uit willen buiten. |      |                |                                |                |                                   |
| 074    | Planet of the Spiders | ZZZ  | 6 afleveringen | Robert Sloman (en Barry Letts) | Barry Letts    | 4 mei – 8 juni 1974               |
| 074    | Een groep hyperintelligente reuzenspinnen van de planeet Metebelis III zet hun zinnen op het kristal dat de Doctor eerder van de planeet had meegenomen. Noot: laatste verhaal met Mike Yates; regeneratie van de Derde naar de Vierde Doctor; eerste verhaal waarin de vernieuwing van een Time Lord "regeneratie" genoemd wordt. |      |                |                                |                |                                   |

## Vierde Doctor
De vierde Doctor werd gespeeld door Tom Baker.

### Seizoen 12 (1974–75)
Vanaf seizoen 12 werd besloten om nog maar één zesdelig verhaal per seizoen te maken. Het seizoen telde 5 verhalen, verdeeld over 20 afleveringen.
| Nummer | Titel | Code | Afleveringen   | Schrijver                         | Regisseur         | Originele uitzenddatum             | Nederlandse uitzenddatum       |
| ------ | --- | ---- | -------------- | --------------------------------- | ----------------- | ---------------------------------- | ------------------------------ |
| 075    | Robot | 4A   | 4 afleveringen | Terrance Dicks                    | Christopher Barry | 28 december 1974 – 18 januari 1975 | 28 juli – 18 augustus 1975     |
| 075    | Met behulp van Sarah Jane en luitenant Harry Sullivan onderzoekt de pas herstelde Doctor een geheimzinnige diefstal van een superwapen. Er lijkt sprake te zijn van een reusachtige robot. Noot: Introductie van Harry Sullivan.                                                                        |      |                |                                   |                   |                                    |                                |
| 076    | The Ark in Space | 4C   | 4 afleveringen | Robert Holmes (en John Lucarotti) | Rodney Bennett    | 25 januari – 15 februari 1975      | 8–29 september 1975            |
| 076    | De TARDIS landt in de verre toekomst op ruimtestation Nerva, dat als ark dient voor de mensheid. De schijndode mensen blijken echter geïnfecteerd door een insectachtig ras uit de ruimte. |      |                |                                   |                   |                                    |                                |
| 077    | The Sontaran Experiment | 4B   | 2 afleveringen | Bob Baker & Dave Martin           | Rodney Bennett    | 22 februari – 1 maart 1975         | 25 augustus – 1 september 1975 |
| 077    | De Doctor, Harry en Sarah Jane dalen vanuit station Nerva af naar de onbewoonde Aarde, maar ontdekken dat menselijke ruimtereizigers hier gevangen gehouden en gefolterd worden door een Sontaran. |      |                |                                   |                   |                                    |                                |
| 078    | Genesis of the Daleks | 4E   | 6 afleveringen | Terry Nation                      | David Maloney     | 8 maart – 12 april 1975            | Niet uitgezonden in Nederland  |
| 078    | De Time Lords sturen de Doctor en zijn metgezellen naar Skaro in de laatste fase van de oorlog tussen de Kaleds en de Thals, met de opdracht het ontstaan van de Daleks te voorkomen. Met hun schepper Davros blijkt echter niet te praten. Noot: introductie van Davros; laatste verhaal met de Thals. |      |                |                                   |                   |                                    |                                |
| 079    | Revenge of the Cybermen | 4D   | 4 afleveringen | Gerry Davis                       | Michael Briant    | 19 april – 10 mei 1975             | 13 oktober – 17 november 1975  |
| 079    | De Doctor en zijn metgezellen landen duizenden jaren eerder op station Nerva, in een periode waarin de bemanning geteisterd wordt door een ernstige ziekte. De Doctor ontdekt dat een groep Cybermen erachter zit.                                                                                      |      |                |                                   |                   |                                    |                                |

### Seizoen 13 (1975–76)
Dit was het laatste seizoen met reguliere UNIT-verhalen. Het telde 6 verhalen, verdeeld over 24 afleveringen. De uitzendingen werden van het voorjaar naar het najaar verplaatst.
| Nummer | Titel | Code | Afleveringen   | Schrijver                                                       | Regisseur         | Originele uitzenddatum          | Nederlandse uitzenddatum          |
| ------ | --- | ---- | -------------- | --------------------------------------------------------------- | ----------------- | ------------------------------- | --------------------------------- |
| 080    | Terror of the Zygons | 4F   | 4 afleveringen | Robert Banks Stewart                                            | Douglas Camfield  | 30 augustus – 20 september 1975 | 1 december 1975 – 12 januari 1976 |
| 080    | Brigadier Lethbridge-Stewart roept de Doctor naar Schotland, waar geheimzinnige aanvallen op olieplatforms plaatvinden. De Doctor ontdekt een buitenaards ras dat van gedaante kan veranderen: de Zygons. Noot: laatste reguliere optreden van Brigadier Lethbridge Stewart en Harry Sullivan; introductie van de Zygons.                                                                                                 |      |                |                                                                 |                   |                                 |                                   |
| 081    | Planet of Evil | 4H   | 4 afleveringen | Louis Marks                                                     | David Maloney     | 27 september – 18 oktober 1975  | 26 januari – 8 maart 1976         |
| 081    | De TARDIS landt middenin een expeditie op een jungleplaneet aan de rand van het universum. Er vinden vreemde moorden plaats binnen de expeditie. |      |                |                                                                 |                   |                                 |                                   |
| 082    | Pyramids of Mars | 4G   | 4 afleveringen | Stephen Harris (pseudoniem voor Robert Holmes en Lewis Greifer) | Paddy Russell     | 25 oktober – 15 november 1975   | Niet uitgezonden in Nederland     |
| 082    | De TARDIS bereikt de plek van het hoofdkwartier van UNIT vele decennia te vroeg. Op de plek staat het huis van een egyptoloog die ten prooi is gevallen aan Sutekh de Vernietiger, die met behulp van zijn Aardse dienaren vrij wil komen. |      |                |                                                                 |                   |                                 |                                   |
| 083    | The Android Invasion | 4J   | 4 afleveringen | Terry Nation                                                    | Barry Letts       | 22 november – 13 december 1975  | 22 maart – 3 mei 1976             |
| 083    | De TARDIS landt bij een Engels dorpje, maar de Doctor en Sarah Jane ontdekken al gauw dat het dorp op een andere planeet is nagebouwd met het plan om de hele bevolking door robots te vervangen. Noot: laatste verhaal met sergeant Benton en Harry Sullivan. |      |                |                                                                 |                   |                                 |                                   |
| 084    | The Brain of Morbius | 4K   | 4 afleveringen | Robin Bland (pseudoniem voor Terrance Dicks en Robert Holmes)   | Christopher Barry | 3–24 januari 1976               | 17 mei – 28 juni 1976             |
| 084    | Op de planeet Karn woont een zusterorde die de vlam van het eeuwige leven bewaakt. De boosaardige geleerde Solon werkt op dezelfde planeet echter aan een kunstmatig lichaam voor de Time Lord Morbius, die voor al zijn misdaden ter dood gebracht is. Noot: eerste verhaal dat impliceert dat er incarnaties aan de Eerste Doctor voorafgingen.                                                                         |      |                |                                                                 |                   |                                 |                                   |
| 085    | The Seeds of Doom | 4L   | 6 afleveringen | Robert Banks Stewart                                            | Douglas Camfield  | 31 januari – 6 maart 1976       | 12 juli – 20 september 1976       |
| 085    | De Doctor en Sarah Jane reizen voor UNIT af naar Antarctica om twee zaadpeulen die daar ontdekt zijn te onderzoeken. Miljardair Harrison Chase wil de planten echter voor zijn collectie en is hierbij rustig bereid tot moord. Wanneer blijkt dat de inhoud een gevaar voor de mens vormt, maakt dit Chase alleen maar enthousiaster. Noot: laatste reguliere UNIT-verhaal; eerste UNIT-verhaal zonder vaste personages. |      |                |                                                                 |                   |                                 |                                   |

### Seizoen 14 (1976–77)
Dit seizoen telde 6 verhalen, verdeeld over 26 afleveringen.
| Nummer | Titel | Code | Afleveringen   | Schrijver                                | Regisseur       | Originele uitzenddatum        |
| ------ | --- | ---- | -------------- | ---------------------------------------- | --------------- | ----------------------------- |
| 086    | The Masque of Mandragora | 4M   | 4 afleveringen | Louis Marks                              | Rodney Bennett  | 4–25 september 1976           |
| 086    | De TARDIS komt in botsing met de Mandragora-helix, een levende energiestroom, en belandt hierdoor in 15e-eeuws Italië. |      |                |                                          |                 |                               |
| 087    | The Hand of Fear | 4N   | 4 afleveringen | Bob Baker & Dave Martin                  | Lennie Mayne    | 2–23 oktober 1976             |
| 087    | De Doctor en Sarah Jane komen in een mijnongeluk terecht. Bij Sarah Jane wordt een hand gevonden die 150 miljoen jaar oud blijkt. Het is een levend restant van een onsterfelijk wezen. Noot: vertrek van Sarah Jane Smith.                                                        |      |                |                                          |                 |                               |
| 088    | The Deadly Assassin | 4P   | 4 afleveringen | Robert Holmes                            | David Maloney   | 30 oktober – 20 november 1976 |
| 088    | De Doctor arriveert op Gallifrey op de dag dat de president van de hoge raad ontslag neemt. Als de president vermoord wordt is de Doctor prompt hoofdverdachte. Noot: eerste verhaal zonder metgezel; enige optreden van Peter Pratt als de Master; introductie van Borusa.        |      |                |                                          |                 |                               |
| 089    | The Face of Evil | 4Q   | 4 afleveringen | Chris Boucher                            | Pennant Roberts | 1–22 januari 1977             |
| 089    | De TARDIS landt op een planeet met twee menselijke bevolkingsgroepen: een groep jager-verzamelaars genaamd de Sevateem en een technische geavanceerde groep genaamde de Tesh. De Doctor wordt tot zijn schrik door de Sevateem herkend als "de Boze". Noot: introductie van Leela. |      |                |                                          |                 |                               |
| 090    | The Robots of Death | 4R   | 4 afleveringen | Chris Boucher                            | Michael Briant  | 29 januari – 19 februari 1977 |
| 090    | De TARDIS landt op een reusachtig mijnvoertuig, bemand door een kleine menselijke bemanning en vele robots. De bemanning wordt echter één voor één vermoord. |      |                |                                          |                 |                               |
| 091    | The Talons of Weng-Chiang | 4S   | 6 afleveringen | Robert Holmes (and Robert Banks Stewart) | David Maloney   | 26 februari – 2 april 1977    |
| 091    | De Doctor en Leela bezoeken Victoriaans Londen en ontdekken een reeks vreemde moorden in de wijk Limehouse. Ze verdenken een Chinese goochelaar en zijn geheimzinnige meester. Deze blijkt afkomstig uit de 51e eeuw.                                                              |      |                |                                          |                 |                               |

### Seizoen 15 (1977–78)
Dit seizoen bevatte 6 verhalen, verdeeld over 26 afleveringen.
| Nummer | Titel | Code | Afleveringen   | Schrijver                                                     | Regisseur             | Originele uitzenddatum         |
| ------ | --- | ---- | -------------- | ------------------------------------------------------------- | --------------------- | ------------------------------ |
| 092    | Horror of Fang Rock | 4V   | 4 afleveringen | Terrance Dicks                                                | Paddy Russell         | 3–24 september 1977            |
| 092    | De TARDIS landt bij de vuurtoren van Fang Rock. Er lijkt iets uit zee gekomen dat langzaam alle mensen in de vuurtoren uitroeit. |      |                |                                                               |                       |                                |
| 093    | The Invisible Enemy | 4T   | 4 afleveringen | Bob Baker & Dave Martin                                       | Derrick Goodwin       | 1–22 oktober 1977              |
| 093    | De Doctor komt in aanraking met een intelligent virus en laat een kopie van zichzelf en Leela afdalen in zijn eigen bloedbaan. Noot: Introductie van K9. |      |                |                                                               |                       |                                |
| 094    | Image of the Fendahl | 4X   | 4 afleveringen | Chris Boucher                                                 | George Spenton-Foster | 29 oktober – 19 november 1977  |
| 094    | Een groep wetenschappers onderzoekt een vreemde schedel, niet wetend dat dit behoort tot een wezen genaamd de Fendahl, waar zelfs de Time Lords bang voor zijn. |      |                |                                                               |                       |                                |
| 095    | The Sun Makers | 4W   | 4 afleveringen | Robert Holmes                                                 | Pennant Roberts       | 26 november – 17 december 1977 |
| 095    | De Doctor en Leela landen in de verre toekomst op een bewoonde planeet Pluto, waar de kunstzonnen echter vooral beschikbaar zijn voor de elite en de belasting onmogelijk hoge vormen aangenomen heeft.                                                                                   |      |                |                                                               |                       |                                |
| 096    | Underworld | 4Y   | 4 afleveringen | Bob Baker & Dave Martin                                       | Norman Stewart        | 7–28 januari 1978              |
| 096    | De Doctor ontmoet lieden van het ras der Minyans, die een oude connectie met de Time Lords hebben en op uitsterven staan. |      |                |                                                               |                       |                                |
| 097    | The Invasion of Time | 4Z   | 6 afleveringen | David Agnew (pseudoniem voor Graham Williams en Anthony Read) | Gerald Blake          | 4 februari – 11 maart 1978     |
| 097    | De Doctor keert terug naar Gallifrey om het presidentschap op te eisen, waarna hij Leela uit de hoofdstad wegstuurt. Het blijkt dat hij het presidentschap heeft opgeëist om vijanden van de Time Lords op het verkeerde been te zetten. Noot: laatste verhaal met Leela en de eerste K9. |      |                |                                                               |                       |                                |

### Seizoen 16 (1978–79)
Dit seizoen het eerste seizoen met één doorlopende verhaallijn, namelijk de zoektocht naar de Sleutel des Tijds. Het bevatte 6 verhalen, verdeeld over 26 afleveringen.
| Nummer | Titel | Code | Afleveringen   | Schrijver                | Regisseur             | Originele uitzenddatum             |
| ------ | --- | ---- | -------------- | ------------------------ | --------------------- | ---------------------------------- |
| 098    | The Ribos Operation | 5A   | 4 afleveringen | Robert Holmes            | George Spenton-Foster | 2–23 september 1978                |
| 098    | De Doctor krijgt de opdracht van de White Guardian om op zoek te gaan naar de Sleutel des Tijds. Met Time Lady Romana zoekt hij het eerste onderdeel op de planeet Ribos, waar het onderdeel zich in een kroonjuweel bevindt. Oplichter Garron heeft ook zijn zinnen op het juweel gezet. Noot: introductie van Romana, de tweede K9 en van de White Guardian. |      |                |                          |                       |                                    |
| 099    | The Pirate Planet | 5B   | 4 afleveringen | Douglas Adams            | Pennant Roberts       | 30 september – 21 oktober 1978     |
|        | Het tweede deel van de sleutel moet zich bevinden op de planeet Calufrax. Deze blijkt echter opgeslokt door een andere planeet. |      |                |                          |                       |                                    |
| 100    | The Stones of Blood | 5C   | 4 afleveringen | David Fisher             | Darrol Blake          | 28 oktober – 18 november 1978      |
|        | Het derde deel van de sleutel moet zich op Aarde bevinden, bij een kring van zwerfkeien in Engeland. De Doctor en Romana ontdekken dat de stenen wezens van een andere planeet zijn die een voortvluchtige crimineel dienen. |      |                |                          |                       |                                    |
| 101    | The Androids of Tara | 5D   | 4 afleveringen | David Fisher             | Michael Hayes         | 25 november – 16 december 1978     |
|        | Het vierde deel van de sleutel bevindt zich op de planeet Tara, waar, ondanks de ogenschijnlijk middeleeuwse samenleving, vergevorderde robots gemaakt worden. Romana blijkt een dubbelgangster onder de elite te hebben. |      |                |                          |                       |                                    |
| 102    | The Power of Kroll | 5E   | 4 afleveringen | Robert Holmes            | Norman Stewart        | 23 december 1978 – 13 januari 1979 |
|        | Het vijfde deel van de sleutel is op de derde maan van Delta Magna opgeslokt door de inktvis Kroll, die hierdoor gemuteerd is en door de inheemse bevolking als god aanbeden wordt. De inheemsen zijn bovendien in conflict met de bemanning van een methaanraffinaderij.                                                                                      |      |                |                          |                       |                                    |
| 103    | The Armageddon Factor | 5F   | 6 afleveringen | Bob Baker en Dave Martin | Michael Hayes         | 20 januari – 24 februari 1979      |
|        | Het laatste deel van de Sleutel des Tijds voert de TARDIS naar de oorlogvoerende planeten Atrios en Zeos. Maar er ligt een handlanger van de Black Guardian op de loer. Noot: introductie van de Black Guardian; laatste optreden van Mary Tamm als Romana. |      |                |                          |                       |                                    |

### Seizoen 17 (1979–80)
Dit seizoen telde 5 vierdelige verhalen en dus 20 afleveringen, omdat de opnames van het zesdelige verhaal Shada door personeelsstakingen onvoltooid bleven. 
| Nummer | Titel | Code | Afleveringen   | Schrijver                                                                    | Regisseur         | Originele uitzenddatum             |
| ------ | --- | ---- | -------------- | ---------------------------------------------------------------------------- | ----------------- | ---------------------------------- |
| 104    | Destiny of the Daleks | 5J   | 4 afleveringen | Terry Nation                                                                 | Ken Grieve        | 1–22 september 1979                |
| 104    | De TARDIS landt op het inmiddels onbewoonde Skaro, middenin een oorlog tussen de Daleks en de Movellans. Om de patstelling te doorbreken zijn de Daleks op Skaro op zoek naar hun schepper Davros, die allesbehalve dood blijkt. Noot: Eerste optreden van Lalla Ward als Romana en van David Brierly als de stem van K9. |      |                |                                                                              |                   |                                    |
| 105    | City of Death | 5H   | 4 afleveringen | David Agnew (pseudoniem voor Douglas Adams, Graham Williams en David Fisher) | Michael Hayes     | 29 september – 20 oktober 1979     |
| 105    | Op vakantie in Parijs ontmoeten de Doctor en Romana detective en brokkenmaker Duggan, die achter de geheimzinnige graaf Scorlioni aanzit. Scorlioni lijkt zijn zinnen te hebben gezet op de Mona Lisa. |      |                |                                                                              |                   |                                    |
| 106    | The Creature from the Pit | 5G   | 4 afleveringen | David Fisher                                                                 | Christopher Barry | 27 oktober – 17 november 1979      |
| 106    | Op de planeet Chloris komen Romana en de Doctor in botsing met de tirannieke Lady Adrasta, die een vreemde vijandschap koestert jegens een vreemd wezen dat zij in een diepe kuil gevangenhoudt. |      |                |                                                                              |                   |                                    |
| 107    | Nightmare of Eden | 5K   | 4 afleveringen | Bob Baker                                                                    | Alan Bromly       | 24 november – 15 december 1979     |
| 107    | De TARDIS landt middenin een hyperruimtebotsing tussen twee schepen, wat gevaarlijke dimensionale labiliteit creëert. Langzaamaan wordt er duidelijk dat er ook sprake is van smokkel, zowel van drugs als van gevaarlijke, niet in de hand te houden wezens. |      |                |                                                                              |                   |                                    |
| 108    | The Horns of Nimon | 5L   | 4 afleveringen | Anthony Read                                                                 | Kenny McBain      | 22 december 1979 – 12 januari 1980 |
| 108    | De TARDIS landt aan boord van een schip dat jongelingen van de planeet Aneth naar Skonnos brengt, om in een labyrintachtige energiecentrale te worden achtergelaten waar de geheimzinnige Nimon huist. |      |                |                                                                              |                   |                                    |
| —      | Shada | 5M   | 6 afleveringen | Douglas Adams                                                                | Pennant Roberts   | niet uitgezonden                   |
| —      | De Doctor en Romana bezoeken de gepensioneerde Time Lord Professor Chronotis in Cambridge. Dan worden Chronotis en de Doctor doelwit van het gedachtenverzamelaar Skagra, wiens ultieme doel behaald zal worden als hij de Time Lord-gevangenis Shada bereiken kan om daar de veroordeelde Time Lord Salyavin te vinden. Maar niemand kan zich Shada herinneren. Noot: laatste optreden van David Brierly als de stem van K9; dit verhaal werd pas in 2017 voltooid door de ontbrekende scènes in animatievorm te produceren. |      |                |                                                                              |                   |                                    |

### Seizoen 18 (1980–81)
Dit seizoen telde 7 vierdelige verhalen.
| Nummer | Titel | Code | Afleveringen   | Schrijver                         | Regisseur                  | Originele uitzenddatum          |
| ------ | --- | ---- | -------------- | --------------------------------- | -------------------------- | ------------------------------- |
| 109    | The Leisure Hive | 5N   | 4 afleveringen | David Fisher                      | Lovett Bickford            | 30 augustus – 20 september 1980 |
| 109    | De Doctor en Romana reizen naar Argolis voor een vakantie, maar merken al snel dat er zaken aan de gang zijn waardoor de planeet aan de rand van een nieuwe allesverwoestende oorlog staat. Noot: terugkeer van John Leeson als de stem van K9. |      |                |                                   |                            |                                 |
| 110    | Meglos | 5Q   | 4 afleveringen | John Flanagan en Andrew McCulloch | Terence Dudley             | 27 september – 18 oktober 1980  |
| 110    | De Doctor gaat naar de planeet Tigella om een probleem met hun belangrijkste krachtbron op te lossen. Aangekomen blijkt de krachtbron echter gestolen door een schurk die de gedaante van de Doctor heeft aangenomen, zodat de Doctor ter dood veroordeeld wordt. |      |                |                                   |                            |                                 |
| 111    | Full Circle | 5R   | 4 afleveringen | Andrew Smith                      | Peter Grimwade             | 25 oktober – 15 november 1980   |
| 111    | Onderweg naar Gallifrey komt de TARDIS per ongeluk in een ander universum terecht: de E-ruimte. Geland op de planeet Alzarius ontmoeten de Doctor en Romana een groep mensachtigen die al eeuwenlang proberen hun ruimteschip te repareren. Bovendien kent de planeet een natuurlijke cyclus waarin er een vreemde mist opkomt. Tijdens die mist komen er vreemde wezens uit de moerassen. Noot: introductie van Adric.                                                                                              |      |                |                                   |                            |                                 |
| 112    | State of Decay | 5P   | 4 afleveringen | Terrance Dicks                    | Peter Moffatt              | 22 november – 13 december 1980  |
| 112    | Nog steeds in de E-ruimte landt de TARDIS op een planeet met middeleeuwse samenleving, waarin de bevolking jongeren moet afstaan aan de Drie Die Regeren. De Doctor ontdekt dat deze drie voormalige astronauten vampiers zijn geworden. |      |                |                                   |                            |                                 |
| 113    | Warriors' Gate | 5S   | 4 afleveringen | Stephen Gallagher                 | Paul Joyce & Graeme Harper | 3–24 januari 1981               |
| 113    | De TARDIS landt aan een grensovergang tussen de E-ruimte en de normale ruimte, waar de ruïnes liggen van het oude rijk der Tharils. De overlevende Tharils dienen met hun speciale gaven als slaven op een menselijk ruimteschip. Noot: vertrek van Romana en K9. |      |                |                                   |                            |                                 |
| 114    | The Keeper of Traken | 5T   | 4 afleveringen | Johnny Byrne                      | John Black                 | 31 januari – 21 februari 1981   |
| 114    | Terug in de N-ruimte wordt de Doctors hulp ingeroepen door de stervende hoeder van de Unie van Traken, die een groot kwaad vermoed. De kwaadaardige Melkur blijkt na vele jaren onschadelijk te hebben geleken, macht te hebben gekregen over een van de vijf consuls van Traken. Noot: enige optreden van Geoffrey Beevers als de Master en eerste optreden van Anthony Ainley in de rol; introductie van Nyssa. |      |                |                                   |                            |                                 |
| 115    | Logopolis | 5V   | 4 afleveringen | Christopher H. Bidmead            | Peter Grimwade             | 28 februari – 21 maart 1981     |
| 115    | De Master opent de aanval op de Doctor en diens TARDIS. De Doctor reist af naar de planeet Logopolis. Als de Master knoeit met de wiskundige breinen van Logopolis dreigt heel het heelal aan de warmtedood ten onder te gaan en moeten de Doctor en de Master samenwerken om dit te redden. Maar de Master is geen betrouwbare bondgenoot. Intussen slaat een spookachtige toeschouwer de Doctor overal van een afstand gade. Noot: introductie van Tegan Jovanka; regeneratie van de Vierde naar de Vijfde Doctor. |      |                |                                   |                            |                                 |

## Vijfde Doctor
De vijfde doctor werd gespeeld door Peter Davison.

### Seizoen 19 (1982)
Voortaan telden de seizoenen in principe 6 vierdelige verhalen en 1 tweedelig verhaal. Het programma werd nu niet meer op zaterdag, maar tweewekelijks op maandag en dinsdag uitgezonden.
| Nummer | Titel | Code | Afleveringen   | Schrijver              | Regisseur      | Originele uitzenddatum |
| ------ | --- | ---- | -------------- | ---------------------- | -------------- | ---------------------- |
| 116    | Castrovalva | 5Z   | 4 afleveringen | Christopher H. Bidmead | Fiona Cumming  | 4–12 januari 1982      |
| 116    | De Master neemt Adric gevangen en Nyssa en Tegan sturen de TARDIS naar Castrovalva, waar de Doctor van zijn regeneratie kan herstellen. Het wordt echter langzaam duidelijk dat Castrovalva geen gewone plek is, maar een valstrik.                                        |      |                |                        |                |                        |
| 117    | Four to Doomsday | 5W   | 4 afleveringen | Terence Dudley         | John Black     | 18–26 januari 1982     |
| 117    | De TARDIS landt op het ruimteschip van Monarch, die de Aarde al viermaal bezocht heeft. Zijn doel is het begin der tijden bereiken, maar omdat zijn thuisplaneet hierdoor uitgeput is, wil Monarch de mensheid uitroeien zodat zijn volk op Aarde kan wonen.               |      |                |                        |                |                        |
| 118    | Kinda | 5Y   | 4 afleveringen | Christopher Bailey     | Peter Grimwade | 1–9 februari 1982      |
| 118    | De TARDIS landt in de jungle van Deva Loka, waar een menselijke verkenningsexpeditie in conflict raakt met de inboorlingen. De werkelijke vijand is echter een boosaardig wezen genaamd de Mara, die bezit neemt van Tegan. Noot: eerste verhaal met de Mara.              |      |                |                        |                |                        |
| 119    | The Visitation | 5X   | 4 afleveringen | Eric Saward            | Peter Moffatt  | 15–23 februari 1982    |
| 119    | De TARDIS landt bij een dorp tijdens de 17e-eeuwse pestepidemie in Londen. De Doctor ontdekt dat de epidemie veroorzaakt is door een groep voortvluchtige Terileptils. Noot: laatste klassieke verhaal met de Sonic Screwdriver.                                           |      |                |                        |                |                        |
| 120    | Black Orchid | 6A   | 2 afleveringen | Terence Dudley         | Ron Jones      | 1–2 maart 1982         |
| 120    | De TARDIS landt in Engeland in 1925 en door een misverstand worden de Doctor en zijn metgezellen op een liefdadigheidsfeest in Cranleigh Hall onthaald, waar Nyssa een dubbelgangster blijkt te hebben. De familie Cranleigh verbergt echter een groot geheim in hun huis. |      |                |                        |                |                        |
| 121    | Earthshock | 6B   | 4 afleveringen | Eric Saward            | Peter Grimwade | 8–16 maart 1982        |
| 121    | De Doctor en zijn metgezellen assisteren een groep 26e-eeuwse soldaten die de moord op een wetenschapsteam in een grottencomplex onderzoeken. Het blijkt om een grootscheeps aanval plan te gaan van oude bekenden van de Doctor: de Cybermen. Noot: dood van Adric.       |      |                |                        |                |                        |
| 122    | Time-Flight | 6C   | 4 afleveringen | Peter Grimwade         | Ron Jones      | 22–30 maart 1982       |
| 122    | De Doctor slaagt er eindelijk in Tegan naar London Heathrow Airport te brengen, maar hoort hier van de vermissing van een Concorde. Het toestel blijkt ontvoerd naar het Pleistoceen.                                                                                      |      |                |                        |                |                        |

### Seizoen 20 (1983)
De uitzendingen werden nu naar dinsdag en woensdag verplaatst. Vanwege het 20-jarig bestaan van het programma keerden veel oude personages terug.
| Nummer | Titel | Code | Afleveringen   | Schrijver          | Regisseur     | Originele uitzenddatum |
| ------ | --- | ---- | -------------- | ------------------ | ------------- | ---------------------- |
| 123    | Arc of Infinity | 6E   | 4 afleveringen | Johnny Byrne       | Ron Jones     | 3–12 januari 1983      |
| 123    | Als de Doctor doelwit wordt van een vreemde macht uit het antimaterie-universum, reist hij met Nyssa af naar Gallifrey, waar hij echter prompt ter dood wordt veroordeeld. Intussen blijkt de verdwijning van Tegans neef in Amsterdam hier ook mee te maken te hebben. Noot: laatste verhaal met Omega; gastrol voor Colin Baker als commandant Maxil. |      |                |                    |               |                        |
| 124    | Snakedance | 6D   | 4 afleveringen | Christopher Bailey | Fiona Cumming | 18–26 januari 1983     |
| 124    | Op de planeet Manussa viert men jaarlijks de overwinning op de Mara. De Mara gebruikt echter zijn band met Tegan om terug te keren. Noot: laatste verhaal met de Mara. |      |                |                    |               |                        |
| 125    | Mawdryn Undead | 6F   | 4 afleveringen | Peter Grimwade     | Peter Moffatt | 1–9 februari 1983      |
| 125    | De TARDIS komt met een in de tijd bevroren ruimteschip in aanraking. De Doctor komt terecht op een Engelse kostschool, waar zijn oude vriend brigadier Lethbridge-Stewart wiskundeleraar geworden is. De vreemde schooljongen Turlough, die in werkelijkheid een vluchteling van een andere planeet is, krijgt van de Black Guardian de opdracht om de Doctor te doden. Nyssa en Tegan landen ook bij de kostschool, maar dan vijf jaar eerder. Aan boord van het bevroren schip is een groep wezens onder leiding van Mawdryn, die de geheimen van de Time Lords trachtten te stelen. Noot: introductie van Vislor Turlough. |      |                |                    |               |                        |
| 126    | Terminus | 6G   | 4 afleveringen | Stephen Gallagher  | Mary Ridge    | 15–23 februari 1983    |
| 126    | De TARDIS maakt een noodlanding op ruimtestation Terminus, waar dragers van een dodelijke ziekte in quarantaine worden gebracht. De motoren van het schip hebben mogelijk de Oerknal veroorzaakt, maar dreigen nu weer te exploderen. Noot: laatste verhaal met Nyssa. |      |                |                    |               |                        |
| 127    | Enlightenment | 6H   | 4 afleveringen | Barbara Clegg      | Fiona Cumming | 1–9 maart 1983         |
| 127    | De TARDIS landt op een ogenschijnlijk Edwardiaans schip. Het blijkt echter een ruimteschip te zijn dat deelneemt aan een race tussen de Eternals. Als prijs hebben de Guardians de Eternals verlichting beloofd. Intussen krijgt Turlough steeds meer last van zijn geweten. Noot: laatste verhaal met de White en Black Guardian. |      |                |                    |               |                        |
| 128    | The King's Demons | 6J   | 2 afleveringen | Terence Dudley     | Tony Virgo    | 15–16 maart 1983       |
| 128    | De TARDIS landt in 1215 bij een kasteel. Tot de Doctors verrassing is koning Jan zonder Land hier ook aanwezig, terwijl hij volgens de geschiedenisboeken in Londen hoort te zijn. Noot: eerste verhaal met Kamelion. |      |                |                    |               |                        |

### Special (1983)
Ter gelegenheid van het 20-jarig jubileum van het programma verscheen er een aparte special buiten het seizoen, op filmlengte.
| Nummer | Titel | Code | Afleveringen                          | Schrijver      | Regisseur     | Originele uitzenddatum                       |
| ------ | --- | ---- | ------------------------------------- | -------------- | ------------- | -------------------------------------------- |
| 129    | The Five Doctors | 6K   | special 20-jarig bestaan (90 minuten) | Terrance Dicks | Peter Moffatt | 23 november 1983 (USA) 25 november 1983 (UK) |
| 129    | De Eerste, Tweede en Derde Doctor worden uit hun tijd geplukt en komen terecht in de zone des doods op Gallifrey, samen met respectievelijk Susan, brigadier Lethbridge-Stewart en Sarah Jane Smith. Bij eenzelfde poging komen de Vierde Doctor en Romana vast te zitten in de tijdsstroom, waardoor het voortbestaan van de Vijfde Doctor ernstig in gevaar komt en hij ook afreist naar Gallifrey. In de zone des doods wachten oude vijanden zoals de Yeti, de Daleks, de Cybermen en de Master. Maar het ware brein blijkt bij de TIme Lords zelf vandaan te komen. Noot: de Eerste Doctor werd hier gespeeld door Richard Hurndall; laatste verhaal met Borusa, eerste optreden van Rassilon. |      |                                       |                |               |                                              |

### Seizoen 21 (1984)
De uitzendingen werden nu naar donderdag en vrijdag verplaatst. Uitzondering was Resurrection of the Daleks, dat in dubbele afleveringen op twee woensdagen werd uitgezonden. Het seizoen telde derhalve 7 verhalen, verspreid over 24 afleveringen. De Vijfde Doctor regenereerde in het op-één-na-laatste verhaal.
| Nummer | Titel | Code | Afleveringen                   | Schrijver              | Regisseur           | Originele uitzenddatum       |
| ------ | --- | ---- | ------------------------------ | ---------------------- | ------------------- | ---------------------------- |
| 130    | Warriors of the Deep | 6L   | 4 afleveringen                 | Johnny Byrne           | Pennant Roberts     | 5–13 januari 1984            |
| 130    | De TARDIS landt op een marinebasis in 2084, in een tijd van een nieuwe koude oorlog. De basis wordt echter aangevallen door de Silurians en Sea Devils. |      |                                |                        |                     |                              |
| 131    | The Awakening | 6M   | 2 afleveringen                 | Eric Pringle           | Michael Owen Morris | 19–20 januari 1984           |
| 131    | Bij een bezoek aan Tegans grootvader in een Engels dorp stuiten de Doctor en zijn metgezellen op een groep wel erg fanatieke re-enactors van de Engelse Burgeroorlog, wier acties een boosaardig wezen hebben doen ontwaken. |      |                                |                        |                     |                              |
| 132    | Frontios | 6N   | 4 afleveringen                 | Christopher H. Bidmead | Ron Jones           | 26 januari – 3 februari 1984 |
| 132    | De TARDIS landt in de verre toekomst op de planeet Frontios, waar resten van de mensheid met moeite overleven. De kolonie staat de laatste tijd bloot aan vreemde rampen, waar een groep insectachtige wezens achter blijkt te zitten. |      |                                |                        |                     |                              |
| 133    | Resurrection of the Daleks | 6P   | 2 afleveringen(45 minuten elk) | Eric Saward            | Matthew Robinson    | 8–15 februari 1984           |
| 133    | De Doctor en zijn metgezellen stuiten op Daleks en hun handlangers die dood en verderf zaaien in een Engels pakhuis. Via de tijdstoegang komen ze terecht op een ruimteschip in de verre toekomst. De Daleks hebben de oorlog tegen de Movellans verloren door een biologisch wapen en proberen Davros te bevrijden in de hoop dat hij hen genezen kan. Noot: introductie van Lytton en vertrek van Tegan; dit verhaal was oorspronkelijk bedoeld als vierdelig, maar werd in twee dubbellange afleveringen uitgezonden in verband met uitzendingen van de Olympische Winterspelen 1984. |      |                                |                        |                     |                              |
| 134    | Planet of Fire | 6Q   | 4 afleveringen                 | Peter Grimwade         | Fiona Cumming       | 23 februari – 2 maart 1984   |
| 134    | Kamelion raakt plotseling weer onder invloed van de Master. Hij kaapt de TARDIS en brengt het schip naar de planeet Sarn. De planeet blijkt echter een verband te hebben met Turloughs geheimzinnige verleden. Noot: laatste verhaal met Turlough, vernietiging van Kamelion; introductie van Peri Brown. |      |                                |                        |                     |                              |
| 135    | The Caves of Androzani | 6R   | 4 afleveringen                 | Robert Holmes          | Graeme Harper       | 8–16 maart 1984              |
| 135    | Op de door drugshandelaars overheerste mijnplaneet Androzani Minor raken de Doctor en Peri vergiftigd met een dodelijke overdosis. Te midden van een heftige strijd tussen zakenman Morgus en zijn verminkte ex-partner Jek probeert de Doctor wanhopig een tegengif te vinden voor het te laat is. Noot: regeneratie van de Vijfde Doctor naar de Zesde. |      |                                |                        |                     |                              |

### Specials 2007
| Nummer | Titel | Code | Afleveringen                  | Schrijver     | Regisseur     | Originele uitzenddatum |
| ------ | --- | ---- | ----------------------------- | ------------- | ------------- | ---------------------- |
| —      | Time Crash |      | 1 mini-aflevering (8 minuten) | Steven Moffat | Graeme Harper | 16 november 2007       |
|        | De TARDIS's van de Vijfde en de Tiende Doctor botsen op elkaar, waardoor er een zwart gat dreigt te ontstaan. |      |                               |               |               |                        |

## Zesde Doctor
De zesde Doctor werd gespeeld door Colin Baker.

### Seizoen 21 (1984) vervolg
Tegen de gewoonte in regenereerde de Vijfde Doctor in het op-één-na-laatste verhaal van seizoen 21, zodat er nog een vierdelig verhaal verscheen met de Zesde Doctor in de hoofdrol.
| Nummer | Titel | Code | Afleveringen | Schrijver      | Regisseur     | Originele uitzenddatum |
| ------ | --- | ---- | ------------ | -------------- | ------------- | ---------------------- |
| 136    | The Twin Dilemma | 6S   | 4 Aflevering | Anthony Steven | Peter Moffatt | 22–30 maart 1984       |
| 136    | Na zijn regeneratie is de Zesde Doctor zo labiel dat hij besluit kluizenaar te worden op Titan 3. Daar stuit hij op Time Lord Azmael, die een geniale tweeling heeft ontvoerd in opdracht van de boosaardige slakachtige Mestor. |      |              |                |               |                        |

### Seizoen 22 (1985)
De uitzendingen werden nu weer verplaatst naar zaterdag en de afleveringen werden nu 45 minuten lang. Het seizoen bestond uit 5 tweedelige en 1 driedelig verhaal.
| Nummer | Titel | Code | Afleveringen   | Schrijver         | Regisseur        | Originele uitzenddatum     |
| ------ | --- | ---- | -------------- | ----------------- | ---------------- | -------------------------- |
| 137    | Attack of the Cybermen | 6T   | 2 Afleveringen | Paula Moore       | Matthew Robinson | 5–12 januari 1985          |
| 137    | Cybermen van de planeet Telos reizen af naar 1985 om de vernietiging van Mondas in 1986 te voorkomen. De Doctor en Peri raken hierin verwikkeld als ze stuiten op oude vijand Lytton. Maar Lyttons motieven blijken ingewikkelder dan gedacht. Noot: dood van Lytton. |      |                |                   |                  |                            |
| 138    | Vengeance on Varos | 6V   | 2 Afleveringen | Philip Martin     | Ron Jones        | 19–26 januari 1985         |
| 138    | De TARDIS landt op Varos om het benodigde mineraal Zyton-7 te krijgen. Op de planeet worden foltering en executie uitgezonden als amusement. De slakachtige Mentor Sil probeert de bewoners van Varos hun Zyton-7 af te troggelen en hun gewelddadig vermaak op te stoken. Noot: eerste verhaal met Sil de Mentor. |      |                |                   |                  |                            |
| 139    | The Mark of the Rani | 6X   | 2 Afleveringen | Pip en Jane Baker | Sarah Hellings   | 2–9 februari 1985          |
| 139    | De TARDIS landt in vroeg 19e-eeuws Killingworth, tijdens rellen van de Luddisten. De rellen blijken te worden aangewakkerd door experimenten van Time Lord-renegaat de Rani. De Master probeert een bondgenootschap met haar te sluiten. Noot: introductie van de Rani. |      |                |                   |                  |                            |
| 140    | The Two Doctors | 6W   | 3 Afleveringen | Robert Holmes     | Peter Moffatt    | 16 februari – 2 maart 1985 |
| 140    | Tijdens een missie voor de Time Lords wordt de Tweede Doctor ontvoerd op een ruimtestation. De Zesde Doctor voelt de fout in zijn tijdlijn en weet samen met Peri Jamie te vinden op het ruimtestation en de ontvoerders te volgens naar Sevilla, waar de Tweede Doctor gebruikt wordt voor een experiment om Sontarans de mogelijkheid tot tijdreizen te geven. Noot: laatste verhaal met de Tweede Doctor en Jamie. |      |                |                   |                  |                            |
| 141    | Timelash | 6Y   | 2 Afleveringen | Glen McCoy        | Pennant Roberts  | 9–16 maart 1985            |
| 141    | De TARDIS landt op Karfel, waar de tirannieke Borad een oorlog voorbereid en al wie hem niet bevalt in de Timelash (tijdsgesel) laat werpen. |      |                |                   |                  |                            |
| 142    | Revelation of the Daleks | 6Z   | 2 Afleveringen | Eric Saward       | Graeme Harper    | 23–30 maart 1985           |
| 142    | De Doctor en Peri gaan naar de planeet Necros om een uitvaart bij te wonen. Ze ontdekken hier een instituut dat de dodelijk zieken invriest tot er een geneesmiddel gevonden is. De "Grote Heler" blijkt echter Davros te zijn, die de intelligentste zieken ombouwt tot nieuwe Daleks en de rest tot voedsel vermaalt.                                                                                               |      |                |                   |                  |                            |

### Seizoen 23 (1986)
De afleveringen werden nu weer 25 minuten lang, met uitzondering van de finale. Het seizoen werd als één veertiendelig verhaal gepresenteerd, hoewel het in feite een raamvertelling bevatte. Na het seizoen werd Collin Baker op last van de BBC ontslagen van zijn rol als de Doctor.
| Nummer | Titel | Code | Afleveringen                                | Schrijver                          | Regisseur        | Originele uitzenddatum        |
| ------ | --- | ---- | ------------------------------------------- | ---------------------------------- | ---------------- | ----------------------------- |
| 143    | The Trial of a Time Lord (Episode 1-4) | 7A   | 4 Afleveringen                              | Robert Holmes                      | Nicholas Mallett | 6–27 september 1986           |
| 143    | De Doctor wordt naar een ruimtestation van de Time Lords gestraald, waar hij opnieuw wordt aangeklaagd wegens inmenging in andere werelden. Als bewijs voert zijn aanklager, de Valeyard, een avontuur uit het verleden van de Doctor aan: toen de Doctor en Peri de planeet Ravalox bezochten en ontdekten dat dit in werkelijkheid de Aarde was, die vele miljoenen lichtjaren verplaatst was. Noot: introductie van de Valeyard en Sabalom Glitz; ook wel bekend als "The Mysterious Planet".                                                                                   |      |                                             |                                    |                  |                               |
| 143    | The Trial of a Time Lord (Episode 5-8) | 7B   | 4 Afleveringen                              | Philip Martin                      | Ron Jones        | 4–25 oktober 1986             |
| 143    | Als tweede bewijsstuk voert de Valeyard een zaak aan uit het heden van de Doctor: een bezoek van de Doctor en Peri aan Thoros Beta, vlak voor het proces begon. Thoros Beta blijkt de thuiswereld van hun oude vijand Sil en diens meester Kiv, die lijdt aan te grote hersenen en hierom zijn hersenen in Peri's hoofd getransplanteerd wil hebben. De Doctor merkt op dat hij zich opvallend zelfzuchtig gedraagt in de opnames van het avontuur en suggereert dat er met de Matrix geknoeid is. Noot: laatste verhaal met Peri Brown en met Sil; ook wel bekend als "Mindwarp". |      |                                             |                                    |                  |                               |
| 143    | The Trial of a Time Lord (Episode 9-12) | 7C   | 4 Afleveringen                              | Pip en Jane Baker                  | Chris Clough     | 1–22 november 1986            |
| 143    | Als bewijsstuk in zijn verdediging voert de Doctor een avontuur aan uit zijn toekomst. Samen met zijn toekomstige metgezel Mel onderzoekt de Doctor vreemde moorden aan boord van het passagiersschip Hyperion III. Er blijken allerlei samenzweringen aan boord gaande. De Doctor merkt opnieuw op dat er met de beelden van het avontuur geknoeid is. Noot: introductie van Mel; ook wel bekend als "Terror of the Vervoids". |      |                                             |                                    |                  |                               |
| 143    | The Trial of a Time Lord (Episode 13-14) | 7C   | 2 afleveringen (aflevering 2 is 30 minuten) | Robert Holmes en Pip en Jane Baker | Chris Clough     | 29 november – 6 december 1986 |
| 143    | Tot verrassing van iedereen verschijnen Sabalom Glitz en Mel als getuigen in de rechtszaal. Vanuit de Matrix spreekt de Master plotseling tot alle aanwezigen om aan te tonen dat het inderdaad mogelijk is met de Matrix te knoeien. Hij onthult dat de rechtszaak een schijnproces is van de Time Lords om met de Doctor af te rekenen. En dat de Valeyard niemand minder is dan de duistere kant van de Doctor zelf. Noot: laatste verschijning van de Valeyard; ook wel bekend als "The Ultimate Foe".                                                                         |      |                                             |                                    |                  |                               |

## Zevende Doctor
De zevende Doctor werd gespeeld door Sylvester McCoy

### Seizoen 24 (1987)
Het programma werd nu op maandag uitgezonden. Elk seizoen bevatte voortaan twee vierdelige en twee driedelige verhalen.
| Nummer | Titel | Code | Afleveringen   | Schrijver         | Regisseur        | Originele uitzenddatum        |
| ------ | --- | ---- | -------------- | ----------------- | ---------------- | ----------------------------- |
| 144    | Time and the Rani | 7D   | 4 afleveringen | Pip en Jane Baker | Andrew Morgan    | 7–28 september 1987           |
| 144    | De Rani kaapt de TARDIS, waardoor de Doctor regenereert en zij van zijn verwarring gebruik kan maken om hem in te zetten voor haar plan om genieën uit de hele geschiedenis te gebruiken en zo het heelal te herontwerpen. Noot: Collin Baker weigerde terug te komen voor zijn regeneratie, dus wordt de stervende Zesde Doctor in de openingsscène ook door Sylvester McCoy gespeeld. |      |                |                   |                  |                               |
| 145    | Paradise Towers | 7E   | 4 afleveringen | Stephen Wyatt     | Nicholas Mallett | 5–26 oktober 1987             |
| 145    | Paradise Towers zou een utopie moeten zijn, maar wanneer de TARDIS er landt blijken de meeste volwassen omgekomen in een oorlog. De gangen worden nu geregeerd door bendes tienermeiden die in voortdurende oorlog verkeren met de militaristische beheerders. De nog in de appartementen wonende bejaarden hebben hun toevlucht genomen tot kannibalisme.                              |      |                |                   |                  |                               |
| 146    | Delta and the Bannermen | 7F   | 3 afleveringen | Malcolm Kohll     | Chris Clough     | 2–16 november 1987            |
| 146    | De Doctor en Mel winnen een tijdreis naar Disneyland in de jaren 50, maar de tour moet een noodlanding maken op een Welse camping in hetzelfde tijdperk. Onder de tijdtoeristen blijkt een prinses Delta aanwezig, die als laatste van haar ras op de vlucht is voor de Bannermen. |      |                |                   |                  |                               |
| 147    | Dragonfire | 7G   | 3 afleveringen | Ian Briggs        | Chris Clough     | 23 november – 7 december 1987 |
| 147    | Op een ijswereld ontmoeten de Doctor en Mel de tiener Ace, die hier per ongeluk terecht is gekomen na een vreemd experiment, en schelm Sabalom Glitz, die een schat is komen zoeken. Bij de zoektocht stuiten de Doctor en zijn metgezellen echter op een veel erger geheim dan een schat. Noot: laatste verhaal met Glitz en met Mel; introductie van Ace.                             |      |                |                   |                  |                               |

### Seizoen 25 (1988–89)
Het programma werd nu uitgezonden op woensdag.
| Nummer | Titel | Code | Afleveringen   | Schrijver       | Regisseur     | Originele uitzenddatum            |
| ------ | --- | ---- | -------------- | --------------- | ------------- | --------------------------------- |
| 148    | Remembrance of the Daleks | 7H   | 4 afleveringen | Ben Aaronovitch | Andrew Morgan | 5–26 oktober 1988                 |
| 148    | De TARDIS landt weer bij Coal Hill School in 1963, kort nadat de Doctor hier in seizoen 1 vertrok. Hier blijkt een Dalek-burgeroorlog te worden uitgevochten om een Time Lord-wapen in handen te krijgen dat de Doctor hier had verborgen: de Hand van Omega.                             |      |                |                 |               |                                   |
| 149    | The Happiness Patrol | 7L   | 3 afleveringen | Graeme Curry    | Chris Clough  | 2–16 november 1988                |
| 149    | De TARDIS landt op Terra Alpha, waar dictator Helen A vrolijkheid verplicht gesteld heeft en somberheid bestraft wordt met dodelijk snoep van de Kandy Man. |      |                |                 |               |                                   |
| 150    | Silver Nemesis | 7K   | 3 afleveringen | Kevin Clarke    | Chris Clough  | 23 november – 7 december 1988     |
| 150    | In 1988 daalt een wapen genaamd de Nemesis, dat de Doctor in 1638 in een baan om de Aarde zond, neer in Engeland. Er begint onmiddellijk een jacht op het wapen door de Cybermen, een groep Neo-Nazi's en de tijdreizigster Lady Peinforte, die zegt te weten wie de Doctor werkelijk is. |      |                |                 |               |                                   |
| 151    | The Greatest Show in the Galaxy | 7J   | 4 afleveringen | Stephen Wyatt   | Alan Wareing  | 14 december 1988 – 4 januari 1989 |
| 151    | De Doctor besluit auditie te doen bij het Psychic Circus. Het Circus blijkt echter een val waar de enige optie is om het driekoppige publiek te vermaken of te sterven. |      |                |                 |               |                                   |

### Seizoen 26 (1989)
Dit was het laatste seizoen van de klassieke serie. Doordat het programma werd stopgezet (officieel werd de productie van seizoen 27 uitgesteld) kreeg Ace geen vertrek uit de TARDIS in beeld. In de televisiefilm van 1996 blijkt zij echter niet meer de met de Doctor te reizen.
| Nummer | Titel | Code | Afleveringen   | Schrijver       | Regisseur        | Originele uitzenddatum        |
| ------ | --- | ---- | -------------- | --------------- | ---------------- | ----------------------------- |
| 152    | Battlefield | 7N   | 4 afleveringen | Ben Aaronovitch | Michael Kerrigan | 6–27 september 1989           |
| 152    | De Doctor en Ace schieten UNIT te hulp als een groep ridders uit een andere dimensie hun transport van een kernwapen aanvalt. Het blijkt te maken te hebben met de Arthuriaanse tijd, waardoor Morgana de Doctor als Merlijn herkent. Ook de gepensioneerde brigadier Lethbridge-Stewart trekt nog eenmaal zijn uniform aan. Noot: laatste optreden van Nicholas Courtney als de brigadier in Doctor Who.                                               |      |                |                 |                  |                               |
| 153    | Ghost Light | 7Q   | 3 afleveringen | Marc Platt      | Alan Wareing     | 4–18 oktober 1989             |
| 153    | De Doctor neemt Ace mee naar 1883, naar een huis in haar woonplaats Perrivale dat volgens Ace niet pluis was. De bewoner, Josiah Smith, is in werkelijkheid een millennia oud ruimtewezen dat van plan is de macht in het Britse Rijk te grijpen, tegen zijn oorspronkelijke opdracht in. |      |                |                 |                  |                               |
| 154    | The Curse of Fenric | 7M   | 4 afleveringen | Ian Briggs      | Nicholas Mallett | 25 oktober – 15 november 1989 |
| 154    | De Doctor en Ace bezoeken een basis aan de Britse kust tijdens de Tweede Wereldoorlog, waar een belangrijke decoderingsmachine staat. Een groep Russische soldaten is van plan de machine te stelen, maar tegelijkertijd duiken er vreemde runen op onder de kerk en komen vampierachtige monsters het land op gelopen. De Doctor ontdekt dat dit alles de climax is van een uitgebreid plan van zijn oude vijand: de boosaardige macht genaamd Fenric. |      |                |                 |                  |                               |
| 155    | Survival | 7P   | 3 afleveringen | Rona Munro      | Alan Wareing     | 22 november – 6 december 1989 |
| 155    | Terug in Perivale, in het heden, blijken veel oude vrienden van Ace verdwenen. De Doctor ontdekt dat ze ontvoerd zijn naar de stervende planeet van de Cheetahmensen. Daar wacht een oude vijand, die wanhopig probeert om te ontsnappen: de Master. Noot: laatste optreden van Anthony Ainley als de Master. |      |                |                 |                  |                               |

## Achtste Doctor
De achtste Doctor werd gespeeld door Paul McGann.

### Televisiefilm (1996)
De televisiefilm Doctor Who was bedoeld als pilot voor een mogelijke nieuwe serie die een Amerikaanse co-productie zou worden. De kijkcijfers in Noord-Amerika vielen echter dusdanig tegen dat het tot 2013 bij één tv-avontuur voor de Achtste Doctor bleef.
| Nummer | Titel | Code | Afleveringen                  | Schrijver      | Regisseur    | Originele uitzenddatum                                  |
| ------ | --- | ---- | ----------------------------- | -------------- | ------------ | ------------------------------------------------------- |
| 156    | Doctor Who | TVM  | Television movie (89 minuten) | Matthew Jacobs | Geoffrey Sax | 12 mei 1996 (Canada) 14 mei 1996 (USA) 27 mei 1996 (UK) |
| 156    | Als de Zevende Doctor de stoffelijke resten van de Master naar Gallifrey brengt, moet hij een noodlanding maken op Aarde. In San Francisco, eind 1999, wordt hij neergeschoten en regenereert hij in een mortuarium. De geest van de Master is echter ontkomen en steelt het lichaam van een ambulancebroeder, met het uiteindelijk doel de regeneraties van de Doctor te stelen. Noot: regeneratie van de Zevende naar de Achtste Doctor; enige tv-optreden van Eric Roberts als de Master. |      |                               |                |              |                                                         |

### Specials 2013
Toen ter gelegenheid van het 50-jarig bestaan van het programma een geheime incarnatie van de Doctor (gespeeld door John Hurt) werd gecreëerd, verscheen er een mini-aflevering waarin het einde van de Achtste Doctor getoond werd.
| Nummer | Titel | Code | Afleveringen                  | Schrijver     | Regisseur  | Originele uitzenddatum |
| ------ | --- | ---- | ----------------------------- | ------------- | ---------- | ---------------------- |
| —      | The Night of the Doctor |      | 1 mini-aflevering (7 minuten) | Steven Moffat | John Hayes | 14 november 2013       |
| —      | Middenin de Tijdoorlog landt de Achtste Doctor in een ruimteschip dat neerstort op Karn. De Doctor besluit actief deel te gaan nemen aan de oorlog en regenereert met behulp van de zusters van Karn in een nieuwe incarnatie, die de naam Doctor ter plekke verwerpt. Noot: regeneratie van de Achtste Doctor in de War Doctor. |      |                               |               |            |                        |

## Negende Doctor
De negende Doctor werd gespeeld door Christopher Eccleston.

### Serie 1 (2005)
Toen het programma in 2005 nieuw leven kreeg, werden de afleveringen niet als seizoenen maar als series gepresenteerd. Er werd opnieuw geteld om verwarring onder nieuwe kijkers te voorkomen. Voortaan telde elk seizoen 13 afleveringen, bestaande uit losse verhalen. Sommige verhalen waren twee- of driedelig, maar alsnog met eigen titels. Een doorlopende verhaallijn was het voortdurende verschijnen van de woorden "Bad Wolf" ("boze wolf"). Dit is het enige seizoen waarin de Doctor wel met de TARDIS reist maar alleen de Aarde bezoekt. De uitzendingen vonden weer plaats op zaterdagavond.
| Nummer | Titel | Code      | Afleveringen   | Schrijver        | Regisseur   | Originele uitzenddatum      |
| ------ | --- | --------- | -------------- | ---------------- | ----------- | --------------------------- |
| 157    | Rose | 1.1       | 1 aflevering   | Russell T Davies | Keith Boak  | 26 maart 2005               |
| 157    | Tiener Rose Tyler, een winkelmedewerkster, wordt na sluitingstijd plotseling aangevallen door levende etalagepoppen. Ze wordt gered door de Doctor en ontdekt dat hij een tijdreiziger is. Noot: introductie van de Negende Doctor, Rose en Jackie Tyler en Mickey Smith; herintroductie van de Autons en laatste verhaal met de Nestene Consciousness. |           |                |                  |             |                             |
| 158    | The End of the World | 1.2       | 1 aflevering   | Russell T Davies | Euros Lyn   | 2 april 2005                |
| 158    | De Doctor laat Rose het einde van de Aarde zien. Er blijkt echter een grote aanslag te worden voorbereid op de aanwezige toeschouwers. Noot: eerste aflevering waarin de Tijdoorlog genoemd wordt; introductie van Cassandra en de Face of Boe. |           |                |                  |             |                             |
| 159    | The Unquiet Dead | 1.3       | 1 aflevering   | Mark Gatiss      | Euros Lyn   | 9 april 2005                |
| 159    | De TARDIS landt in Cardiff in 1869, waar de Doctor en Rose Charles Dickens ontmoeten. Als Rose wordt ontvoerd door de beheerders van een lijkenhuis waar vreemde dingen gebeuren, ontdekt de Doctor dat er vluchtelingen van de Tijdoorlog Cardiff proberen binnen te komen. |           |                |                  |             |                             |
| 160    | Aliens of London World War Three | 1.4 1.5   | 2 afleveringen | Russell T Davies | Keith Boak  | 16 april 2005 23 april 2005 |
| 160    | De Doctor brengt Rose naar huis, per ongeluk een jaar na hun vertrek, op het moment dat er een ruimteschip een noodlanding in Londen maakt. In de chaos lijken alle ministers spoorloos en neemt een drietal personen de touwtjes in handen. Zij blijken echter de buitenaardse familie Slitheen, die van plan zijn de Aarde met kernwapens te verwoesten en de resten als brandstof te verkopen. Noot: herintroductie van UNIT en introductie van de Slitheen en Harriet Jones.                                                                   |           |                |                  |             |                             |
| 161    | Dalek | 1.6       | 1 aflevering   | Robert Shearman  | Joe Ahearne | 30 april 2005               |
| 161    | De TARDIS volgt een noodkreet en landt in 2012 in de kelder van de Amerikaanse miljardair Van Statten, die buitenaardse vondsten verzamelt. Van Statten dwingt de Doctor te praten met zijn enige levende exemplaar. Tot afschuw van de Doctor blijkt het te gaan om de laatste van zijn vijanden uit de Tijdoorlog: een eenzame Dalek. Noot: herintroductie van de Daleks; introductie van Adam Mitchell. |           |                |                  |             |                             |
| 162    | The Long Game | 1.7       | 1 aflevering   | Russell T Davies | Brian Grant | 7 mei 2005                  |
| 162    | De TARDIS landt in het jaar 200.000 op het zendstation Satellite 5, dat de informatievoorziening onder controle houdt. Het blijkt dat van hieruit de menselijke ontwikkeling in bedwang wordt gehouden. Adam probeert intussen van de reis gebruik te maken om zichzelf in zijn eigen tijd te verrijken. Noot: laatste verhaal met Adam Mitchell. |           |                |                  |             |                             |
| 163    | Father's Day | 1.8       | 1 aflevering   | Paul Cornell     | Joe Ahearne | 14 mei 2005                 |
| 163    | Rose vraagt de Doctor of ze de dood van haar vader Pete mag zien. Door in te grijpen creëert Rose een paradox met catastrofale gevolgen. Noot: introductie van Pete Tyler. |           |                |                  |             |                             |
| 164    | The Empty Child The Doctor Dances | 1.9 1.10  | 2 afleveringen | Steven Moffat    | James Hawes | 21 mei 2005 28 mei 2005     |
| 164    | Rose en de Doctor volgen een neerstortend tijd- en ruimteschip naar Londen in 1941. Hier ontmoeten ze de Amerikaanse tijdreiziger en oplichter "Captain Jack" Harkness en ontdekken dat Londen wordt geteisterd door een spookachtig jongetje met gasmasker dat om zijn moeder roept. En iedereen die met hem in contact geweest is, krijgt een gasmasker als gezicht en roept ook om zijn moeder. Noot: introductie van Captain Jack. |           |                |                  |             |                             |
| 165    | Boom Town | 1.11      | 1 aflevering   | Russell T Davies | Joe Ahearne | 4 juni 2005                 |
| 165    | De Doctor gaat de TARDIS bijtanken bij de breuk in tijd en ruimte te Cardiff. Met zijn metgezellen en Mickey ontdekt hij dat de laatste Slitheen burgemeester van de stad geworden is en van plan is om de breuk te gebruiken om de Aarde te vernietigen. Noot: laatste verhaal met de Slitheen. |           |                |                  |             |                             |
| 166    | Bad Wolf The Parting of the Ways | 1.12 1.13 | 2 afleveringen | Russell T Davies | Joe Ahearne | 11 juni 2005 18 juni 2005   |
| 166    | Terug op Satellite 5, nu in het jaar 200.100, blijkt er weinig ten goede veranderd. De media worden gedomineerd door amusementsprogramma's als Big Brother en De zwakste schakel, maar dan met dodelijke consequenties voor de verliezers. Als Rose ogenschijnlijk wordt gedood, blijkt echter dat de verliezers in werkelijkheid worden getransporteerd naar een ruimteschip. Aan boord bevindt zich een enorm leger Daleks, onder leiding van de Dalek-keizer. Noot: vertrek van Captain Jack; regeneratie van de Negende naar de Tiende Doctor. |           |                |                  |             |                             |

## Tiende Doctor
De tiende Doctor werd gespeeld door David Tennant.

### Specials (2005)
Het succes van de nieuwe serie leidde ertoe dat de BBC in 2005 een kerstspecial van Doctor Who bestelde. Voor het liefdadigheidsprogramma Children in Need werd een mini-aflevering geproduceerd.
| Nummer | Titel | Code | Afleveringen                                | Schrijver        | Regisseur   | Originele uitzenddatum |
| ------ | --- | ---- | ------------------------------------------- | ---------------- | ----------- | ---------------------- |
| —      | Doctor Who: Children in Need | CIN  | Children in Need-special (7 minuten)        | Russell T Davies | Euros Lyn   | 18 november 2005       |
| —      | Rose is er niet meteen van overtuigd dat de man tegenover haar nog steeds de Doctor is. Dan blijkt de regeneratie van de Doctor "verkeerd te vallen". |      |                                             |                  |             |                        |
| 167    | The Christmas Invasion | 2.X  | Kerstspecial (60 minuten)                   | Russell T Davies | James Hawes | 25 december 2005       |
| 167    | Terwijl de Doctor in de flat van Rose en Jackie van zijn regeneratie herstelt, wordt de Aarde bedreigd door een kolossaal ruimteschip van wezens die de Sycorax heten. Premier Harriet Jones, de Doctor, Rose en Mickey worden naar het Sycorax-schip gevoerd om de toekomst van de mensheid uit te vechten. |      |                                             |                  |             |                        |
| —      | Attack of the Graske |      | BBC Red Button mini-aflevering (14 minuten) | Gareth Roberts   | Ashley Way  | 25 december 2005       |
| —      | Attack of the Graske was een interactieve mini-aflevering die men kon benaderen via de BBC Red Button direct na het kĳken van de kerstspecial The Christmas Invasion. In dit verhaal heeft de Doctor Rose achtergelaten bĳ een concert van ABBA in 1979 en heeft hĳ de hulp nodig van de kĳker. De Doctor linkt de televisie-afstandsbediening van de kĳker aan zĳn sonische schroevendraaier waardoor de kĳker opdrachten en handelingen op diens televisiescherm kon uitvoeren. De woonkamer van een gezin laat de Doctor zien maar er valt wat geks op. Dat is het werk van de Graske, een aliensoort die planeten binnendringt door de populatie te vervangen. De Doctor geeft de kĳker taken en stuurt die ter infiltratie naar de basis van de alien. Deze interactieve mini-aflevering bevond zich in een tijdlus, dus kon de kĳker het verhaal erna opnieuw spelen. |      |                                             |                  |             |                        |

### Serie 2 (2006)
De doorlopende verhaallijn in dit seizoen waren de opkomst en ondergang van het Torchwood-instituut en Cybermen uit een ander universum.
| Nummer | Titel | Code      | Afleveringen   | Schrijver                         | Regisseur     | Originele uitzenddatum   |
| ------ | --- | --------- | -------------- | --------------------------------- | ------------- | ------------------------ |
| 168    | New Earth | 2.1       | 1 aflevering   | Russell T Davies                  | James Hawes   | 15 april 2006            |
| 168    | De Doctor neemt Rose mee naar de Nieuwe Aarde, waar de afstammelingen van de mensheid wonen in de verre toekomst. Oude vijand Cassandra neemt het lichaam van Rose over. Noot: dood van Cassandra. |           |                |                                   |               |                          |
| 169    | Tooth and Claw | 2.2       | 1 aflevering   | Russell T Davies                  | Euros Lyn     | 22 april 2006            |
| 169    | Rose en de Doctor landen in Schotland in 1879 en worden door koningin Victoria uitgenodigd op het landgoed Torchwood. Een geheimzinnige sekte heeft het landgoed echter overgenomen om een weerwolf los te laten. |           |                |                                   |               |                          |
| 170    | School Reunion | 2.3       | 1 aflevering   | Toby Whithouse                    | James Hawes   | 29 april 2006            |
| 170    | Op aanraden van Mickey onderzoeken Rose en de Doctor een geheimzinnige school. Hier ontmoet de Doctor zijn oude metgezel Sarah Jane Smith, die ook een onderzoek gestart blijkt te zijn, samen met haar eigen model van K9. Noot: Mickey wordt metgezel. |           |                |                                   |               |                          |
| 171    | The Girl in the Fireplace | 2.4       | 1 aflevering   | Steven Moffat                     | Euros Lyn     | 6 mei 2006               |
| 171    | De TARDIS landt in een leeg ruimteschip met daarin meerdere "ramen" naar verschillende momenten in het leven van Madame de Pompadour. De mechanische bemanning van het schip heeft haar brein namelijk nodig. |           |                |                                   |               |                          |
| 172    | Rise of the Cybermen The Age of Steel | 2.5 2.6   | 2 afleveringen | Tom MacRae                        | Graeme Harper | 13 mei 2006 20 mei 2006  |
| 172    | Door een fout landt de TARDIS in een parallel universum, waarin Pete Tyler nog leeft en Rose niet geboren is. Hier ontstaan de Cybermen op Aarde, nadat iedereen de EarPods van de Cybus Corporation draagt. Noot: vertrek van Mickey; herintroductie van de Cybermen. |           |                |                                   |               |                          |
| 173    | The Idiot's Lantern | 2.7       | 1 aflevering   | Mark Gatiss                       | Euros Lyn     | 27 mei 2006              |
| 173    | De TARDIS landt in 1953 in Londen, de dag voor de kroning van Elizabeth II. Een winkel blijkt bizar goedkope televisietoestellen te verkopen, die de gezichten en gedachten van kijkers opeten. |           |                |                                   |               |                          |
| 174    | The Impossible Planet The Satan Pit | 2.8 2.9   | 2 afleveringen | Matt Jones (and Russell T Davies) | James Strong  | 3 juni 2006 10 juni 2006 |
| 174    | Geland op een planeet die op onmogelijke wijze cirkelt rondom een zwart gat raken de Doctor en Rose de TARDIS kwijt en sluiten zich noodgedwongen aan bij een expeditie van mensen en hun dienaren, een buitenaards ras genaamd de Ood. Terwijl de expeditie het middelpunt van de planeet nadert beginnen de Ood het ontwaken van "het Beest" te voorspellen. Het Beest neemt bezit van een van de expeditieleden. Noot: introductie van de Ood.                                                                         |           |                |                                   |               |                          |
| 175    | Love & Monsters | 2.10      | 1 aflevering   | Russell T Davies                  | Dan Zeff      | 17 juni 2006             |
| 175    | Elton Pope ontmoette de Doctor als kind en vormt met anderen die van de Doctor afweten een praatgroep genaamd LINDA. Op een dag nodigt ene Victor Kennedy zichzelf bij LINDA uit en spoort hen aan de Doctor actiever te gaan zoeken. Vanaf die dag intensiveert de zoektocht, maar verdwijnen de leden van LINDA één voor één. |           |                |                                   |               |                          |
| 176    | Fear Her | 2.11      | 1 aflevering   | Matthew Graham                    | Euros Lyn     | 24 juni 2006             |
| 176    | De TARDIS landt in Londen aan de vooravond van de Olympische Zomerspelen 2012. Er blijken al een tijdje kinderen in de buurt te verdwijnen. De Doctor ontdekt dat dit komt door de 12-jarige Chloe, die op een of andere manier een vreemde macht met tekeningen heeft. |           |                |                                   |               |                          |
| 177    | Army of Ghosts Doomsday | 2.12 2.13 | 2 afleveringen | Russell T Davies                  | Graeme Harper | 1 juli 2006 8 juli 2006  |
| 177    | Terug in 2006 worden er al enkele maanden over ter wereld vreemde verschijningen gezien. De Doctor vermoedt dat dit geen spoken zijn en ontdekt dat iets het universum probeert binnen te komen via een breuk in de ruimte in het hoofdkwartier van Torchwood. De schimmen blijken de Cybermen uit het andere universum te zijn. Zij kwamen binnen in het kielzog van een schip in de leegte, dat vier speciale Daleks bevat: de Cultus van Skaro. Noot: Introductie van de Cultus van Skaro; vertrek van Rose en Jackie. |           |                |                                   |               |                          |

### Special (2006)
| Nummer | Titel | Code | Afleveringen              | Schrijver        | Regisseur | Originele uitzenddatum |
| ------ | --- | ---- | ------------------------- | ---------------- | --------- | ---------------------- |
| 178    | The Runaway Bride | 3.X  | Kerstspecial (60 minuten) | Russell T Davies | Euros Lyn | 25 december 2006       |
| 178    | Na het afscheid van Rose verschijnt er plotseling een vrouw in bruidsjurk in de TARDIS: Donna Noble. De Doctor probeert Donna terug te brengen naar haar bruiloft, maar er blijkt een groot gevaar onder de Theems te schuilen. Noot: introductie van Donna Noble. |      |                           |                  |           |                        |

### Serie 3 (2007)
De doorlopende verhaallijn in dit seizoen was de geheimzinnige invloedrijke Harold Saxon.
| Nummer | Titel | Code           | Afleveringen                        | Schrijver         | Regisseur                                       | Originele uitzenddatum                 |
| ------ | --- | -------------- | ----------------------------------- | ----------------- | ----------------------------------------------- | -------------------------------------- |
| 179    | Smith and Jones | 3.1            | 1 aflevering                        | Russell T Davies  | Charles Palmer                                  | 31 maart 2007                          |
| 179    | Arts in opleiding Martha Jones maakt mee hoe heel het ziekenhuis, met alle staf en patiënten, naar de maan wordt getransporteerd. De daders zijn de buitenaardse politiemacht de Judoon, die zeggen op zoek te zijn naar een voortvluchtige crimineel. De Doctor is echter ook in het ziekenhuis. Noot: introductie van Martha Jones en de Judoon. |                |                                     |                   |                                                 |                                        |
| 180    | The Shakespeare Code | 3.2            | 1 aflevering                        | Gareth Roberts    | Charles Palmer                                  | 7 april 2007                           |
| 180    | De Doctor reist met Martha naar 1599 om William Shakespeare te ontmoeten. Shakespeare blijkt echter onder vreemde invloed van heksachtige aliens. |                |                                     |                   |                                                 |                                        |
| 181    | Gridlock | 3.3            | 1 aflevering                        | Russell T Davies  | Richard Clark                                   | 14 april 2007                          |
| 181    | De Doctor en Martha bezoeken New New York op de Nieuwe Aarde. Na een ernstige pandemie is alleen het ondergrondse deel van de stad nog bewoond. In een poging weg te komen verkeren de bewoners in een eeuwige file. Noot: dood van The Face of Boe. |                |                                     |                   |                                                 |                                        |
| 182    | Daleks in Manhattan Evolution of the Daleks | 3.4 3.5        | 2 aflevering                        | Helen Raynor      | James Strong                                    | 21 april 2007 28 april 2007            |
| 182    | De Doctor en Martha onderzoeken verdwijningen in een Hooverville te New York in 1930. De Cultus van Skaro blijkt in New York te zijn beland en is van plan om Daleks en mensen met elkaar te kruisen. Het experiment heeft echter onverwachte gevolgen. |                |                                     |                   |                                                 |                                        |
| 183    | The Lazarus Experiment | 3.6            | 1 aflevering                        | Stephen Greenhorn | Richard Clark                                   | 5 mei 2007                             |
| 183    | Terug in 2007 demonstreert de bejaarde geleerde Richard Lazarus een machine die verjongt. De machine blijkt echter onverwachte bijwerkingen te hebben, waardoor Lazarus in een monster verandert. |                |                                     |                   |                                                 |                                        |
| 184    | 42 | 3.7            | 1 aflevering                        | Chris Chibnall    | Graeme Harper                                   | 19 mei 2007                            |
| 184    | De TARDIS landt op een ruimteschip dat in 42 minuten tijd op een ster zal inslaan. De Doctor ontdekt dat dit veroorzaakt wordt omdat het schip een deel van de ster als brandstof gebruikte. De ster is namelijk een levend wezen. |                |                                     |                   |                                                 |                                        |
| 185    | Human Nature The Family of Blood | 3.8 3.9        | 2 afleveringen                      | Paul Cornell      | Charles Palmer                                  | 26 mei 2007 2 juni 2007                |
| 185    | Om te ontsnappen aan de Familie van Bloed heeft de Doctor zichzelf in een mens verandert. Als John Smith woont en werkt hij op een Engelse kostschool in 1913 zonder te weten wie hij werkelijk is. De Familie is de Doctor echter op het spoor. |                |                                     |                   |                                                 |                                        |
| 186    | Blink | 3.10           | 1 aflevering                        | Steven Moffat     | Hettie MacDonald                                | 9 juni 2007                            |
| 186    | Ene Sally Sparrow onderzoekt een ogenschijnlijk verlaten huis en ontdekt een bericht voor haar onder het decennia oude behang. Vervolgens krijgt ze een brief van haar verdwenen vriendin Kathy, die zegt twintig jaar geleden als oude vrouw gestorven te zijn. Samen met Kathy's broer Larry ontdekt ze geheimzinnige videoboodschappen van de Doctor, verstopt in dvd's. Hij spoort haar aan zijn TARDIS te zoeken en uit te kijken voor de "schreiende engelen". Noot: introductie van de Weeping Angels. |                |                                     |                   |                                                 |                                        |
| 187    | Utopia The Sound of Drums Last of the Time Lords | 3.11 3.12 3.13 | 3 afleveringen (3.13 is 52 minuten) | Russell T Davies  | Graeme Harper (3.11) Colin Teague (3.12 & 3.13) | 16 juni 2007 23 juni 2007 30 juni 2007 |
| 187    | Als de Doctor de TARDIS bijtankt in Cardiff, probeert Captain Jack zich weer bij hem aan te sluiten. De TARDIS landt per ongeluk biljoenen jaren in de toekomst, naar het einde van het heelal. Hier ontmoeten ze ene Professor Yana, die werkt aan het Utopia-project om de laatste mensen in veiligheid te brengen. Als Martha merkt dat Yana eenzelfde zakhorloge draagt als de Doctor in zijn tijd als John Smith had, opent Yana het horloge en blijkt ook een Time Lord te zijn. Het is niemand minder dan de Master. Terug op Aarde in 2007 blijkt Harold Saxon de geregenereerde Master te zijn, die nu premier van het Verenigd Koninkrijk geworden is en niets goeds met de Aarde voorheeft. Noot: vertrek van Martha; enige optreden van Derek Jacobi als de Master en eerste optreden van John Simm in de rol. |                |                                     |                   |                                                 |                                        |

### Specials (2007)
| Nummer | Titel | Code | Afleveringen                         | Schrijver        | Regisseur     | Originele uitzenddatum |
| ------ | --- | ---- | ------------------------------------ | ---------------- | ------------- | ---------------------- |
| —      | Time Crash | CIN2 | Children in Need-special (8 minuten) | Steven Moffat    | Graeme Harper | 16 november 2007       |
| —      | De TARDIS's van de Vijfde en de Tiende Doctor botsen op elkaar, waardoor er een zwart gat dreigt te ontstaan. |      |                                      |                  |               |                        |
| 188    | Voyage of the Damned | 4.X  | Kerstspecial (72 minuten)            | Russell T Davies | James Strong  | 25 december 2007       |
| 188    | De Doctor stuit op een ruimte-cruiseschip dat een replica is van de Titanic. Door sabotage dreigt het schip echter op Londen neer te storten en een enorme ramp te veroorzaken. Noot: introductie van Wilfred Mott. |      |                                      |                  |               |                        |

### Serie 4 (2008)
De doorlopende verhaallijn van deze serie was het verdwijnen van soorten en hemellichamen en de voorafschaduwing van de terugkeer van Rose Tyler.
| Nummer | Titel | Code      | Afleveringen                        | Schrijver                          | Regisseur         | Originele uitzenddatum   |
| ------ | --- | --------- | ----------------------------------- | ---------------------------------- | ----------------- | ------------------------ |
| 189    | Partners in Crime | 4.1       | 1 aflevering (50 minuten)           | Russell T Davies                   | James Strong      | 5 april 2008             |
| 189    | Wanneer de Doctor een verdacht bedrijf dat in dieetpillen handelt onderzoekt, stuit hij op zijn oude bekende Donna Noble, die al langere tijd probeert hem opnieuw te ontmoeten. Noot: Donna wordt vaste metgezel. |           |                                     |                                    |                   |                          |
| 190    | The Fires of Pompeii | 4.2       | 1 aflevering (50 minuten)           | James Moran (and Russell T Davies) | Colin Teague      | 12 april 2008            |
| 190    | De Doctor wil Donna het oude Rome laten zien, maar landt per ongeluk in Pompeï, de dag voor de Vesuvius uitbarst. Ze ontdekken dat de plaatselijke augur en een genootschap van sibillen weten dat er iets vreemds achter de uitbarsting zit. Noot: gastrol van Peter Capaldi als Lobus Caecilius. |           |                                     |                                    |                   |                          |
| 191    | Planet of the Ood | 4.3       | 1 aflevering                        | Keith Temple                       | Graeme Harper     | 19 april 2008            |
| 191    | Als de Doctor en Donna de thuiswereld van de Ood bezoeken, komen de Ood in opstand tegen hun menselijke slavenhouders. |           |                                     |                                    |                   |                          |
| 192    | The Sontaran Stratagem The Poison Sky | 4.4 4.5   | 2 afleveringen                      | Helen Raynor                       | Douglas Mackinnon | 26 april 2008 3 mei 2008 |
| 192    | Martha Jones werkt nu voor UNIT en roept de hulp van de Doctor in. Het bedrijf ATMOS verkoopt een autosysteem dat betere navigatie en vrijwel geen koolstofdioxide-uitstoot biedt. Het blijkt echter één groot plan van de Sontarans om de Aarde met een list in te nemen. Noot: herintroductie van de Sontarans. |           |                                     |                                    |                   |                          |
| 193    | The Doctor's Daughter | 4.6       | 1 aflevering                        | Stephen Greenhorn                  | Alice Troughton   | 10 mei 2008              |
| 193    | De TARDIS voert de Doctor, Martha en Donna naar de planeet Messaline, waar menselijke troepen in oorlog zijn met de visachtige Hath. De mensen genereren in recordtijd soldaten uit hun DNA. Als de Doctor voor een mens wordt aangezien, wordt er een vrouw uit het DNA van de dochter geschapen. |           |                                     |                                    |                   |                          |
| 194    | The Unicorn and the Wasp | 4.7       | 1 aflevering                        | Gareth Roberts                     | Graeme Harper     | 17 mei 2008              |
| 194    | De Doctor en Donna komen terecht op een soiree in 1926, waar Agatha Christie te gast blijkt te zijn. In de loop van de avond worden er meerdere gasten in de stijl van Christies verhalen vermoord. |           |                                     |                                    |                   |                          |
| 195    | Silence in the Library Forest of the Dead | 4.8 4.9   | 2 afleveringen                      | Steven Moffat                      | Euros Lyn         | 31 mei 2008 7 juni 2008  |
| 195    | Na een vreemde oproep op het Psychologische Papier van de Doctor gaat hij met Donna naar een toekomstige bibliotheek op planeetformaat. Hier ontmoeten ze een expeditie die komt onderzoeken waarom de Bibliotheek jaren geleden plots afgesloten is en wat er met de toenmalige bezoekers gebeurd is. Eén expeditielid, Professor River Song, blijkt de Doctor al jaren te kennen, terwijl hijzelf van niets weet. Noot: Introductie van River Song. |           |                                     |                                    |                   |                          |
| 196    | Midnight | 4.10      | 1 aflevering                        | Russell T Davies                   | Alice Troughton   | 14 juni 2008             |
| 196    | Tijdens een bezoek aan de vakantieplaneet Midnight, besluit de Doctor een tocht te maken met een shuttle. Dan komt de shuttle plotseling vast te zitten boven een onbewoonbaar landschap en neemt een vreemd, onzichtbaar wezen bezit van een van de passagiers. |           |                                     |                                    |                   |                          |
| 197    | Turn Left | 4.11      | 1 aflevering (50 minuten)           | Russell T Davies                   | Graeme Harper     | 21 juni 2008             |
| 197    | Als Donna een waarzegster bezoekt neemt een parasitaire kever bezit van haar en beleeft ze hoe haar leven gelopen zou zijn als ze de Doctor nooit ontmoet had. In dat geval was de Doctor met kerst 2006 omgekomen, waarna de Aarde door de ene ramp na de andere getroffen zou zijn. Dan staat Rose Tyler ineens voor haar. |           |                                     |                                    |                   |                          |
| 198    | The Stolen Earth Journey's End | 4.12 4.13 | 2 afleveringen (4.13 is 65 minuten) | Russell T Davies                   | Graeme Harper     | 28 juni 2008 5 juli 2008 |
| 198    | De Aarde blijkt verdwenen, met nog 26 andere planeten. De Doctor vindt de gestolen planeten terug in de Medusa-cascade. De daders blijken een nieuw Dalek-ras geschapen uit het DNA van Davros die door Dalek Caan uit de Tijdoorlog is gered. Intussen zitten UNIT, Torchwood en Sarah Jane Smith echter ook niet stil. Tevens arriveert Rose met haar moeder en Mickey uit het parallelle universum. Maar dan wordt de Doctor door een Dalek neergeschoten. Noot: herintroductie van Davros; cross-over met Torchwood en The Sarah Jane Adventures; dood van Harriet Jones; eerste regeneratie van de Doctor zonder fysieke verandering; vertrek van Donna en laatste verhaal met K9. |           |                                     |                                    |                   |                          |

### Specials (2008–2010)
Voor 2009 werd besloten geen volledige serie te maken. In plaats daarvan verschenen er enkele specials om de Tiende Doctor en showrunner Russell T. Davies uitgeleide te doen.
| Nummer | Titel | Code      | Afleveringen                                             | Schrijver                         | Regisseur     | Originele uitzenddatum          |
| ------ | --- | --------- | -------------------------------------------------------- | --------------------------------- | ------------- | ------------------------------- |
| 199    | The Next Doctor | 4.14      | Kerstspecial (60 minuten)                                | Russell T Davies                  | Andy Goddard  | 25 december 2008                |
| 199    | De Doctor landt in Victoriaans Londen en stuit tot zijn verrassing op een man die zichzelf de Doctor noemt. De overlevende Cybermen uit het parallelle universum blijken actief in Londen. |           |                                                          |                                   |               |                                 |
| 200    | Planet of the Dead | 4.15      | Paasspecial (60 minuten)                                 | Russell T Davies & Gareth Roberts | James Strong  | 11 april 2009                   |
| 200    | Meesterdievegge Lady Christina de Souza verschanst zich met haar buit in een Londense bus. De bus wordt met passagiers en al naar een woestijnplaneet verplaatst. De Doctor blijkt echter ook aan boord en heeft contact met UNIT. |           |                                                          |                                   |               |                                 |
| 201    | The Waters of Mars | 4.16      | Herfstspecial (60 minuten)                               | Russell T Davies & Phil Ford      | Graeme Harper | 15 november 2009                |
| 201    | De Doctor bezoekt de eerste Marskolonie in 2059, op de dag dat die ten onder zou moeten gaan. Er is een vreemde ziekte onder de bemanning uitgebroken. En de Doctor kan niet ingrijpen zonder de loop der geschiedenis te veranderen. |           |                                                          |                                   |               |                                 |
| 202    | The End of Time | 4.17 4.18 | Kerstspecial (60 minuten) Nieuwjaarsspecial (75 minuten) | Russell T Davies                  | Euros Lyn     | 25 december 2009 1 January 2010 |
| 202    | Wanneer de Doctor zijn einde voelt naderen, wordt de Master uit de dood opgewekt. Door een fout bezit hij oerkracht, maar ook onstilbare honger. De Doctor onderzoekt de zaak samen met Donna's grootvader Wilfred Mott, maar de Master valt in handen van zakenman Naismith. De Master saboteert Naismiths plannen, waarop alle mensen, behalve Donna en Wilfred, in de Master veranderen. Dit blijkt allemaal een groot plan van Time Lord-president Rassilon om uit de Tijdoorlog te ontsnappen, ten koste van alle tijd en ruimte. Noot: laatste verhaal met Martha, Mickey, Rose, Donna, Wilfred en Sarah Jane; herintroductie van de Time Lords; regeneratie van de Tiende Doctor naar de Elfde. |           |                                                          |                                   |               |                                 |

## Elfde Doctor
De elfde Doctor werd gespeeld door Matt Smith

### Serie 5 (2010)
De doorlopende verhaallijn ging over geheimzinnige barsten in de tijd en ruimte.
| Nummer | Titel | Code      | Afleveringen                      | Schrijver      | Regisseur          | Originele uitzenddatum    |
| ------ | --- | --------- | --------------------------------- | -------------- | ------------------ | ------------------------- |
| 203    | The Eleventh Hour | 1.1       | 1 aflevering (65 minuten)         | Steven Moffat  | Adam Smith         | 3 april 2010              |
| 203    | De pas geregenereerde Doctor ontmoet de zevenjarige Amelia Pond, die hem vraagt te kijken naar een barst in haar slaapkamermuur. Na een testvlucht in de TARDIS arriveert de Doctor twaalf jaar later en helpt de inmiddels volwassen Amy en haar vriendje Rory Williams uit te zoeken hoe het zit met de barst. Er blijkt een voortvluchtige crimineel uit de ruimte in Amy's huis te zitten. Noot: introductie van Amy en Rory. |           |                                   |                |                    |                           |
| 204    | The Beast Below | 1.2       | 1 aflevering                      | Steven Moffat  | Andrew Gunn        | 10 april 2010             |
| 204    | De Doctor neemt Amy naar de verre toekomst waarin de Britse bevolking op een schip door de ruimte reist. Ze ontdekken dat het schip in werkelijkheid wordt bestuurd door een reusachtig dier. |           |                                   |                |                    |                           |
| 205    | Victory of the Daleks | 1.3       | 1 aflevering                      | Mark Gatiss    | Andrew Gunn        | 17 april 2010             |
| 205    | Winston Churchill roept de hulp in van de Doctor bij het testen van een nieuw wapen genaamd de Ironsides. Tot de schrik van de Doctor blijken dit Daleks te zijn. |           |                                   |                |                    |                           |
| 206    | The Time of Angels Flesh and Stone | 1.4 1.5   | 2 afleveringen                    | Steven Moffat  | Adam Smith         | 24 april 2010 1 mei 2010  |
| 206    | River Song roept de hulp van de Doctor in om haar en een groep soldaten van de toekomstige kerk te helpen met het uitschakelen van de laatste Weeping Angel. Het ruimteschip blijkt echter neergestort op een planeet waar het wemelt van de Angels. |           |                                   |                |                    |                           |
| 207    | The Vampires of Venice | 1.6       | 1 aflevering (50 minuten)         | Toby Whithouse | Jonny Campbell     | 8 mei 2010                |
| 207    | De Doctor neemt Amy en Rory mee naar Venetië in 1580. Hier ontdekken ze echter dat een ras van vampierachtige wezens aan het werk is om de stad in hun toevluchtsoord te veranderen. Noot: Rory wordt metgezel; eerste verwijzing naar de Silence. |           |                                   |                |                    |                           |
| 208    | Amy's Choice | 1.7       | 1 aflevering                      | Simon Nye      | Catherine Morshead | 15 mei 2010               |
| 208    | De Doctor, Amy en Rory gaan steeds heen en weer tussen twee realiteiten. In de ene bezoekt de Doctor de getrouwde Amy en Rory in hun dorp, maar worden ze achtervolgd door bejaarden die bezeten zijn door aliens. In de andere dreigt de TARDIS neer te storten in een ijskoude ster. Een man die zich de Dream Lord noemt verschijnt en zegt dat ze moeten bepalen welke situatie echt is en welke een droom.                   |           |                                   |                |                    |                           |
| 209    | The Hungry Earth Cold Blood | 1.8 1.9   | 2 afleveringen                    | Chris Chibnall | Ashley Way         | 22 mei 2010 29 mei 2010   |
| 209    | De TARDIS landt in Wales in 2020, waar mensen ogenschijnlijk door de grond zijn opgeslokt tijdens een mijnbouwkundig onderzoek. Er blijkt een hele stad aan Siluriërs onder het terrein te leven. Noot: herintroductie van de Siluriërs; ogenschijnlijke dood van Rory. |           |                                   |                |                    |                           |
| 210    | Vincent and the Doctor | 1.10      | 1 aflevering                      | Richard Curtis | Jonny Campbell     | 5 juni 2010               |
| 210    | De Doctor en Amy menen een vreemd wezen te herkennen in het schilderij De kerk van Auvers en bezoeken Vincent van Gogh in 1890. Er blijkt inderdaad een vreemd wezen in Auvers te schuilen en alleen Van Gogh kan het zien. |           |                                   |                |                    |                           |
| 211    | The Lodger | 1.11      | 1 aflevering                      | Gareth Roberts | Catherine Morshead | 12 juni 2010              |
| 211    | Door een vreemde storing komt de Doctor alleen, zonder TARDIS, vast te zitten in Colchester. Het spoor van de storing leidt naar een appartement op een bovenverdieping, dus wordt de Doctor huisgenoot van Craig, die op de begane grond woont. Noot: introductie van Craig Owens. |           |                                   |                |                    |                           |
| 212    | The Pandorica Opens The Big Bang | 1.12 1.13 | 2 afleveringen (50 en 55 minuten) | Steven Moffat  | Toby Haynes        | 19 juni 2010 26 juni 2010 |
| 212    | River Song roept de Doctor en Amy naar het jaar 102 en toont hem een schilderij van Van Gogh waarop de TARDIS explodeert. Onder de Stonehenge ontdekken ze een Pandorica, de ultieme gevangenis. Tevens wacht hen in de tweede eeuw een Romeinse soldaat die een Auton-versie van Rory blijkt te zijn. Noot: terugkeer van Rory.                                                                                                  |           |                                   |                |                    |                           |

### Specials (2010–11)
| Nummer | Titel | Code | Afleveringen                            | Schrijver     | Regisseur      | Originele uitzenddatum |
| ------ | --- | ---- | --------------------------------------- | ------------- | -------------- | ---------------------- |
| 213    | A Christmas Carol | —    | Kerstspecial (60 minuten)               | Steven Moffat | Toby Haynes    | 25 december 2010       |
| 213    | Het ruimteschip waarop Amy en Rory hun huwelijksreis vieren dreigt neer te storten. De eenzame vrek Kazran Sardick heeft de macht om dit te voorkomen, maar weigert ook maar een vinger uit te steken. De Doctor bezoekt Sardicks verleden in de hoop hem in een aardiger mens te veranderen. |      |                                         |               |                |                        |
| —      | Space Time | —    | 2 Comic Relief-specials (elk 3 minuten) | Steven Moffat | Richard Senior | 18 maart 2011          |
| —      | Rory helpt de Doctor bij een reparatie aan de TARDIS, maar maakt een fout waardoor de TARDIS in zichzelf terechtkomt. |      |                                         |               |                |                        |

### Serie 6 (2011)
Dit seizoen bevatte een zomerstop, waardoor zes afleveringen in het voorjaar en zeven in het najaar werden uitgezonden. De doorlopende verhaallijn betrof de Church of Silence (Kerk der Stilte) en hun moordplan op de Doctor, evenals de afkomst van River Song.
| Nummer | Titel | Code    | Afleveringen              | Schrijver        | Regisseur      | Originele uitzenddatum      |
| ------ | --- | ------- | ------------------------- | ---------------- | -------------- | --------------------------- |
| 214    | The Impossible Astronaut Day of the Moon | 2.1 2.2 | 2 afleveringen            | Steven Moffat    | Toby Haynes    | 23 april 2011 30 april 2011 |
| 214    | De Doctor laat Amy, Rory en River Song naar Lake Silencio in Utah komen. Tot hun schrik wordt hij voor hun ogen gedood door een astronaut die uit het meer komt. Kort daarna staat een jongere versie van de Elfde Doctor voor hun neus, die hen meeneemt naar het Witte Huis in het jaar 1969. President Richard Nixon vraagt de Doctor te zoeken naar een klein meisje dat hem regelmatig belt en om hulp smeekt. Er blijken echter vreemde wezens in het Witte Huis rond te lopen, die je vergeet zodra je hen niet meer ziet. Noot: introductie van de Silence. |         |                           |                  |                |                             |
| 215    | The Curse of the Black Spot | 2.9     | 1 aflevering              | Stephen Thompson | Jeremy Webb    | 7 mei 2011                  |
| 215    | De Doctor en zijn metgezellen landen op het schip van Henry Every, dat midden op zee vastzit. Iedereen die een wond oploopt valt onvermijdelijk ten prooi aan een geheimzinnige Sirene. |         |                           |                  |                |                             |
| 216    | The Doctor's Wife | 2.3     | 1 aflevering              | Neil Gaiman      | Richard Clark  | 14 mei 2011                 |
| 216    | De Doctor pikt een signaal op van een andere Time Lord. Het blijkt een valstrik van de levende asteroïde House, die zich voedt met Time Lords en hun TARDIS's. De persoonlijkheid van de Doctors TARDIS komt in het hoofd van een vrouw genaamd Idris terecht. |         |                           |                  |                |                             |
| 217    | The Rebel Flesh The Almost People | 2.5 2.6 | 2 afleveringen            | Matthew Graham   | Julian Simpson | 21 mei 2011 28 mei 2011     |
| 217    | De TARDIS landt in de 22e eeuw bij een centrale die wordt bemand door "Gangers": tijdelijke dubbelgangers gecreëerd uit een kunststof. Door een zonnestorm ontstaat er kortsluiting en worden de Gangers zelfbewust en komen in opstand. Ook wordt er een Ganger van de Doctor gecreëerd. |         |                           |                  |                |                             |
| 218    | A Good Man Goes To War | 2.7     | 1 aflevering (50 minuten) | Steven Moffat    | Peter Hoar     | 4 juni 2011                 |
| 218    | De Doctor verzamelt bondgenoten om zich heen om de basis aan te vallen waar de Church of Silence onder leiding van Madame Kovarian Amy en haar baby Melody gevangenhoudt. Het blijkt echter een list te zijn. Noot: introductie van de Paternoster Gang, bestaande uit Madame Vestra, Jenny Flint en Strax. |         |                           |                  |                |                             |
| 219    | Let's Kill Hitler | 2.8     | 1 aflevering (50 minuten) | Steven Moffat    | Richard Senior | 27 augustus 2011            |
| 219    | Amy's losbandige vriendin Mels kaapt de TARDIS en dwingt de Doctor te landen in 1938 in het kantoor van Adolf Hitler. Als Mels wordt neergeschoten regenereert ze en verandert in River Song. |         |                           |                  |                |                             |
| 220    | Night Terrors | 2.4     | 1 aflevering              | Mark Gatiss      | Richard Clark  | 3 september 2011            |
| 220    | De Doctor en zijn metgezellen bezoeken een jongen genaamd Alex die overal bang voor is. Het meest bang is hij voor zijn kast, waar zingende poppen uit komen. |         |                           |                  |                |                             |
| 221    | The Girl Who Waited | 2.10    | 1 aflevering              | Tom MacRae       | Nick Hurran    | 10 september 2011           |
| 221    | Als de TARDIS landt op Apalapucia blijkt de planeet in quarantaine en komt Amy per ongeluk in een kamer terecht waarin de tijd sneller voor je loopt. Als de Doctor en Rory haar terugvinden, blijkt ze 36 jaar ouder geworden. |         |                           |                  |                |                             |
| 222    | The God Complex | 2.11    | 1 aflevering (50 minuten) | Toby Whithouse   | Nick Hurran    | 17 september 2011           |
| 222    | De TARDIS landt in een buitenaards gebouw dat eruitziet als een hotel. Een groep personen is op een of andere manier in het hotel terechtgekomen en dreigt ten prooi te vallen aan een Minotaurus-achtig wezen dat zich voedt met geloof. |         |                           |                  |                |                             |
| 223    | Closing Time | 2.12    | 1 aflevering              | Gareth Roberts   | Steve Hughes   | 24 september 2011           |
| 223    | De Doctor reist nu al 200 jaar zonder Amy en Rory en bezoekt Craig Owens nogmaals. In een nabij warenhuis ontdekt de Doctor een toegang tot een ruimteschip van de Cybermen. |         |                           |                  |                |                             |
| 224    | The Wedding of River Song | 2.13    | 1 aflevering              | Steven Moffat    | Jeremy Webb    | 1 oktober 2011              |
| 224    | De astronaut die de Doctor in Utah doodt blijkt River te zijn. Als River echter weigert te schieten ontstaat er een paradox waardoor alle tijd tegelijk gaat plaatsvinden. De tijdlijn kan hersteld worden als de Doctor en River elkaar aanraken. Bovendien heeft de Doctor een stok achter de deur. Noot: in dit verhaal blijkt brigadier Lethbridge-Stewart overleden. |         |                           |                  |                |                             |

### Specials (2011–12)
| Nummer | Titel | Code | Afleveringen              | Schrijver                      | Regisseur        | Originele uitzenddatum                                          |
| ------ | --- | ---- | ------------------------- | ------------------------------ | ---------------- | --------------------------------------------------------------- |
| 225    | The Doctor, the Widow and the Wardrobe | —    | Kerstspecial (60 minuten) | Steven Moffat                  | Farren Blackburn | 25 december 2011                                                |
| 225    | De Doctor stort neer in 1938 en wordt door Madge Arwell terug naar zijn TARDIS geholpen. Drie jaar later verrast de Doctor Madge en haar kinderen als beheerder van hun vakantiehuis. Een van de kerstcadeautjes blijkt echter een portaal naar een andere planeet te zijn. |      |                           |                                |                  |                                                                 |
| —      | Good as Gold | —    | mini-afleveringen         | Kinderen van de Ashdene-school | Saul Metzstein   | 24 mei 2012                                                     |
| —      | Amy herinnert de Doctor er aan om zo nu en dan op avontuur te gaan. De Doctor stemt daarmee in en zet de TARDIS op standje "Avontuurlijk" maar daardoor ontstaan er storingen. Het schip belandt tijdens de fakkelestafette van het olympisch vuur voor de Spelen in Londen in 2012. Een gepanikeerde loper stapt de TARDIS binnen en beweert achtervolgd te worden. Een Weeping Angel achtervolgt hem de TARDIS in. Met de sonische schroevendraaier vernietigt de Doctor de Angel. Opgelucht kan de fakkeldrager zĳn missie vervolgen maar daarvoor beloont hĳ de Doctor eerst met een gouden medaille. |      |                           |                                |                  |                                                                 |
| —      | Pond Life | —    | 5 mini-afleveringen       | Chris Chibnall                 | Saul Metzstein   | 27–31 augustus 2012 (Webcast) 1 september 2012 (BBC Red Button) |
| —      | Amy en Rory proberen een normaal leven te leiden, maar dat wordt regelmatig verstoord door de escapades van de Doctor. |      |                           |                                |                  |                                                                 |

### Serie 7 deel 1 (2012–13)
Deze serie werd om budgettaire redenen opgesplitst over twee kalenderjaren. De eerste vijf afleveringen werden in het najaar van 2012 uitgezonden. De doorlopende verhaallijn was het leven van Amy en Rory met en zonder de Doctor.
| Nummer | Titel | Code | Afleveringen              | Schrijver      | Regisseur         | Originele uitzenddatum |
| ------ | --- | ---- | ------------------------- | -------------- | ----------------- | ---------------------- |
| 226    | Asylum of the Daleks |      | 1 aflevering (50 minuten) | Steven Moffat  | Nick Hurran       | 1 september 2012       |
| 226    | Het Dalek-parlement ontvoert de Doctor, Amy en Rory en vragen de Doctor om de planeet die als asiel voor afwijkende Daleks dient te vernietigen. Er is namelijk een vrouw neergestort genaamd Oswin Oswald, die de Daleks te veel problemen bezorgt. Noot: Eerste rol voor Jenna Coleman. |      |                           |                |                   |                        |
| 227    | Dinosaurs on a Spaceship |      | 1 aflevering              | Chris Chibnall | Saul Metzstein    | 8 september 2012       |
| 227    | De Doctor probeert een Silurisch ruimteschip vol dinosauriërs te redden. De Doctor neemt behalve Amy en Rory ook Nefertiti en grootwildjager John Riddell mee. Ook Rory's vader Brian komt per ongeluk aan boord. Noot: introductie van Brian Williams. |      |                           |                |                   |                        |
| 228    | A Town Called Mercy |      | 1 aflevering              | Toby Whithouse | Saul Metzstein    | 15 september 2012      |
| 228    | De TARDIS landt bij een nederzetting in het Wilde Westen. Een cyborg-scherpschutter maakt het onmogelijk de nederzetting te verlaten zolang de man die hij zoekt niet aan hem wordt uitgeleverd. |      |                           |                |                   |                        |
| 229    | The Power of Three |      | 1 aflevering              | Chris Chibnall | Douglas Mackinnon | 22 september 2012      |
| 229    | Overal op Aarde verschijnen zwarte kubussen, die echter ogenschijnlijk niets doen, zodat de Doctor de zaak overlaat aan UNIT, nu onder leiding van Kate Stewart, de dochter van wijlen brigadier Lethbridge-Stewart. Pas na een jaar blijkt dat de kubussen wel degelijk gevaarlijk zijn. Noot: introductie van Kate Stewart; laatste verhaal met Brian Williams. |      |                           |                |                   |                        |
| 230    | The Angels Take Manhattan |      | 1 aflevering              | Steven Moffat  | Nick Hurran       | 29 september 2012      |
| 230    | Als Rory in New York koffie gaat halen en verdwijnt, leiden Amy en de Doctor uit een boek af dat hij in 1938 is terechtgekomen. De Weeping Angels blijken hier een huis te gebruiken om hun slachtoffers in vast te houden. In de poging om Rory te redden stuitten ze op een oude stervende bejaarde man die blijkt Rory over 80 jaar te zĳn. Nu ze weten hoe het einde van Rory's leven er uitziet en wat de Weeping Angels in dat huis doen, proberen ze de Weeping Angels te ontkomen maar tevergeefs. Wanneer ze denken te zĳn ontsnapt aan de Angels wordt Rory opnieuw gegrepen en teruggestuurd naar 1938. Aan zĳn lot valt niet meer te ontkomen. Dat kan Amy niet verdragen en besluit afscheid te nemen van de Doctor en haar dochter River, en laat zich ook grijpen door de Weeping Angels zodat zĳ en haar man Rory samen een leven opbouwen vanaf 1938. Noot: laatste verhaal met Amy en Rory. Het originele verhaal bevatte nog een laatste scène waarin Brian Williams er achterkomt dat zĳn zoon en schoondochter vastzitten in het verleden. Amy en Rory hebben toch nog een kind kunnen krijgen genaamd Anthony die in 2012 een brief van zĳn vader aan zĳn opa Brian bezorgt. Echter is deze scène nooit verfilmd maar is deze wel online gepubliceerd met de storyboardbeelden en gedeeltelijke voice-over. |      |                           |                |                   |                        |

### Special (2012)
| Nummer | Titel | Code | Afleveringen              | Schrijver     | Regisseur      | Originele uitzenddatum |
| ------ | --- | ---- | ------------------------- | ------------- | -------------- | ---------------------- |
| 231    | The Snowmen |      | Kerstspecial (60 minuten) | Steven Moffat | Saul Metzstein | 25 december 2012       |
| 231    | Gebroken over het verlies van zijn vrienden waart de Doctor rond in Victoriaans Londen. Dan komt hij met de Paternoster Gang een gevaarlijk soort intelligente sneeuw op het spoor. Ook ontmoet hij een jongedame genaamd Clara Oswald, die een vreemde overeenkomst vertoont met de vrouw uit het Dalek-asiel. Noot: herintroductie van de Great Intelligence. |      |                           |               |                |                        |

### Serie 7 deel 2 (2013)
De overige acht afleveringen van serie 7 werden in het voorjaar van 2013 uitgezonden. De doorlopende verhaallijn was de vreemde herkomst van de "onmogelijke" Clara Oswald.
| Nummer | Titel | Code | Afleveringen | Schrijver        | Regisseur          | Originele uitzenddatum |
| ------ | --- | ---- | ------------ | ---------------- | ------------------ | ---------------------- |
| 232    | The Bells of Saint John |      | 1 aflevering | Steven Moffat    | Colm McCarthy      | 30 maart 2013          |
| 232    | De Doctor wordt tot zijn verbazing gecontacteerd door een 21e-eeuwse versie van Clara Oswald. Er lijkt in haar tijd iets heel verontrustends aan de hand met de Wi-Fi. Noot: introductie van de echte Clara Oswald. |      |              |                  |                    |                        |
| 233    | The Rings of Akhaten |      | 1 aflevering | Neil Cross       | Farren Blackburn   | 6 april 2013           |
| 233    | De Doctor neemt Clara mee naar de ringen van de planeet Akhaten, waar een festival plaatsvindt. Hierbij blijkt er echter een kind aan de "oude god" geofferd te worden. |      |              |                  |                    |                        |
| 234    | Cold War |      | 1 aflevering | Mark Gatiss      | Douglas Mackinnon  | 13 april 2013          |
| 234    | De TARDIS landt in een Russische onderzeeër in 1983. Aan boord is de grootmaarschalk van de Ice Warriors aan het ontdooien. Noot: herintroductie van de Ice Warriors. |      |              |                  |                    |                        |
| 235    | Hide |      | 1 aflevering | Neil Cross       | Jamie Payne        | 20 april 2013          |
| 235    | De Doctor bezoeken een huis in 1974 waar twee geleerden proberen aan te tonen of het er werkelijk spookt. De Doctor ontdekt dat het in werkelijkheid een roep om hulp is uit een andere dimensie. |      |              |                  |                    |                        |
| 236    | Journey to the Centre of the TARDIS |      | 1 aflevering | Stephen Thompson | Mat King           | 27 april 2013          |
| 236    | Als drie broers de TARDIS als wrak kapen, valt Clara de diepte van de TARDIS in. De Doctor dwingt de broers om hem te helpen zoeken naar Clara. |      |              |                  |                    |                        |
| 237    | The Crimson Horror |      | 1 aflevering | Mark Gatiss      | Saul Metzstein     | 4 mei 2013             |
| 237    | De Paternoster Gang onderzoekt vreemde, roodgekleurde lijken en ontdekt dat ook Clara en de Doctor ten prooi zijn gevallen aan dit vreemde fenomeen. |      |              |                  |                    |                        |
| 238    | Nightmare in Silver |      | 1 aflevering | Neil Gaiman      | Stephen Woolfenden | 11 mei 2013            |
| 238    | De Doctor neemt Clara en haar oppaskinderen naar een pretpark in de verre toekomst. Het blijkt echter verlaten sinds de Cyber-oorlogen. De Cybermen blijken echter nog steeds in leven en de Cyberplanner probeert het lichaam van de Doctor over te nemen. |      |              |                  |                    |                        |
| 239    | The Name of the Doctor |      | 1 aflevering | Steven Moffat    | Saul Metzstein     | 18 mei 2013            |
| 239    | De Paternoster Gang maakt telepathisch contact met Clara en River Song, met het bericht dat het graf van de Doctor is ontdekt, waarna het drietal wordt ontvoerd naar Trenzalore. Op Trenzalore, bij het graf van de Doctor, worden de Doctor en zijn metgezellen opgewacht door de Great Intelligence, die via het graf toegang krijgt tot de hele tijdlijn van de Doctor. Clara besluit hetzelfde te doen om de Doctor te redden. Noot: laatste verhaal met de Great Intelligence; introductie van de War Doctor, gespeeld door John Hurt. |      |              |                  |                    |                        |

### Specials (2013)
Behalve de kerstspecial verscheen er in 2013 nog een extra special om het gouden jubileum van de show te vieren. Deze werd ook in 3D in bioscopen vertoond. In de kerstspecial van dat jaar kwamen alle doorlopende verhaallijnen van de Elfde Doctor samen.
| Nummer | Titel | Code | Afleveringen                          | Schrijver     | Regisseur   | Originele uitzenddatum |
| ------ | --- | ---- | ------------------------------------- | ------------- | ----------- | ---------------------- |
| 240    | The Day of the Doctor |      | special 50-jarig bestaan (75 minuten) | Steven Moffat | Nick Hurran | 23 november 2013       |
| 240    | De Elfde Doctor en Clara worden door UNIT gevraagd om een driedimensionaal schilderij uit Gallifrey te bekijken. Op de laatste dag van de Tijdoorlog staat de War Doctor op het punt Gallifrey te vernietigen met een zelfbewust superwapen. Het wapen neemt de gedaante aan van Rose Tyler en opent een portaal naar de Elfde Doctor en naar de Tiende Doctor die bezig is Elizabeth I van Zygons te redden. Met zijn drieën ontkomen de Doctors uit de 16e-eeuwse Tower en redden UNIT in 2013 van de Zygons. Dit overtuigt de Tiende en Elfde Doctor ervan de War Doctor niet langer te haten, maar hem zelfs te helpen met wat hij van plan is. Maar Clara komt op het idee om Gallifrey te redden, samen met alle eerdere Doctors. Noot: herintroductie van de Zygons; gastrol voor Tom Baker als de Curator; cameo van de Twaalfde Doctor. |      |                                       |               |             |                        |
| 241    | The Time of the Doctor |      | Kerstspecial (60 minuten)             | Steven Moffat | Jamie Payne | 25 december 2013       |
| 241    | De Doctor en Clara ontdekken dat het dorp Christmas op de planeet Trenzalore belegerd wordt door vele oude vijanden van de Doctor. Er wordt daar namelijk vanuit een barst in de tijd een boodschap uit verzonden die de Eerste Vraag stelt: "Doctor who?" De boodschap is afkomstig van de Time Lords, die zullen terugkeren zodra het antwoord, de naam van de Doctor, gegeven wordt. Terwijl Clara met de TARDIS op en neer reist gaan er op Trenzalore eeuwen voorbij waarin de Doctor het dorp beschermt, tot hij op het randje van de dood is. De Doctor kan immers niet meer regenereren. Noot: regeneratie van de Elfde naar de Twaalfde Doctor. |      |                                       |               |             |                        |

## Twaalfde Doctor
De twaalfde doctor wordt gespeeld door Peter Capaldi.

### Serie 8 (2014)
Vanaf serie 8 werden er twaalf afleveringen per serie gemaakt. De eerste en laatste van serie 8 waren echter iets langer dan de rest. De doorlopende verhaallijn van serie 8 was de geheimzinnige Missy die de doden schijnbaar ontvangt in het hiernamaals.
| Nummer | Titel | Code | Afleveringen                | Schrijver                         | Regisseur         | Originele uitzenddatum          |
| ------ | --- | ---- | --------------------------- | --------------------------------- | ----------------- | ------------------------------- |
| 242    | Deep Breath |      | 1 aflevering (75 minuten)   | Steven Moffat                     | Ben Wheatley      | 23 augustus 2014                |
| 242    | Terwijl de Doctor herstelt van zijn regeneratie onderzoeken Clara en de Paternoster Gang een golf van spontane menselijke zelfontbrandingen. Noot: introductie van Michelle Gomez als Missy; laatste verhaal met de Paternoster Gang. |      |                             |                                   |                   |                                 |
| 243    | Into the Dalek |      | 1 aflevering                | Phil Ford en Steven Moffat        | Ben Wheatley      | 30 augustus 2014                |
| 243    | De Doctor en Clara onderzoeken een ogenschijnlijk goedaardige Dalek, een zaak die volgens de Doctor onmogelijk is. Noot: introductie van Danny Pink. |      |                             |                                   |                   |                                 |
| 244    | Robot of Sherwood |      | 1 aflevering                | Mark Gatiss                       | Paul Murphy       | 6 september 2014                |
| 244    | De Doctor doet Robin Hood af als een legende, maar dan treffen hij en Clara toch werkelijk Robin Hood en de Sheriff van Nottingham aan in Sherwood Forest. |      |                             |                                   |                   |                                 |
| 245    | Listen |      | 1 aflevering                | Steven Moffat                     | Douglas Mackinnon | 13 september 2014               |
| 245    | Terwijl Clara's afspraakje met Danny in het honderd loopt, is de Doctor ervan overtuigt dat er een wezen bestaat dat zich altijd precies buiten het zicht ophoudt. In de zoektocht belandt de TARDIS aan het einde van het universum. |      |                             |                                   |                   |                                 |
| 246    | Time Heist |      | 1 aflevering                | Stephen Thompson en Steven Moffat | Douglas Mackinnon | 20 september 2014               |
| 246    | De Doctor, Clara en twee andere mensen worden met geheugenverlies wakker en ontdekken dat ze de opdracht hebben aangenomen om de Bank van Karabraxos te beroven. |      |                             |                                   |                   |                                 |
| 247    | The Caretaker |      | 1 aflevering                | Gareth Roberts en Steven Moffat   | Paul Murphy       | 27 september 2014               |
| 247    | Tot ergernis van Clara mengt de Doctor zich in haar normale leven als hij undercover gaat en een baan als conciërge neemt op Coal Hill School. De Doctor heeft hier echter goede redenen voor. |      |                             |                                   |                   |                                 |
| 248    | Kill the Moon |      | 1 aflevering                | Peter Harness                     | Paul Wilmshurst   | 4 oktober 2014                  |
| 248    | De Doctor brengt Clara en haar opstandige leerlinge Courtney mee naar de maan in 2049. Daar treffen ze een zelfmoordmissie aan met de opdracht de maan te vernietigen. Als de Doctor ontdekt dat maan een levend wezen is, stelt hij de mensen voor een extreem dilemma. |      |                             |                                   |                   |                                 |
| 249    | Mummy on the Orient Express |      | 1 aflevering                | Jamie Mathieson                   | Paul Wilmshurst   | 11 oktober 2014                 |
| 249    | De Doctor en Clara gaan op reis in een replica van de Oriënt-Express die door de ruimte reist. Er blijken echter passagiers te woorden vermoord door een mummie-achtig wezen, dat alleen door de slachtoffers gezien wordt. |      |                             |                                   |                   |                                 |
| 250    | Flatline |      | 1 aflevering                | Jamie Mathieson                   | Douglas Mackinnon | 18 oktober 2014                 |
| 250    | De buitenkant van de TARDIS krimpt tot zakformaat, zodat de Doctor er niet uit kan. Het is aan Clara om meerdere verdwijningen in Bristol te onderzoeken. De verdwijningen lijken in verband te staan met vreemde graffiti. |      |                             |                                   |                   |                                 |
| 251    | In the Forest of the Night |      | 1 aflevering                | Frank Cottrell Bryce              | Sheree Folkson    | 25 oktober 2014                 |
| 251    | Als Danny en Clara een schoolexcursie leiden, wordt de hele Aarde abrupt overwoekerd door een enorm woud. Via één leerling komt de Doctor erachter dat het met een naderende ramp te maken heeft. |      |                             |                                   |                   |                                 |
| 252    | Dark Water Death in Heaven |      | 2 afleveringen (60 minuten) | Steven Moffat                     | Rachel Talalay    | 1 november 2014 8 november 2014 |
| 252    | Als Danny verongelukt, haalt Clara de Doctor over om af te reizen naar een instituut dat de doden zou herbergen. Een dame die zich Missy noemt, blijkt hier echter bezig om alle doden in Cybermen te veranderen. Met behulp van UNIT probeert de Doctor een nieuwe Cybermen-invasie te stoppen. Dan vertelt Missy wie ze werkelijk is: de Master. Noot: laatste verhaal met Danny Pink. |      |                             |                                   |                   |                                 |

### Special (2014)
| Nummer | Titel | Code | Afleveringen              | Schrijver     | Regisseur       | Originele uitzenddatum |
| ------ | --- | ---- | ------------------------- | ------------- | --------------- | ---------------------- |
| 253    | Last Christmas |      | Kerstspecial (60 minuten) | Steven Moffat | Paul Wilmshurst | 25 december 2014       |
| 253    | De Doctor en Clara worden tot hun verrassing allebei daadwerkelijk bezocht door de Kerstman. De Doctor ruikt onraad en reist met Clara naar een basis op de Noordpool, waar iedereen blijkt overgenomen droomkrabben. Al snel is het niet meer te zeggen wat droom is en wat werkelijkheid. |      |                           |               |                 |                        |

### Serie 9 (2015)
Deze serie was opnieuw 12 afleveringen, maar telde vooral tweedelige verhalen en één drieluik. De doorlopende verhaallijn ging over de voorspelling over een vreemde kruising tussen twee krijgerrassen van onbekende origine.
| Nummer | Titel | Code | Afleveringen   | Schrijver                                          | Regisseur                        | Originele uitzenddatum                            |
| ------ | --- | ---- | -------------- | -------------------------------------------------- | -------------------------------- | ------------------------------------------------- |
| 254    | The Magician's Apprentice The Witch's Familiar |      | 2 afleveringen | Steven Moffat                                      | Hettie MacDonald                 | 19 september 2015 26 september 2015               |
| 254    | Missy onthuld het testament van de Doctor te hebben ontvangen en gaat hem met Clara zoeken. Als ze hem vinden worden ze met hem naar het herbouwde Skaro gebracht. Davros blijkt stervende en het is zijn laatste wens de Doctor nog eens te zien. |      |                |                                                    |                                  |                                                   |
| 255    | Under The Lake Before The Flood |      | 2 afleveringen | Toby Whithouse                                     | Daniel O'Hara                    | 3 oktober 2015 15 oktober 2015                    |
| 255    | De TARDIS landt in een basis onder een Schots meer in 2119. 's Nachts verschijnen er ogenschijnlijk spoken van gedode bemanningsleden in de basis. De Doctor ontdekt dat de spoken coördinaten proberen te geven en reist naar 1980 om uit te zoeken wat er op deze plek gebeurde voor het meer ontstond. Dan ziet Clara in 2119 de Doctor ook als spook verschijnen. |      |                |                                                    |                                  |                                                   |
| 256    | The Girl Who Died The Woman Who Lived |      | 2 afleveringen | Jamie Mathieson & Steven Moffat Catherine Tregenna | Ed Bazalgette                    | 17 oktober 2015 24 oktober 2015                   |
| 256    | De Doctor en Clara belanden in een Viking-dorp, waar alle krijgers echter abrupt verdwijnen na een verschijning van Odin, in werkelijkheid de leider van een buitenaardse aanval. De overgebleven dorpelingen besluiten terug te vechten met behulp van de Doctor. Als de Doctor het leven van de jonge Ashildr redt, heeft dit echter de consequentie dat ze onsterfelijk wordt. De Doctor ontmoet haar opnieuw in 1651, waarin ze onder de naam Me samenwerkt met een buitenaards wezen om van de Aarde weg te komen. Noot: introductie van Ashildr, alias Me. |      |                |                                                    |                                  |                                                   |
| 257    | The Zygon Invasion The Zygon Inversion |      | 2 afleveringen | Peter Harness Peter Harness & Steven Moffat        | Daniel Nettheim                  | 31 oktober 2015 7 november 2015                   |
| 257    | Het vredesverdrag tussen de mensheid en de Zygons loopt mis als een groep radicale Zygons op geweld overgaat. De zaak tussen UNIT en de Zygons dreigt volledig te escaleren. |      |                |                                                    |                                  |                                                   |
| 258    | Sleep No More |      | 1 aflevering   | Mark Gatiss                                        | Justin Molotnikov                | 14 november 2015                                  |
| 258    | Een reddingsteam landt op een ogenschijnlijk verlaten ruimtestation in de 38e eeuw en treft hier de Doctor en Clara aan. Het blijkt dat op het station is geëxperimenteerd met cocons die de slaaptijd verkorten, maar het slaapzand in de ogen doen muteren tot levensgevaarlijke Zandmannen. |      |                |                                                    |                                  |                                                   |
| 259    | Face The Raven Heaven Sent Hell Bent |      | 3 afleveringen | Sarah Dollard Steven Moffat                        | Justin Molotnikov Rachel Talalay | 21 november 2015 28 november 2015 5 december 2015 |
| 259    | Me blijkt in de moderne tijd hoofd geworden van een onzichtbare straat die buitenaardse vluchtelingen herbergt. Wanneer Clara een doodvonnis uit de straat overneemt, blijkt dit een gruwelijke misrekening. De Doctor wordt naar een leeg kasteel geteleporteerd, waar zijn enige gezelschap een onbekend wezen is dat op hem jaagt en alleen aflaat als hij iets opbiecht. Naarmate de tijd verstrekt ontdekt de Doctor dat hij al duizenden, zo niet miljoenen keren in het kasteel is geweest en komt hij steeds een beetje dichter bij de manier om te ontsnappen. Als hij uiteindelijk ontsnapt staat hij plots op Gallifrey, vastbesloten om de regering van Rassilon af te zetten en Clara's dood ongedaan te maken. Noot: laatste verhaal met Clara, Me en Rassilon. |      |                |                                                    |                                  |                                                   |

### Special (2015)
| Nummer | Titel | Code | Afleveringen              | Schrijver     | Regisseur         | Originele uitzenddatum |
| ------ | --- | ---- | ------------------------- | ------------- | ----------------- | ---------------------- |
| 260    | The Husbands Of River Song |      | Kerstspecial (60 minuten) | Steven Moffat | Douglas Mackinnon | 25 december 2015       |
| 260    | Op Mendorax Dellora loopt de Doctor River Song tegen het lijf, die hem echter niet herkent en getrouwd blijkt met een cyborg, koning Hydroflax. River is in werkelijkheid uit op het hoofd van Hydroflax, waar een diamant in verborgen zit. Noot: laatste verhaal met River Song; introductie van Nardole. |      |                           |               |                   |                        |

### Special (2016)
In 2016 werd geen nieuwe serie uitgezonden en verscheen er alleen een kerstspecial.
| Nummer | Titel | Code | Afleveringen              | Schrijver     | Regisseur     | Originele uitzenddatum |
| ------ | --- | ---- | ------------------------- | ------------- | ------------- | ---------------------- |
| 261    | The Return Of Doctor Mysterio |      | Kerstspecial (60 minuten) | Steven Moffat | Ed Bazalgette | 25 december 2016       |
| 261    | De Doctor ontmoet een jongetje genaamd Grant Gordon in New York en geeft hem per ongeluk superkrachten. Jaren later opereert Grant in New York als de superheld Ghost en ontmoet de Doctor en Nardole opnieuw als zij een bedrijf onderzoeken dat buitenaardse breinen in menselijke lichamen plaatst. |      |                           |               |               |                        |

### Serie 10 (2017)
De doorlopende verhaallijn van dit seizoen was de eed van de Doctor om de inhoud van een geheimzinnige kluis duizend jaar te bewaken. Uiteindelijk blijkt dit te gaan om Missy, in de hoop haar in een beter persoon te veranderen.
| Nummer | Titel | Code | Afleveringen   | Schrijver                     | Regisseur       | Originele uitzenddatum   |
| ------ | --- | ---- | -------------- | ----------------------------- | --------------- | ------------------------ |
| 262    | The Pilot |      | 1 aflevering   | Steven Moffat                 | Lawrence Gough  | 15 april 2017            |
| 262    | Bill Potts wordt de student van de Doctor, die als hoogleraar aan een universiteit werkt met Nardole als assistent. Dan ontdekken Bill en haar vriendin Heather een vreemde plas op straat. Noot: introductie van Bill Potts. |      |                |                               |                 |                          |
| 263    | Smile |      | 1 aflevering   | Frank Cotrell-Boyce           | Lawrence Gough  | 22 april 2017            |
| 263    | De Doctor en Bill bezoeken een mensenkolonie in de toekomst, maar tot hun verrassing ontbreken de mensen en zijn er alleen robots te vinden. |      |                |                               |                 |                          |
| 264    | Thin Ice |      | 1 aflevering   | Sarah Dollard                 | Bill Anderson   | 29 april 2017            |
| 264    | De TARDIS landt in 1814 op de bevroren Theems waar een kermis gehouden wordt. Er blijkt echter een enorm wezen onder het ijs gevangen te zitten. |      |                |                               |                 |                          |
| 265    | Knock Knock |      | 1 aflevering   | Mike Bartlett                 | Bill Anderson   | 6 mei 2017               |
| 265    | Bill trekt met vijf medestudenten in een vreemd oud huis. Als meerdere van Bills huisgenoten verdwijnen, krijgt de Doctor steeds meer het idee dat het huis dit zelf doet. |      |                |                               |                 |                          |
| 266    | Oxygen |      | 1 aflevering   | Jamie Mathieson               | Charles Palmer  | 13 mei 2017              |
| 266    | De Doctor, Bill en Nardole komen terecht in een ruimtestation waar de bemanningsleden door hun eigen intelligente ruimtepakken worden gedood. |      |                |                               |                 |                          |
| 267    | Extremis |      | 1 aflevering   | Steven Moffat                 | Daniel Nettheim | 20 mei 2017              |
| 267    | De paus vertelt de Doctor van een tekst die Veritas heet. Iedereen die hem las, pleegde zelfmoord. In het Vaticaan ontdekken de Doctor en zijn metgezellen een portaal dat naar verschillende plaatsen op de wereld leidt. |      |                |                               |                 |                          |
| 268    | The Pyramid at the End of the World |      | 1 aflevering   | Peter Harness & Steven Moffat | Daniel Nettheim | 27 mei 2017              |
| 268    | Op een drielandenpunt tussen Amerikaanse, Russische en Chinese troepen staat plotseling een piramide. Uit de piramide komen ruimtewezens, de Monniken, die bekendmaken de mensheid te komen redden van de ondergang. De dreiging blijkt echter niet te komen van een kernoorlog, maar van een ongeluk in een laboratorium. |      |                |                               |                 |                          |
| 269    | The Lie of the Land |      | 1 aflevering   | Toby Whithouse                | Wayne Yip       | 3 juni 2017              |
| 269    | De Monniken regeren de Aarde met een grootschalige geschiedvervalsing. Missy onthult aan de Doctor dat hun macht alleen gebroken kan worden door Bill te doden. |      |                |                               |                 |                          |
| 270    | Empress of Mars |      | 1 aflevering   | Mark Gatiss                   | Wayne Yip       | 10 juni 2017             |
| 270    | De NASA ontdekt de zin "God save the Queen" onder het ijs van Mars. Er blijken in 1881 Britse troepen door een geredde Ice Warrior naar Mars gebracht te zijn. Er dreigt een groot conflict tussen de Britten en de Ice Warriors. |      |                |                               |                 |                          |
| 271    | The Eaters of Light |      | 1 aflevering   | Rona Munro                    | Charles Palmer  | 17 juni 2017             |
| 271    | De Doctor en zijn metgezellen reizen naar 2e-eeuws Schotland om uit te zoeken wat er werkelijk gebeurde met het Verdwenen Legioen. Behalve de restanten van het legioen ontmoeten zij ook een groep Picten die een steenhoop bewaakt. |      |                |                               |                 |                          |
| 272    | World Enough and Time The Doctor Falls |      | 2 afleveringen | Steven Moffat                 | Rachel Talalay  | 24 juni 2017 1 juli 2017 |
| 272    | Als test voor Missy landt de TARDIS in een kolonieschip vlak bij een zwart gat. Bill wordt neergeschoten en door de passagiers mee naar beneden genomen, waar door tijddilatatie jaren voorbijgaan in enkele minuten voor de rest. Het schip blijkt uit Mondas te komen en de passagiers worden tegen wil en dank veranderd in Cybermen. Tot overmaat van ramp blijkt de vorige incarnatie van de Master ook op het schip aanwezig en is Missy allesbehalve consequent in haar loyaliteit. Noot: laatste verhaal met Nardole; laatste optreden van John Simm en Michelle Gomez als de Master. |      |                |                               |                 |                          |

### Special (2017)
| Nummer | Titel | Code | Afleveringen              | Schrijver     | Regisseur      | Originele uitzenddatum |
| ------ | --- | ---- | ------------------------- | ------------- | -------------- | ---------------------- |
| 273    | Twice Upon a Time |      | Kerstspecial (60 minuten) | Steven Moffat | Rachel Talalay | 25 december 2017       |
| 273    | Vechtend tegen zijn naderende regeneratie, staat de Twaalfde Doctor plotseling tegenover de Eerste, vlak voor diens regeneratie op Antarctica. Dan staat er ineens een officier uit de Eerste Wereldoorlog naast hen en staat de tijd om hen heen stil. Noot: laatste verhaal met Bill Potts; regeneratie van de Twaalfde Doctor naar de Dertiende; de Eerste Doctor wordt hier gespeeld door David Bradley. |      |                           |               |                |                        |

## Dertiende Doctor
De dertiende doctor wordt gespeeld door Jodie Whittaker.

### Serie 11 (2018)
Het aantal afleveringen per serie ging omlaag naar 10 en de uitzendingen werden naar zondag verplaatst. De serie bevatte geen doorlopende verhaallijn en bevatte geen tegenstanders uit eerdere verhalen.
| Nummer | Titel | Code | Afleveringen              | Schrijver                         | Regisseur         | Originele uitzenddatum |
| ------ | --- | ---- | ------------------------- | --------------------------------- | ----------------- | ---------------------- |
| 274    | The Woman Who Fell to Earth |      | 1 aflevering (64 minuten) | Chris Chibnall                    | Jamie Childs      | 7 oktober 2018         |
| 274    | De Doctor stort, zonder TARDIS, neer in Sheffield en komt hier op het spoor van een boosaardige buitenaardse krijger genaamd Tzim-Sha. Noot: introductie van Ryan Sinclair, Yasmin Khan en Graham O'Brien; enige aflevering zonder intro.                                                                                                 |      |                           |                                   |                   |                        |
| 275    | The Ghost Monument |      | 1 aflevering              | Chris Chibnall                    | Mark Tonderai     | 14 oktober 2018        |
| 275    | Op zoek naar de TARDIS komen de Doctor en haar metgezellen terecht in een intergalactische rally, met de nodige gevaren onderweg. |      |                           |                                   |                   |                        |
| 276    | Rosa |      | 1 aflevering              | Malorie Blackman & Chris Chibnall | Mark Tonderai     | 21 oktober 2018        |
| 276    | De TARDIS landt per ongeluk in Montgomery in 1955, de dag voor Rosa Parks weigert op te staan in de bus. Ze ontdekken een andere tijdreiziger die Parks' actie wil verhinderen. |      |                           |                                   |                   |                        |
| 277    | Arachnids in the UK |      | 1 aflevering              | Chris Chibnall                    | Sallie Aprahamian | 28 oktober 2018        |
| 277    | Terug in Sheffield ontdekt de groep een kolonie van reusachtige spinnen onder een leegstaand hotel. De eigenaar, Amerikaan Jack Robertson, heeft namelijk chemisch afval onder het hotel gedumpt. Noot: introductie van Jack Robertson.                                                                                                   |      |                           |                                   |                   |                        |
| 278    | The Tsurunga Conundrum |      | 1 aflevering              | Chris Chibnall                    | Jennifer Perrot   | 4 november 2018        |
| 278    | Na een ongeluk met een sonische mijn worden de Doctor en haar metgezellen wakker op een ruimtestation. Aan boord blijkt een klein doch gevaarlijk wezen dat alles eet wat niet organisch is. |      |                           |                                   |                   |                        |
| 279    | Demons of the Punjab |      | 1 aflevering              | Vinay Patel                       | Jamie Childs      | 11 november 2018       |
| 279    | Omdat Yasmin meer wil weten over haar grootouders reist de groep naar de Punjab in 1947. Yasmins islamitische grootmoeder blijkt op de dag van de deling van Brits-Indië in het huwelijk te treden met een hindoe, wat de families het doelwit maakt van nationalisten. Tegelijkertijd zijn er buitenaardse wezens actief in de omgeving. |      |                           |                                   |                   |                        |
| 280    | Kerblam! |      | 1 aflevering              | Pete McTighe                      | Jennifer Perott   | 18 november 2018       |
| 280    | Na een noodoproep besluit de groep undercover te gaan werken bij een galactische webwinkel, waar medewerkers lijken te verdwijnen. |      |                           |                                   |                   |                        |
| 281    | The Witchfinders |      | 1 aflevering              | Joy Wilkinson                     | Sallie Aprahamian | 25 november 2018       |
| 281    | De groep ontmoet in 1612 een agressieve heksenjaagster en koning Jacobus I van Engeland. De Doctor ontdekt dat de slachtoffers van de heksenjacht in het dorp allemaal bezeten waren door wezens uit de grond. |      |                           |                                   |                   |                        |
| 282    | It Takes You Away |      | 1 aflevering              | Ed Hime                           | Jamie Childs      | 2 december 2018        |
| 282    | Aan een bosrand in Noorwegen ontmoet de groep een blind meisje, wier vader verdwenen is. De spiegel in hun huis blijkt een portaal naar een bufferruimte te zijn. |      |                           |                                   |                   |                        |
| 283    | The Battle of Ranskoor av Kolos |      | 1 aflevering              | Chris Chibnall                    | Jamie Childs      | 9 december 2018        |
| 283    | De TARDIS landt op een planeet waar je waarneming in verwarring raakt. Tzim-Sha blijkt hier vast te zitten en houdt zich bezig met het stelen van andere planeten. |      |                           |                                   |                   |                        |

### Special (2019)
Vanaf 2018 verschenen er geen kerstspecials meer. Wel werd er een special gemaakt voor nieuwjaar 2019. Er verscheen dat jaar verder geen serie.
| Nummer | Titel | Code | Afleveringen                   | Schrijver      | Regisseur | Originele uitzenddatum |
| ------ | --- | ---- | ------------------------------ | -------------- | --------- | ---------------------- |
| 284    | Resolution |      | Nieuwjaarsspecial (60 minuten) | Chris Chibnall | Wayne Yip | 1 januari 2019         |
| 284    | Terug op aarde op nieuwjaarsdag komt de groep een opgraving op het spoor waarbij een vreemd, weekdierachtig wezen aangetroffen is. Het blijkt om een eeuwenoude verkenner van de Daleks te gaan. |      |                                |                |           |                        |

### Serie 12 (2020)
In 2020 werd er geen special uitgezonden, maar begonnen de uitzendingen van de nieuwe serie op 1 januari.
| Nummer | Titel | Code | Afleveringen              | Schrijver       | Regisseur          | Originele uitzenddatum |
| ------ | --- | ---- | ------------------------- | --------------- | ------------------ | ---------------------- |
| 285a   | Spyfall: Part One |      | 1 aflevering (60 minuten) | Chris Chibnall  | Jamie Magnus Stone | 1 januari 2020         |
| 285a   | De MI6 rekruteert de Doctor en haar metgezellen om een reeks aanslagen op agenten van verschillende diensten over de wereld te onderzoeken. Hoofdverdachte is een miljardair genaamd Daniel Barton. De Doctor schakelt haar oude kennis in, voormalige geheim agent O. Als de Doctor en co Barton op de hielen zitten, onthult O echter de Master te zijn.                                                            |      |                           |                 |                    |                        |
| 285b   | Spyfall: Part Two |      | 1 aflevering (60 minuten) | Chris Chibnall  | Lee Haven Jones    | 5 januari 2020         |
| 285b   | De Master en Barton blijken samen te werken met wezens uit een andere dimensie. Via deze dimensie reist de Doctor naar andere tijdperken en ontmoet Ada Lovelace en Noor Inayat Khan. De Master zit haar echter op de hielen. |      |                           |                 |                    |                        |
| 286    | Orphan 55 |      | 1 aflevering              | Ed Hime         | Lee Haven Jones    | 12 januari 2020        |
| 286    | De groep bezoekt een vakantieoord dat gebouwd is op een onbewoonbare planeet. Door sabotage slagen de mutanten uit de buitenwereld er echter in binnen te komen in het complex. |      |                           |                 |                    |                        |
| 287    | Nikola Tesla's Night of Terror |      | 1 aflevering              | Nina Metivier   | Nida Manzoor       | 19 januari 2020        |
| 287    | De Doctor en haar metgezellen bezoeken Nikola Tesla in 1903. Tesla en zijn rivaal Thomas Edison worden echter doelwit van een buitenaardse aanval. |      |                           |                 |                    |                        |
| 288    | Fugitive of the Judoon |      | 1 aflevering              | Vinay Patel     | Nida Manzoor       | 26 januari 2020        |
| 288    | Gloucester wordt afgezet door de Judoon, die een voortvluchtige crimineel zoeken voor een dienst die de Division heet. Hun doelwit blijkt een vrouw genaamd Ruth. De metgezellen van de Doctor worden gered door Captain Jack Harkness, die hen waarschuwt voor de "Eenzame Cyberman". Tot schrik van de Doctor blijkt Ruth een eerdere versie van haarzelf. Noot: introductie van de Division en de Fugitive Doctor. |      |                           |                 |                    |                        |
| 289    | Praxeus |      | 1 aflevering              | Pete McTighe    | Jamie Magnus Stone | 2 februari 2020        |
| 289    | De Doctor en haar metgezellen onderzoeken in verschillende hoeken van de aarde een geheimzinnige bacterie die menselijke lichamen kristalliseert en vervolgens afbreekt. De bacterie blijkt zich te voeden met microplastics. |      |                           |                 |                    |                        |
| 290    | Can You Hear Me? |      | 1 aflevering              | Charlene James  | Emma Sullivan      | 9 februari 2020        |
| 290    | Terug in Sheffield krijgen Graham, Ryan en Yaz vreemde visioenen. De Doctor probeert te achterhalen waar deze beelden vandaan komen. |      |                           |                 |                    |                        |
| 291    | The Haunting of Villa Diodati |      | 1 aflevering              | Maxine Alderton | Emma Sulivan       | 16 februari 2020       |
| 291    | In 1816 kloppen de Doctor en haar metgezellen aan bij Villa Diodati om te zien hoe Mary Shelley hier de inspiratie zal opdoen voor Frankenstein. Ze merken echter dat er iets niet klopt. Het lijkt te spoken in de villa en Percy Shelley is spoorloos. Dan verschijnt er plotseling een eenzame Cyberman in het huis. Noot: introductie van Ashad.                                                                  |      |                           |                 |                    |                        |
| 292    | Ascension of the Cybermen |      | 1 aflevering              | Chris Chibnall  | Jamie Magnus Stone | 23 februari 2020       |
| 292    | De TARDIS landt in de verre toekomst op een van de laatste buitenposten van de mensheid, die blootstaat aan aanvallen van de Cybermen. De overlevende mensen zoeken ene Ko Sharmus, die een toegang naar de andere kant van het universum bewaakt. Als de Doctor de toegang bereikt, leidt deze echter naar het verwoeste Gallifrey, waar de Master op haar wacht.                                                    |      |                           |                 |                    |                        |
| 293    | The Timeless Children |      | 1 aflevering (65 minuten) | Chris Chibnall  | Jamie Magnus Stone | 1 maart 2020           |
| 293    | De Master probeert met Ashad ogenschijnlijk gemene zaak te maken. Intussen leert de Doctor in de Matrix waarom de Master Gallifrey verwoest heeft en dat ze mogelijk helemaal geen Time Lord is. Noot: dood van Ashad; introductie van Tecteun. |      |                           |                 |                    |                        |

### Special (2021)
| Nummer | Titel | Code | Afleveringen                   | Schrijver      | Regisseur       | Originele uitzenddatum |
| ------ | --- | ---- | ------------------------------ | -------------- | --------------- | ---------------------- |
| 294    | Revolution of the Daleks |      | Nieuwjaarsspecial (71 minuten) | Chris Chibnall | Lee Haven Jones | 1 januari 2021         |
| 294    | Jack Robertson blijkt de resten van de Dalek-verkenner gebruikt te hebben om een leger gevechtsmachines te bouwen. Dit blijkt een ernstige misrekening als de organische resten van de Dalek voor nieuwe Daleks zorgen. Intussen heeft Captain Jack de Doctor echter helpen ontsnappen uit haar gevangenis. Noot: vertrek van Ryan en Graham. |      |                                |                |                 |                        |

### Serie 13 (2021)
Serie 13 kreeg de ondertitel Flux. Vanwege de coronapandemie zou deze serie slechts 8 afleveringen krijgen. Dit werd naar 6 verlaagd toen besloten werd in 2022 meerdere specials uit te zenden.
| Nummer | Titel | Code | Afleveringen | Schrijver                        | Regisseur          | Originele uitzenddatum |
| ------ | --- | ---- | ------------ | -------------------------------- | ------------------ | ---------------------- |
| 295a   | Chapter One: The Halloween Apocalypse |      | 1 aflevering | Chris Chibnall                   | Jamie Magnus Stone | 31 oktober 2021        |
| 295a   | Op 31 oktober 2021 arriveren de Doctor en Yaz in Liverpool, op zoek naar een Lupari genaamd Karvanista die een verband heeft met de Division. Precies die avond breekt een wezen genaamd Swarm uit zijn gevangenis en zet de Flux in gang, waardoor tijd en ruimte bedreigd worden. Noot: introductie van Dan Lewis. |      |              |                                  |                    |                        |
| 295b   | Chapter Two: War of the Sontarans |      | 1 aflevering | Chris Chibnall                   | Jamie Magnus Stone | 7 november 2021        |
| 295b   | De Doctor komt terecht in de Krimoorlog, waar Sontarans aan mee blijken te doen. Intussen is Dan terug in Liverpool en blijkt zijn tijd ook door de Sontarans bezet, maar wordt hij gered door Karvanista. Yaz komt terecht in een tempel op een planeet die Tijd heet, samen met een man die Vinder heet. De tempel wordt overvallen door Swarm en zijn partner Azure. |      |              |                                  |                    |                        |
| 295c   | Chapter Three: Once, Upon Time |      | 1 aflevering | Chris Chibnall                   | Azhur Saleem       | 14 november 2021       |
| 295c   | De aanwezigen in de Tijdstempel herbeleven hun verleden. Vinder werkte voor een boosaardige machthebber genaamd de Grand Serpent, maar werd gedegradeerd toen hij diens acties naar buiten bracht. Zijn partner Bel, die de Flux heeft overleefd, reist met een Lupari schip door de ruimte om hem te zoeken. De Doctor herbeleefd een eerdere aanval door Swarm en Azure op de tempel, waarbij de Fugitive Doctor en Karvanista een team leidden om de tempel te ontzetten. Dan kaapt een Weeping Angel de TARDIS. |      |              |                                  |                    |                        |
| 295d   | Chapter Four: Village of the Angels |      | 1 aflevering | Chris Chibnall & Maxine Alderton | Jamie Magnus Stone | 21 november 2021       |
| 295d   | De TARDIS landt in een Engels dorp in 1967, waar ene Professor Jericho een vrouw genaamd Claire onderzoekt. Claire blijkt uit 2021 naar het dorp verplaatst te zijn door een Weeping Angel. Het dorp wordt door een leger Weeping Angels aangevallen en Yaz, Dan en Jericho komen daardoor in 1901 terecht. |      |              |                                  |                    |                        |
| 295e   | Chapter Five: Survivors of the Flux |      | 1 aflevering | Chris Chibnall                   | Azhur Saleem       | 28 november 2021       |
| 295e   | De Angels brengen de Doctor naar de Division, waar ze Tecteun ontmoet. De Flux blijkt niet door Swarm, maar door de Division veroorzaakt om af te rekenen met het universum en de Doctor. Yaz, Dan en Jericho zoeken intussen de wereld af naar een manier om de Doctor terug te vinden. De opbouw van UNIT blijkt vanaf het begin gemanipuleerd te zijn door de Grand Serpent, tot Kate Stewart achter zijn bedrog kwam en hij de dienst in 2017 stopzette.                                                        |      |              |                                  |                    |                        |
| 295f   | Chapter Six: The Vanquishers |      | 1 aflevering | Chris Chibnall                   | Azhur Saleem       | 5 december 2021        |
| 295f   | De Doctor splitst zichzelf in drieën. De eerste blijft in de door Swarm en Azure overgenomen Division. De tweede ontmoet haar metgezellen, Jericho en Kate Stewart in ondergrondse gangen die naar verschillende plekken en tijdperken op aarde leiden. De derde arriveert in het schip van Bel. Nu is het de kunst om de aarde van de Sontarans te redden en de Flux te stoppen. |      |              |                                  |                    |                        |

### Specials (2022)
In 2022 werd geen nieuwe serie uitgezonden, maar wel enkele specials vanwege het naderend vertrek van de Dertiende Doctor en het honderdjarig bestaan van de BBC.
| Nummer | Titel | Code | Afleveringen          | Schrijver                  | Regisseur          | Originele uitzenddatum |
| ------ | --- | ---- | --------------------- | -------------------------- | ------------------ | ---------------------- |
| 296    | Eve of the Daleks |      | Nieuwjaarsspecial     | Chris Chibnall             | Annetta Laufer     | 1 januari 2022         |
| 296    | De TARDIS landt op oudjaarsavond 2021 in een opslaghuis en creëert een tijdslus. Met steeds 1 minuut minder moeten de Doctor, haar metgezellen en de andere mensen in het gebouw uitvogelen hoe een aanval van Daleks te overleven tot middernacht. |      |                       |                            |                    |                        |
| 297    | Legend of the Sea Devils |      | Paasspecial           | Chris Chibnall & Ella Road | Haolu Wang         | 17 april 2022          |
| 297    | De TARDIS landt in China in 1807, wanneer Ching Shih per ongeluk de Sea Devil Marsissus bevrijdt. Het gaat Madame Ching om een legendarische schat die met de Sea Devils te maken heeft. Noot: herintroductie van de Sea Devils. |      |                       |                            |                    |                        |
| 298    | The Power of the Doctor |      | 100-jarig bestaan BBC | Chris Chibnall             | Jamie Magnus Stone | 23 oktober 2022        |
| 298    | Terwijl de Doctor de diefstal van een vreemde krachtbron door de Cybermasters onderzoekt, ontvangt ze een tip van een Dalek-renegaat dat de Daleks alle vulkanen op aarde aan het beïnvloeden zijn. Tevens krijgt ze bericht van UNIT dat er over de hele wereld seismologen verdwenen zijn en allerlei schilderijen het gezicht van de Master vertonen. Het lijkt erop dat de drie grootste vijanden van de Doctor een verbond zijn aangegaan om de aarde én de Doctor te vernietigen. Noot: gastrollen voor Tegan, Ace en Graham, vertrek van Dan en Yaz, cameo's voor Ian, Jo, Mel en de Eerste, Vijfde, Zesde, Zevende en Achtste Doctor; regeneratie van de Dertiende naar de Veertiende Doctor. |      |                       |                            |                    |                        |

## Veertiende Doctor
De Veertiende Doctor wordt gespeeld door David Tennant.

### Specials (2023)
In 2023 verscheen geen volledig seizoen. Wel werden er, ter gelegenheid van het 60-jarig bestaan van het programma, drie speciale afleveringen uitgezonden in november en december.
| Nummer | Titel | Code | Afleveringen                         | Schrijver        | Regisseur       | Originele uitzenddatum |
| ------ | --- | ---- | ------------------------------------ | ---------------- | --------------- | ---------------------- |
| —      | Destination: Skaro |      | Children in Need-special (5 minuten) | Russell T Davies | Jamie Donoughue | 17 november 2023       |
| —      | De net geregenereerde Doctor landt op Skaro tijdens de oorlog tussen de Kaleds en Thals en draagt hier per ongeluk bij aan wat ideeën voor de Daleks. |      |                                      |                  |                 |                        |
| 299    | The Star Beast |      | Special 60-jarig bestaan             | Russell T Davies | Rachel Talalay  | 25 november 2023       |
| 299    | De Doctor loopt tot zijn schrik een 15 jaar oudere Donna Noble en haar gezin tegen het lijf. Hij ziet zich echter al snel gedwongen tot contact als Donna's dochter een klein, pluizig ruimtewezentje in huis neemt dat op de vlucht is voor andere wezens. Noot: terugkeer van Donna |      |                                      |                  |                 |                        |
| 300    | Wild Blue Yonder |      | Special 60-jarig bestaan             | Russel T Davies  | Tom Kingsley    | 2 december 2023        |
| 300    | De TARDIS landt op een groot, leeg ruimteschip aan de rand van het universum. Ze blijken echter al snel niet helemaal alleen te zijn. Noot: cameo van Bernard Cribbins als Wilfred Mott                                                                                               |      |                                      |                  |                 |                        |
| 301    | The Giggle |      | Special 60-jarig bestaan             | Russel T Davies  | Chanya Button   | 9 december 2023        |
| 301    | Terug op aarde blijkt de hele wereldbevolking bizar onredelijk geworden. De Doctor ontdekt echter dat er een oude vijand van hem achter zit: de Toymaker. Noot: herintroductie van de Toymaker en bi-generatie van de Veertiende en Vijftiende Doctor.                                |      |                                      |                  |                 |                        |

## Vijftiende Doctor
De Vijftiende Doctor wordt gespeeld door Ncuti Gatwa.

### Special (2023)
| Nummer | Titel | Code | Afleveringen | Schrijver        | Regisseur     | Originele uitzenddatum |
| ------ | --- | ---- | ------------ | ---------------- | ------------- | ---------------------- |
| 302    | The Church on Ruby Road |      | Kerstspecial | Russell T Davies | Mark Tonderai | 25 december 2023       |
| 302    | Ruby Sunday, een vondeling die op kerstavond 2004 (een zondag) bij de kerk van Ruby Road is achtergelaten, merkt in de weken voor haar 19e verjaardag dat ze ineens ongewoon veel pech heeft. Dit trekt de aandacht van de Doctor, die beseft dat de grote hoeveelheid toeval rondom Ruby een groep Goblins aantrekt, die het op het pasgeboren pleegkindje van Ruby's adoptiemoeder voorzien hebben. Noot: Introductie Ruby Sunday. |      |              |                  |               |                        |

### Seizoen 1 (2024)
Voortaan telde een seizoen 8 afleveringen. De rode draad in dit seizoen was dat de Doctor en Ruby steeds een vrouw met hetzelfde uiterlijk ontmoeten, evenals de toename van magie en goden nadat de Doctor in Wild Blue Yonder een bijgelovige truc heeft uitgevoerd aan de rand van het universum.
| Nummer | Titel | Code | Afleveringen | Schrijver                   | Regisseur             | Originele uitzenddatum |
| ------ | --- | ---- | ------------ | --------------------------- | --------------------- | ---------------------- |
| 303    | Space Babies (Ruimtebaby's) |      | 1 aflevering | Russell T Davies            | Julie Anne Robinson   | 10 mei 2024            |
| 303    | De TARDIS landt op een ruimtestation dat bemand blijkt te worden door een groep achtergelaten, pratende baby's. In de kelder woont een geheimzinnig monster dat zelfs bij de Doctor een onverklaarbare angst oproept. |      |              |                             |                       |                        |
| 304    | The Devil's Chord (Het duivelsakkoord) |      | 1 aflevering | Russell T Davies            | Ben Chessel           | 10 mei 2024            |
| 304    | Als de Doctor en Ruby naar 1963 afreizen om naar de opnamesessies van The Beatles te kijken, blijkt alle liefde voor muziek hier verdwenen. Dit is het werk van Maestro, een kind van de Toymaker, die in 1925 is opgeroepen door het aanslaan van het zogeheten Duivelsakkoord. Het verdwijnen van de muziek blijkt funest voor de toekomst der mensheid. |      |              |                             |                       |                        |
| 305    | Boom (Boem) |      | 1 aflevering | Steven Moffat               | Julie Anne Robinson   | 18 mei 2024            |
| 305    | In een oorlog geregeerd door winstmarges van de wapen- en zorgleveranciers, stapt de Doctor per ongeluk op een landmijn. |      |              |                             |                       |                        |
| 306    | 73 Yards |      | 1 aflevering | Russell T Davies            | Dylan Holmes Williams | 25 mei 2024            |
| 306    | Als de Doctor in Wales per ongeluk door een heksenkring loopt, verdwijnt hij spoorloos. Ruby kan de TARDIS niet meer in en wordt overal gevolgd door een geheimzinnige vrouw die op 73 yards (66,7 meter) afstand blijft. Iedereen die de vrouw probeert te benaderen rent in doodsangst weg en wil niets meer met Ruby te maken hebben. Noot: Doctor lite-aflevering. |      |              |                             |                       |                        |
| 307    | Dot and Bubble (Dot en Bubbel) |      | 1 aflevering | Russell T Davies            | Dylan Holmes Williams | 1 juni 2024            |
| 307    | In de kolonie Finetime wonen alleen zorgeloze rijke jongeren, die vrijwel elk contact via sociale media doen. Dan breken de Doctor en Ruby in op de "bubbel" om te waarschuwen dat er een groot gevaar is en de overlevenden de goede weg te wijzen. |      |              |                             |                       |                        |
| 308    | Rogue |      | 1 aflevering | Kate Herron & Briony Redman | Ben Chessel           | 8 juni 2024            |
| 308    | De Doctor en Ruby nemen deel aan een gala in 1813. Een van de aanwezigen blijkt echter een interstellaire premiejager, op zoek naar een Chuldur, een ruimtewezen dat bij wijze van cosplay mensen vermoord en hun plaats inneemt. |      |              |                             |                       |                        |
| 309    | The Legend of Ruby Sunday (De legende van Ruby Sunday) |      | 1 aflevering | Russell T Davies            | Jamie Donoughue       | 15 juni 2024           |
| 309    | Empire of Death (Rĳk des doods) |      | 1 aflevering | Russell T Davies            | Jamie Donoughue       | 22 juni 2024           |
| 309    | De Doctor wil twee zaken laten onderzoeken door UNIT: de nacht waarop Ruby te vondeling werd gelegd en de identiteit van een geheimzinnige vrouw die overal waar hij landt opduikt. De vrouw blijkt ook in 2024 te bestaan, als zakenvrouw Susan Triad. Naarmate het onderzoek vordert, krijgt de Doctor het idee dat beide zaken samenhangen en dat er iets vreemds rondom de TARDIS verborgen zit. Het blijkt een oude vijand van de Doctor te zijn: Sutekh, die na hun laatste confrontatie wist te ontsnappen en overal met de TARDIS meegereisd is. Hiermee is Sutekh sterker dan ooit geworden: een ware god des doods. |      |              |                             |                       |                        |

### Special (2024)
| Nummer | Titel | Code | Afleveringen | Schrijver     | Regisseur          | Originele uitzenddatum |
| ------ | --- | ---- | ------------ | ------------- | ------------------ | ---------------------- |
| 310    | Joy to the World |      | Kerstspecial | Steven Moffat | Alex Sanjiv Pillai | 25 december 2024       |
| 310    | Aangekomen in een tijdhotel dat naar verschillende tijdperken leidt krijgt de Doctor in de gaten dat er iets vreemds aan de hand is met een geheimzinnige koffer die de drager overneemt. De koffer komt op de Aarde in 2024 terecht in de handen van een dame genaamd Joy. |      |              |               |                    |                        |

### Seizoen 2 (2025)
Een doorlopende lijn in dit seizoen is dat de Doctor probeert metgezel Belinda terug te brengen naar mei 2025, wat om een geheimzinnige reden niet wil lukken. Tegelijkertijd worden de Doctor en Belinda op de voet gevolgd door Mrs. Flood, de geheimzinnige buurvrouw van Ruby Sunday uit het vorige seizoen.
| Nummer | Titel | Afleveringen | Schrijver                               | Regisseur          | Originele uitzenddatum |
| ------ | --- | ------------ | --------------------------------------- | ------------------ | ---------------------- |
| 313    | The Robot Revolution (nl) De robotrevolutie) | 1 aflevering | Russell T Davies                        | Peter Hoar         | 12 april 2025          |
| 313    | Verpleegkundige Belinda Chandra (gespeeld door Varada Sethu) heeft een ster naar haar vernoemd gekregen als cadeau van haar vriendje. 17 jaar later staan er twee robots voor haar deur, afkomstig van de ster, om haar op te halen als hun koningin. Noot: Introductie van Belinda Chandra. |              |                                         |                    |                        |
| 314    | Lux | 1 aflevering | Russell T Davies                        | Amanda Brotchie    | 19 april 2025          |
| 314    | De TARDIS belandt in Miami in 1952 op de Doctors missie om Belinda thuis te brengen. Een verlaten bioscoop met een verschrikkelĳk geheim heeft de aandacht getrokken en de Doctor probeert de kracht van Lux te ontrafelen. |              |                                         |                    |                        |
| 315    | The Well (nl) De schacht) | 1 aflevering | Russell T Davies & Sharma Angel Walfall | Amanda Brotchie    | 26 april 2025          |
| 315    | De Doctor en Belinda belanden 500.000 jaar in de toekomst en komen terecht in een militaire operatie op zoek naar overlevenden na werkzaamheden in een schacht op de planeet 6-7-6-7, wat achteraf blijkt Midnight te zĳn: de mysterieuze planeet waar de Doctor eerder is geweest. Een overlevende wordt gevonden maar er schuilt iets gevaarlĳks achter haar. Noot: Flashback naar de Tiende Doctor in Serie 4. |              |                                         |                    |                        |
| 316    | Lucky Day (nl) Geluksdag) | 1 aflevering | Pete McTighe                            | Peter Hoar         | 3 mei 2025             |
| 316    | Ruby Sunday is terug op aarde en leeft een leven zonder de Doctor. Maar een nieuwe gevaarlijke dreiging staat op de loer en probeert zĳ met UNIT haar vriendje Conrad te redden uit de handen van de Shreek. Noot: Doctor lite-aflevering. Terugkeer van Ruby Sunday en UNIT. |              |                                         |                    |                        |
| 317    | The Story & the Engine (nl) Het verhaal van de motor) | 1 aflevering | Inua Ellams                             | Makalla McPherson  | 10 mei 2025            |
| 317    | De Doctor landt in Lagos en besluit hier langs te gaan bij een kapperszaak die hij goed kent. De zaak blijkt echter overgenomen door een geheimzinnige man die zijn klanten gevangenhoudt en hun verhalen als brandstof nodig heeft. |              |                                         |                    |                        |
| 318    | The Interstellar Song Contest (nl) Het interstellaire songfestival) | 1 aflevering | Juno Dawson                             | Ben A. Williams    | 17 mei 2025            |
| 318    | Op de terugreis naar aarde belanden de Doctor en Belinda op een ruimteschip waar een beroemde songfestival gaande is. Wat als een rustig avondje begon, eindigt in een gevecht tussen leven en dood. Noot: Deze uitzenddatum valt op dezelfde dag als de Grand Final van het Eurovisiesongfestival 2025. |              |                                         |                    |                        |
| 319    | Wish World (nl) Wenswereld) | 1 aflevering | Russell T Davies                        | Alex Sanjiv Pillai | 24 mei 2025            |
| 319    | The Reality War (nl) De realiteitsoorlog) | 1 aflevering | Russell T Davies                        | Alex Sanjiv Pillai | 31 mei 2025            |
| 319    | Wanneer de Doctor Belinda thuis heeft gebracht, belanden ze in een totaal andere wereld en ontmoeten oude bekenden waar de Doctor geen goede banden mee heeft. Noot: Flashback naar de Tweede en de Elfde Doctor. Herintroductie Anita Benn, Rose Noble en de Dertiende Doctor. Regeneratie naar een personage die gelijkenissen toont als Rose uit Serie 1 en 2.                                                 |              |                                         |                    |                        |